# Carnuntum (Militärlager)

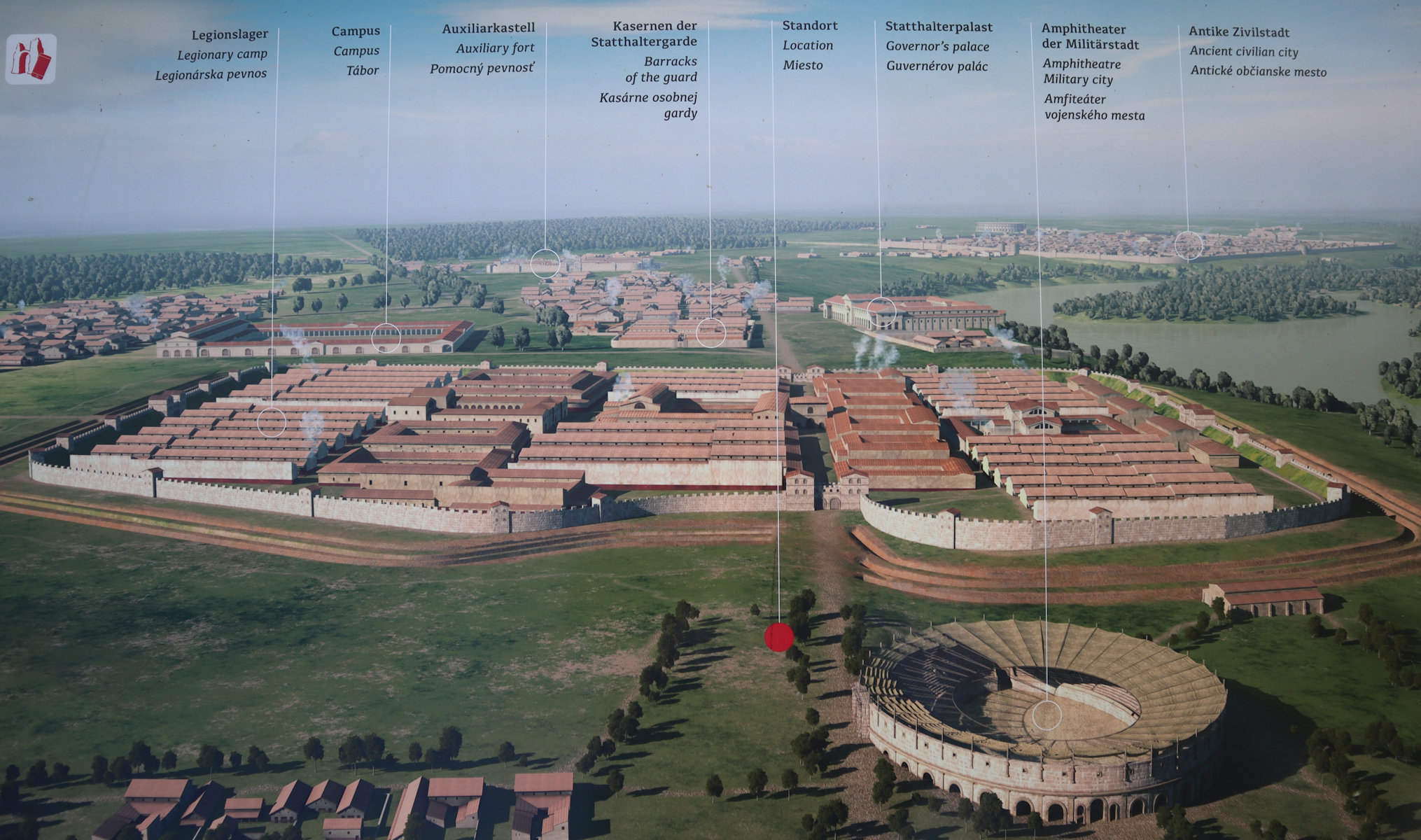
Rekonstruktion des römischen Carnuntum im 3. Jahrhundert n. Chr.

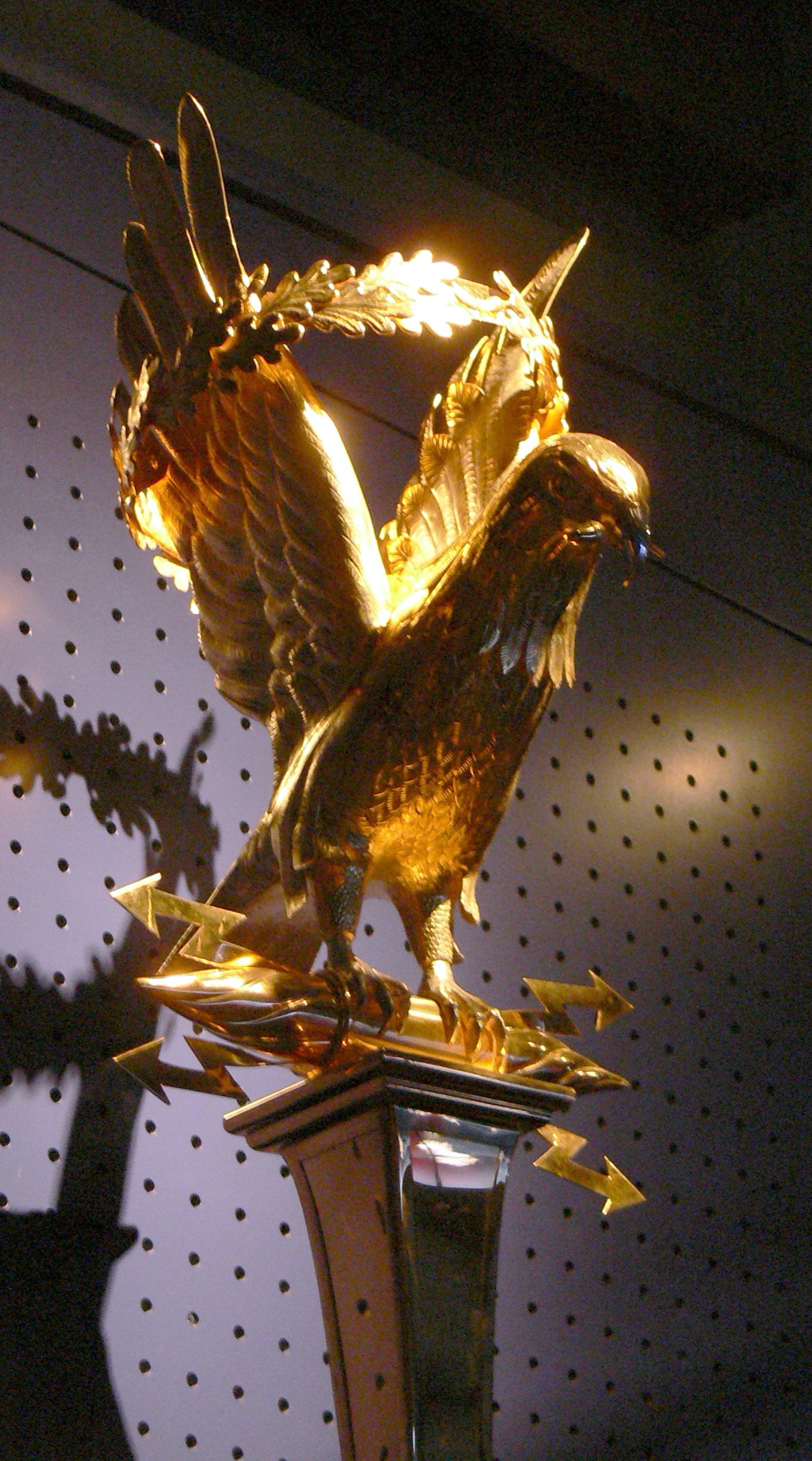
Replik eines Legionsadlers (aquila), Museum Carnuntinum

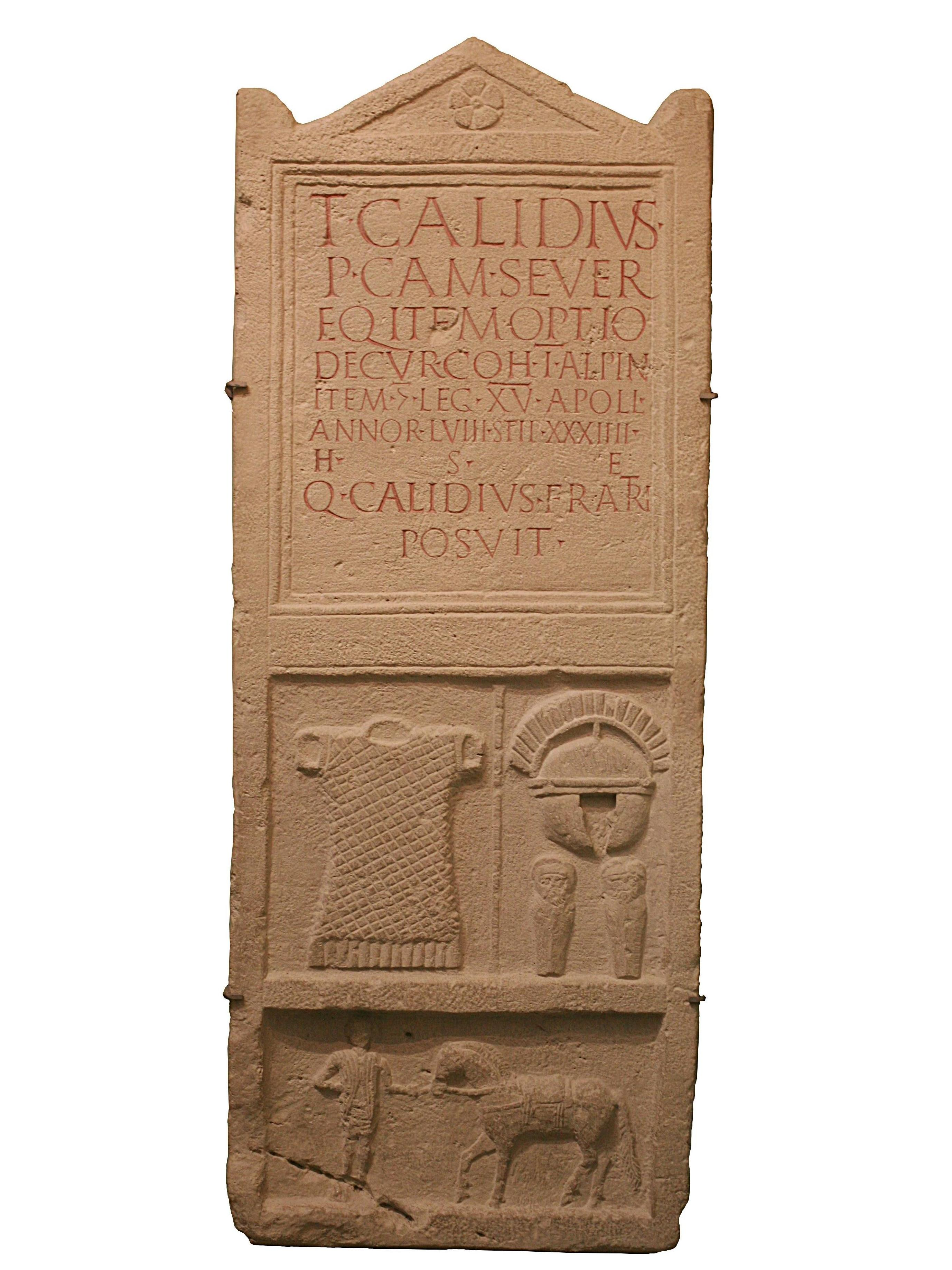
Kopie des Grabsteins des Titus Calidius Severus, Zenturio der Legio XV Apollinaris. Die Frontseite zeigt seinen Schuppenpanzer, seine Beinschienen, den Helm mit querstehendem Busch und seinen Stock, darunter ist sein Bursche (calo) mit dem Dienstpferd abgebildet

Carnuntum ist der Name für ein mehrperiodiges Legionslager, ein Auxiliarkastell und eine Lagerstadt, die dem Schutz des oberpannonischen Limes dienten. Ab dem 2. Jahrhundert n. Chr. war die Zivilstadt Carnuntum auch Verwaltungsmittelpunkt der römischen Provinz (Ober-)Pannonien. Es ist die bedeutendste und am umfangreichsten erforschte antike Ausgrabungsstelle in Österreich und liegt auf den Gemeindegebieten von Petronell-Carnuntum und Bad Deutsch-Altenburg, Bundesland Niederösterreich. Es ist auch das einzige nicht modern überbaute Legionslager zwischen Regensburg und Belgrad und damit eines der wichtigsten archäologischen Denkmäler am Donaulimes, der 2021 in Teilen zum UNESCO-Weltkulturerbe erhoben wurde.
Die Region um ein bis heute nicht lokalisiertes keltisches Siedlungs- und Machtzentrum, das der Historiker Velleius Paterculus als „Carnunto, qui locus regni Norici“ (im Königreich Norikum gelegen) bezeichnete, wurde ab dem 1. Jahrhundert n. Chr. zum Sammelpunkt für die Expansion der Römer ins freie Germanien (Barbaricum). Dort zweigte von der Limesstraße eine wichtige Verbindung nach Süden ab. An den Ausläufern der Kleinen Karpaten entwickelte sich bald einer der wichtigsten Siedlungs- und Verteidigungsschwerpunkte in den nördlichen Provinzen des Reiches. Zusammen mit dem Auxiliarlager von Győr zählt das Legionslager in Carnuntum zu den ältesten römischen Befestigungsanlagen am pannonischen Limes. Seinen rasanten Aufstieg verdankte Carnuntum unter anderem seiner günstigen Lage am Kreuzungspunkt zweier alter transkontinentaler Handelsrouten sowie dem Legions- und dem Auxiliarlager, in denen zeitweise bis zu 6500 Mann stationiert waren. Besonders das Nebeneinander von Legionen und Hilfstruppen hob den militärpolitischen Rang dieses Standorts für die Römer hervor. Die Kastelle von Carnuntum standen während der römischen Herrschaft über Pannonien wiederholt im Mittelpunkt bedeutender politischer und militärischer Ereignisse.
Die ältesten archäologischen Zeugnisse aus römischer Zeit datieren in die Mitte des 1. Jahrhunderts n. Chr. Nach Errichtung eines provisorischen Winterlagers unter dem damaligen Feldherrn und späteren Kaiser Tiberius (14–37) entstanden zur Regierungszeit des Claudius (41–54) ein festes Holz-Erde-Lager und zwei Zivilsiedlungen. Zu Beginn des 2. Jahrhunderts lebten dort bereits rund 50.000 Menschen. Das Legionslager wurde um 100 n. Chr. in Stein umgebaut. In der Mitte des 2. Jahrhunderts wurde zusätzlich ein Reiterkastell errichtet. Während der Markomannenkriege führte Kaiser Mark Aurel (161–180) von Carnuntum aus seine Feldzüge in die Stammesgebiete nördlich der Donau. Ende des 2. Jahrhunderts wurde dort der Statthalter Oberpannoniens, Septimius Severus (193–211), von den Donaulegionen zum Kaiser ausgerufen; dies hatte einen erneuten massiven wirtschaftlichen Aufschwung für Pannonien zur Folge. In der Spätantike wurde in Carnuntum ein Stützpunkt der Donauflotte eingerichtet. 308 n. Chr. hielten die Tetrarchen dort die Kaiserkonferenz von Carnuntum ab. In der Mitte des 4. Jahrhunderts verwüstete ein schweres Erdbeben die Region. Diese Naturkatastrophe im Verbund mit der stetigen Reduzierung der Grenztruppen und den desaströsen Auswirkungen der Völkerwanderung leiteten schließlich ihren wirtschaftlichen und demografischen Niedergang ein. Im späten 4. Jahrhundert diente der schon stark heruntergekommene Ort Kaiser Valentinian I. (364–375) als Heerlager für einen Feldzug gegen transdanubische Stammesverbände. Im Laufe des 5. Jahrhunderts wurde das Legionslager von seinen romanischen Bewohnern aufgegeben und verlassen. Zwischen Limes- und Bernsteinstraße liegt das sogenannte Heidentor, ein noch teilweise erhaltenes Triumphalmonument aus dem 4. Jahrhundert, heute das Wahrzeichen der Region Carnuntum.

## Name

Strecke zwischen Vindobona und Carnuntum auf der Tabula Peutingeriana

Der Name Carnuntum/Karnuntum wurde von der keltischen Vorgängersiedlung übernommen und würde damit auf die keltische Gottheit Cernunnos in einer seiner Namensformen hinweisen, da die gemeinsame Wurzel der Namen carn Horn bedeutet. Er könnte auch von einem illyrischen Idiom abgeleitet sein und ‚Steinwall, Steinbau, Steinstadt, Siedlung am Fels oder am Stein‘ bedeuten, was aber heute als überholt angenommen wird.
Er wurde
- erstmals beim Chronisten Velleius Paterculus,[3]
- später auch an zwei Stellen bei Plinius,[4]
- beim Geographen Claudius Ptolemäus,[5]
- in den Selbstbetrachtungen des Mark Aurel (das zweite Buch dieses Werkes verfasste der Kaiser in Carnuntum),
- in der Historia Augusta,[6]
- in der Notitia dignitatum,[7]
- beim spätantiken Chronisten Ammianus Marcellinus,[8]
- im Codex Theodosianus,[9]
- in den Annales regni Francorum,[10]

und in den geographischen Hauptquellen,
- im Itinerarium Antonini[11]
- und in der Tabula Peutingeriana[12][13]

erwähnt.

## Lage

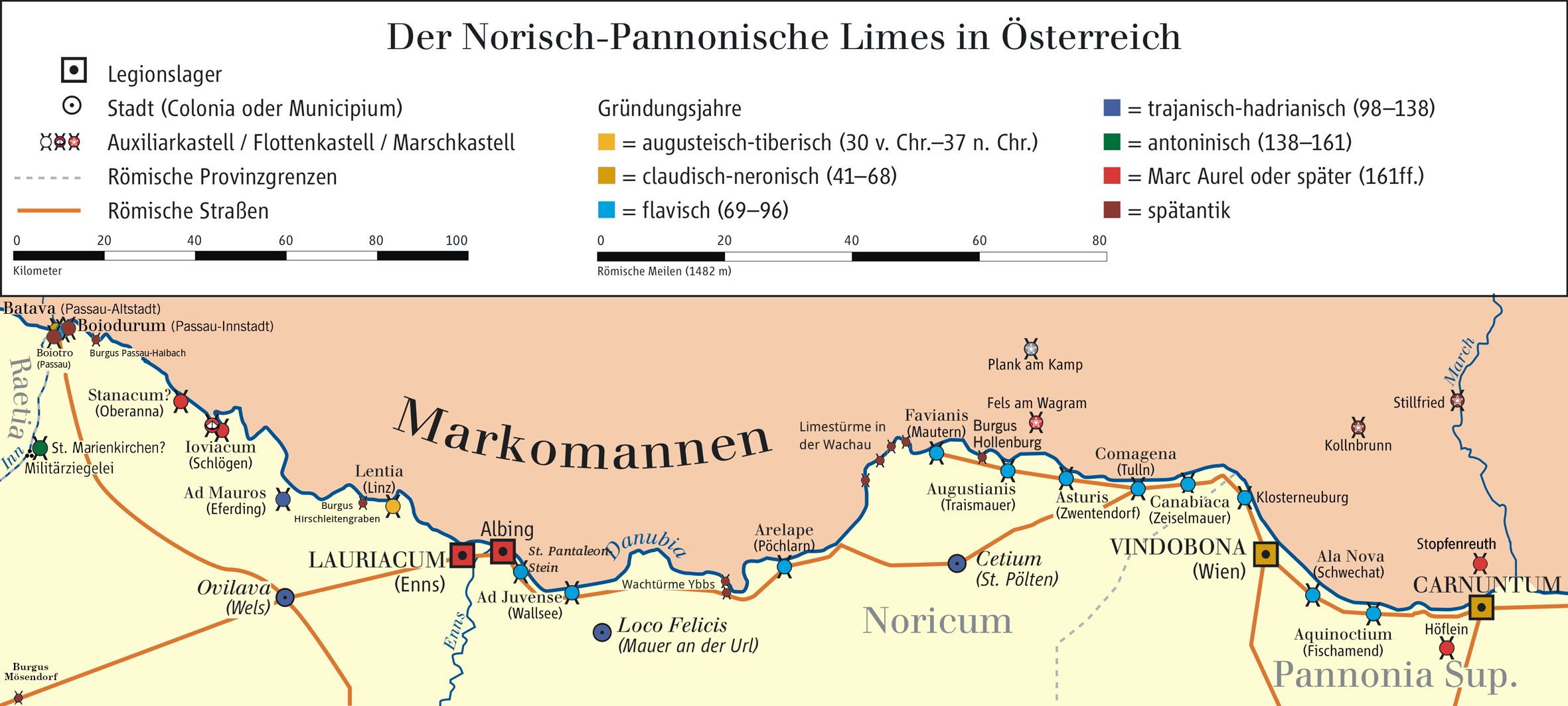
Lage von Carnuntum am oberpannonischen Limes

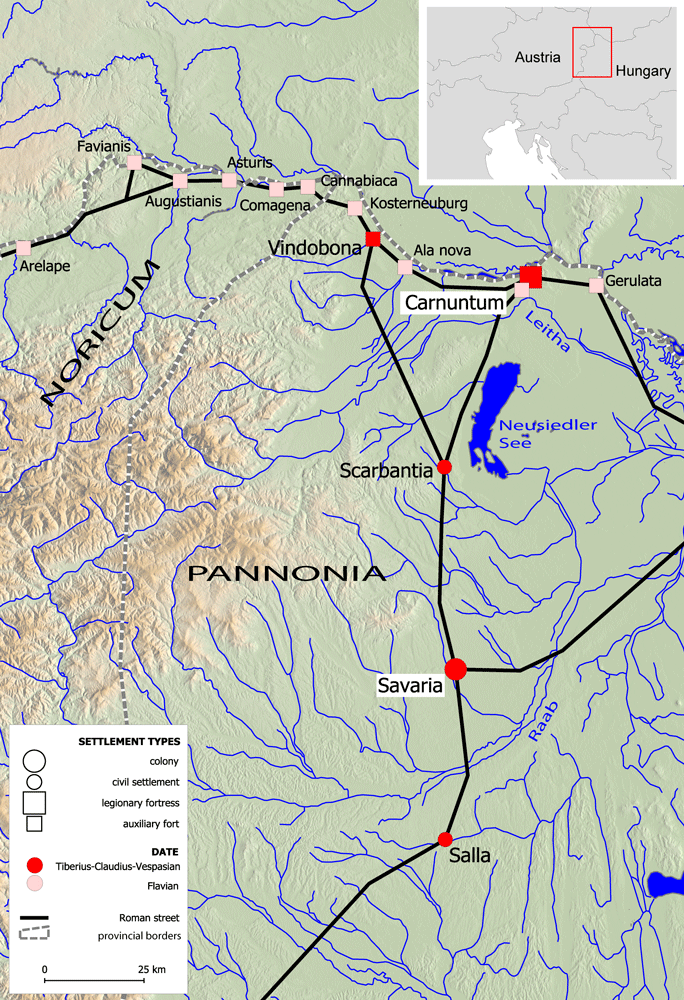
Hauptverkehrswege in Nordwest-Pannonien, 1. Jahrhundert n. Chr.

Die Ortschaft Petronell-Carnuntum liegt zwischen Wien (Vindobona) und Bratislava an den Flüssen Donau und Leitha. Das antike Carnuntum befand sich etwa 40 Kilometer östlich von Wien, unmittelbar am Südufer der Donau (Danuvius) am Donaudurchbruch durch die Kleinen Karpaten, an denen vorbei der Fluss die Hainburger Pforte (Porta Hungarica) nahe der Mündung der March durchströmt. Das Steilufer der Donau wird am Pfaffenberg bei Deutsch-Altenburg durch das Tal eines kleinen Baches unterbrochen, der einen leicht passierbaren Zugang zur Donau bot. Der Braunsberg, der 480 Meter hohe Hundsheimer Berg und sein Ausläufer, der Pfaffenberg, boten eine hervorragende Rundumsicht auf das Marchfeld, die Donauauen und die Mündung der March. Bei Carnuntum überquerte auch die von Norden durch das Marchtal heranführende Bernsteinstraße die Donau.
Die Donau bot in der Vormoderne ein deutlich anderes Bild als heute. Während sie seit der Neuzeit immer stärker begradigt und verbaut worden ist, stellte sie in der Antike ein verzweigtes, mäandrierendes Flusssystem dar, das zahlreiche Seitenarme aufwies und in seinen Uferzonen überwiegend sumpfigen Charakter hatte. Die römischen Siedlungen befanden sich daher auf leicht erhöhten und damit vor Hochwasser geschützten Flussterrassen. Die antike, zehn Quadratkilometer große besiedelte Fläche reichte im Westen von Petronell-Carnuntum bis zum Pfaffenberg bei Bad Deutsch-Altenburg im Osten. Im Norden stieß sie an dichte Auwälder. Im Süden reichte das Siedlungsareal bis etwa an die Trasse der heutigen Bundesstraße 9. Aufgrund der natürlichen Geländekante in diesem Abschnitt stand das Lager etwa 40 Meter über dem südlichen Ufer der Donau. Die Topographie und Hydrologie der Donauufer hat sich seit der Antike stetig verändert. Auch der Bereich bei Carnuntum war stetigen Veränderungen unterworfen. Die Ursache hierfür ist, dass sich der Strom immer wieder neue Wege durch das Land gesucht und mit seinem Geschiebe bzw. den Hochwässern die Flora und Fauna durch die Bildung neuer Flussschleifen beeinflusst hat. Der Hauptstrom verlief damals wohl noch etwas weiter im Norden.
Carnuntum zählte anfangs noch zum Territorium des benachbarten Noricums. Es wurde aber unter Tiberius wegen der ständigen Gefahr durch Barbareneinfälle in seinem Abschnitt Pannonien angegliedert. Nach Zweiteilung der Provinz in Pannonia superior (Oberpannonien) und Pannonia inferior (Unterpannonien) unter Trajan (98–117) kam der Ort zunächst zu Pannonia Superior und gehörte ab der Reichsreform Diokletians (284–305) zur neu gegründeten Pannonia Prima (Diözese Illyrien).

## Funktion

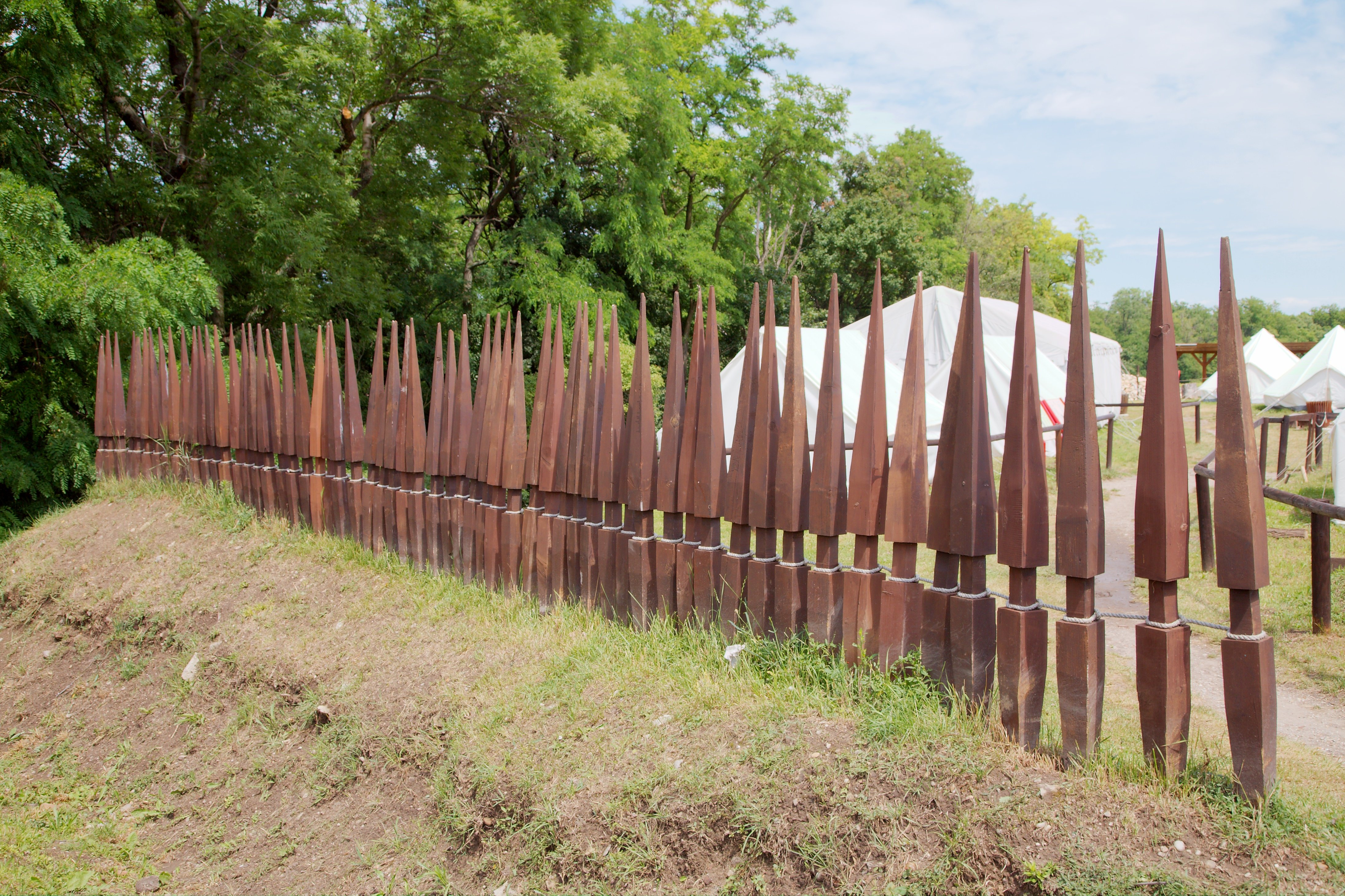
Nachbau der Umwehrung eines Marschlagers aus Schanzpfählen und Erdwall (pilum murale) in Carnuntum

Der Besitz von Carnuntum als Kreuzungspunkt zweier stark frequentierter, transkontinentaler Haupthandels- und Verkehrsrouten war für die Römer strategisch äußerst wichtig. Die Donau war damals die schnellste Verbindung zwischen dem Westen und dem Osten des Römischen Reiches. Vom Legionslager aus konnte neben der Kontrolle des Stromes, seiner Übergänge (Stopfenreuth, Burgberg von Devin) und der sich nördlich anschließenden Mündung der March auch der Verkehr auf der vom Norden (Ostsee) nach Süden (Italien) führenden Bernsteinstraße überwacht werden. Damit konnte – neben den Zolleinnahmen – durch Einfuhrverbote, Ausfuhrembargos etc. auch Einfluss auf die Wirtschaft genommen werden. Zu den weiteren Aufgaben der Besatzung zählte die Grenzsicherung und Signalweitergabe am Donaulimes. Vom Lagerplateau hatte man auch eine gute Sicht auf das Marchfeld.

## Straßenverbindungen
Das Legionskastell als Zentrum des Großraums Carnuntum spielte bei der Entwicklung des Straßennetzes eine bedeutende Rolle. Wie die Lager in Vindobona und Arrabona stand es an den Endpunkten von wichtigen Fernstraßen, von denen zwei bei der Colonia Claudia Savaria aufeinandertrafen und von dort weiter nach Italien führten.
Die Bernsteinstraße war eine bedeutende Handelsroute, die den damals unwirtlichen, wenig entwickelten Norden Europas (Baltikum) mit den alten Handels- und Handwerkszentren in Italien an der Adria und dem übrigen Mittelmeer verband. Sie überquerte vermutlich in der Nähe des Pfaffenbergs, bei Stopfenreuth, die Donau und erreichte im Südwesten die Stadtgrenze. Ab dort war sie mit der sogenannten Gräberstraße identisch, da dort seit der frühen Kaiserzeit außerhalb des Siedlungsbereichs bevorzugt Gräber angelegt wurden. Sie verlief in weiterer Folge am Westufer des Neusiedler Sees entlang und verband Carnuntum mit der nächstgelegenen Stadt Scarbantia (Sopron), wie Funde von Meilensteinen bei Oslip und Bruck an der Leitha bezeugen.
Die Limesstraße (via iuxta Danuvium) verband Gallien bzw. die Rheinprovinzen mit der mittleren und unteren Donau und in weiterer Folge mit dem griechischen Osten des Reiches. Zu ihrem Verlauf gibt es unterschiedliche Annahmen. In Richtung Wien folgte sie wohl dem Ufer der Donau. Ob eine donauabwärts, in Richtung Kastell Gerulata/Rusovce führende Straße ebenfalls zum Hauptstrang der Limesstraße gehörte oder ob diese direkt aus dem Südtor herausführte und dann weiter in Richtung Südosten verlief, ist unklar. Rund 150 Meter südlich der Eisenbahnlinie konnte eine Abzweigung von der Limesstraße aufgedeckt werden. Sie führte durch die Senke des Altenburger Baches nach Prellenkirchen und von dort zu den Kastellen von Gerulata und Ad Flexum (Mosonmagyaróvár). Eine zweite führte im rechten Winkel zur Gräberstraße und dann nach Hundsheim und Edelstal. An ihrer Trasse orientieren sich noch heute Parzellen- und Flurgrenzen. Vermutlich existierte sie schon seit dem 1. Jahrhundert n. Chr.
Keramikfunde auf dem Staatsgebiet der Slowakei lassen annehmen, dass Carnuntum auch über eine Straße direkt mit dem Waagtalgebiet verbunden war. Ihre Trasse führte wahrscheinlich über die östlichen Hänge der Kleinen Karpaten vom Donauübergang bei Bratislava bis nach Trnava.
Die west-östliche Lagerstraße ist weitgehend mit dem Verlauf der Bundesstraße 9 ident. Ihr nord-südliches Pendant setzte sich – mit Ausnahme seiner Nordseite – auch außerhalb des Lagers fort. Nach Osten verläuft sie parallel zur heutigen Bundesstraße bis zum Ortsrand von Deutsch-Altenburg. Dort verlieren sich aber wegen der dichten Überbauung ihre Spuren. Wahrscheinlich führte sie über den Kirchberg zum Fuß des Pfaffenberges und von dort bis zur Mündung der March.

## Forschungsgeschichte

### Anfänge
Die Überreste des Legionslagers dürften noch bis ins 15. Jahrhundert deutlich sichtbar gewesen sein. 1668 berichtete der Hofbibliothekar Kaiser Leopolds I., Peter Lambeck (1628–1680), über „… alte noch ober der Erden ziemlich hoch heraußstehend mauren, das eingefallene gewölb vulgo den alten Keller, die Vier porten und kreuzwege.“ Die Bereiche des Lagers, die direkt am Steilufer der Donau standen, sind im Laufe der Jahrhunderte durch Erosion in den Fluss gestürzt. Durch die Flussregulierung am Ende des 19. Jahrhunderts sind diese Hangrutschungen weitgehend zum Stillstand gekommen. Im Gegensatz zu den meisten anderen Legionsstandorten am Rhein- und Donaulimes handelt es sich beim Carnuntiner Lager um ein vollkommen unverbautes Bodendenkmal. Sein Areal wurde ausschließlich landwirtschaftlich genutzt und bietet die idealen Bedingungen für großflächige archäologische Prospektionsvorhaben wie geophysikalische Messungen und insbesondere auch luftbildarchäologische Untersuchungen. Seit den 1960er Jahren besitzt das Luftbildarchiv des Instituts für Ur- und Frühgeschichte der Universität Wien mehr als 1500 Senkrecht- und Schrägaufnahmen aus der Region Carnuntum. Deren Auswertung erbrachte eine große Menge an Informationen zur antiken Bebauung und Infrastruktur der Lagerstadt. Führt man alle Grabungs- und Prospektionsergebnisse zusammen, erhält man einen sehr detaillierten Gesamtplan vom Legionslager und der angrenzenden canabae legionis. Fast vollständig ergraben wurden die Kasernen, die Zentralgebäude Principia (Stabsgebäude), Praetorium (Unterkunft des Legionslegaten), das Valetudinarium (Lagerlazarett), drei der sechs Tribunenhäuser (Offiziersunterkünfte) sowie drei größere Wirtschaftsgebäude in der östlichen Lagerhälfte.

### 18. Jahrhundert

Skizze des Legionslagers von Luigi Ferdinando Marsigli, 1726

Bis in das späte 18. Jahrhundert wurden die Ruinen der „heydnische[n] Statt“ von den Bauern abgetragen, da sie die Feldarbeit behinderten. Die Steine wurden als Baumaterial wiederverwendet, der Marmor zu Kalk gebrannt. Der Offizier und Gelehrte Luigi Ferdinando Marsigli (1658–1730) fertigte 1726 für sein Werk Danubius pannonico-Mysicus eine grobe Planskizze des Legionslagers an. In dieser Zeit waren offensichtlich noch immer größere zusammenhängende Mauerreste des Lagers, die im Volksmund als „Die alte Burg“ bezeichnet wurden, vorhanden. Insbesondere das Osttor dürfte damals noch relativ gut erhalten gewesen sein. Anlässlich einer Donaufahrt in den Jahren 1736–1737 statteten auch die englischen Bildungsreisenden Jeremiah Milles (1714–1784) und Richard Pococke (1704–1765) Carnuntum einen Besuch ab und erwähnten es in ihrem Reisebericht „A description of the east and some other countries“. Darin wurde unter anderem auch von zahlreichen Mauerresten, grasbewachsenen Hügeln aus Ziegeln im Innenbereich und einer größeren Ruine im Zentrum des Lagers berichtet.

### 19. Jahrhundert
Noch um 1821 berichtete die Prager Zeitschrift Hespererus von Bauern aus Deutsch-Altenburg, die das Ausgraben und Herausbrechen von alten Mauersteinen als lukrativen Nebenerwerb betrieben und diese „klafterweise“ verkauften. Im gleichen Jahr initiierte der Numismatiker und Archäologe Anton von Steinbüchel (1790–1883) die ersten zielgerichteten Grabungen, doch blieb dies nur eine Einzelunternehmung. Das Interesse an der weiteren Erforschung Carnuntums erwachte mit einem Bericht des Kunsthistorikers Eduard von Sacken (1825–1883), mit dem er die k.u.k Centralkommission über die Entdeckung des Mithräums I bei Sprengarbeiten am Pfaffenberg informierte. Sacken ließ die Funde mit der größtmöglichen Sorgfalt bergen und ins Antikenkabinett nach Wien schaffen. Als 1852 im Steinbruch von Deutsch-Altenburg römische Inschriften gefunden wurden, setzten die ersten Ausgrabungen ein, die sich jedoch noch hauptsächlich auf das Sammeln antiker Funde beschränkten. Die dabei freigelegten Mauerzüge des Militärbades wurden danach wieder zugeschüttet. Im selben Jahr berichtete Sacken, dass nun kein einziger Mauerrest des Legionslagers mehr oberirdisch sichtbar war. Ab 1877 begannen unter dem Althistoriker Otto Hirschfeld (1843–1922) systematische archäologische Untersuchungen, die sich zunächst auf das Legionslager und in geringerem Umfang auf die canabae legionis konzentrierten und (mit kurzen Unterbrechungen) bis zum Ausbruch des Ersten Weltkrieges andauerten. Dabei konnten 4/5 des Lagers freigelegt werden. 1884 wurde unter der Schirmherrschaft des Kronprinzen Rudolf von Habsburg der Verein Carnuntum, der die Förderung der wissenschaftlichen Untersuchung der lokalen antiken Fundstätten zum Ziel hatte, gegründet. 1885 gruben der Denkmalpfleger Alois Hauser (1841–1896) und 1908 der Archäologe Maximilian von Groller-Mildensee (1838–1920) im Legionslager und auf dem Pfaffenberg. 1888 entdeckte man in einer Senke neben dem Legionslager das Amphitheater der Lagerstadt (Amphitheater I). Es wurde bis 1896 von Hauser freigelegt. Die archäologische Erforschung der römischen Wasserleitung auf dem Solafeld südlich der Canabae begann in den 1890er-Jahren. Zwischen 1885 und 1894 wurde das Gräberfeld an der Bernsteinstraße westlich des Legionslagers von Groller-Mildensee freigelegt. Die Positionen der einzelnen Gräber trug Eugen Bormann auf einer Katasterkarte ein. Im August 1894 untersuchten der Bauforscher Josef Dell (1859–1945) und Carl Tragau († 1908) das Mithräum III. Im selben Jahr wurde das K.K. Archäologische Institut ins Leben gerufen. Dieses und die der Österreichischen Akademie der Wissenschaften angeschlossene Limeskommission waren von da an bei der Erforschung von Carnuntum federführend.

### 20. Jahrhundert
Groller-Mildensee untersuchte zu Beginn des 20. Jahrhunderts das Gelände südlich des Theaters, dessen Bauten sich nach der Limesstraße orientierten. 1904 wurde zur Präsentation der immer zahlreicher werdenden Funde in Bad Deutsch-Altenburg das Museum Carnuntinum eröffnet. In den darauffolgenden Grabungskampagnen konnte der Archäologe Eduard Novotny (1862–1935) bis 1914 einen Großteil des Legionslagers freilegen, so dass es möglich war, seine Gliederung und seinen Aufbau zu rekonstruieren. Zwischen 1913 und 1914 organisierte der damalige Direktor des Museums Carnuntinum, Josef Bortlik, entlang der Gräberstraße eine weitere großangelegte Grabungskampagne, um die Funde der letzten noch ungeplünderten Gräber vor Schatzgräbern in Sicherheit zu bringen. Seit den 1950er Jahren führten Flurbereinigungen, der Ausbau der Infrastruktur, Materialabbau in großem Stil, die Industrialisierung der Landwirtschaft usw. zur Vernichtung großflächiger Fundlandschaften. All diese Umstände machten Rettungsgrabungen notwendig, die jedoch unter großem Zeitdruck standen. Die letzten Ausgrabungen im Legionslager wurden zwischen 1968 und 1977 von der Österreichischen Akademie der Wissenschaften in Kooperation mit dem Österreichischen Archäologischen Institut durchgeführt. Sie ermöglichten die (noch immer gültige) Periodisierung des Legionslagers und lieferten wesentliche Erkenntnisse über das Holz-Erde- und das spätantike Steinlager. Der Ostteil der praetentura (Nordteil) des Lagers blieb bis heute weitgehend unerforscht. 1977 wurde am östlichen Ortsrand von Petronell-Carnuntum beim Bau einer Wohnsiedlung (der sogenannten Schneidersiedlung) der Graben des Reiterlagers angeschnitten. 1978 begannen die archäologischen Grabungen unter der Leitung von Herma Stiglitz. Einige Abschnitte des Kastells waren jedoch durch die Überbauung unwiederbringlich verlorengegangen. Zur Rettung des Restbestandes wurde das Kastellgelände vom Österreichischen Bundesdenkmalamt unter Denkmalschutz gestellt. Bis zum Jahr 1988 gelang es, vor allem die westliche Hälfte des Areals teils mit Suchschnitten, aber auch großflächig zu untersuchen. Dabei konnten die Funktion, die vier Bauperioden und die Ausmaße des Reiterlagers bestimmt werden. Neben den Befestigungen wurden auch etliche der Innenbauten aus den unterschiedlichen Bauperioden untersucht. Nachdem Stiglitz 1989 pensioniert worden war, wurde Manfred Kandler mit der Fortsetzung der Grabungsarbeiten betraut. Er bezog auch das südliche Vorfeld des Kastells in seine Untersuchungen mit ein. Im Reiterkastell wurden hauptsächlich Werkzeuge, Waffenteile sowie Koch- und Speisegeschirr entdeckt. Zu den bemerkenswertesten Funden zählen die Gesichtsmaske eines Reiterhelms und ein Paradehelm, der bei Turnieren verwendet wurde. Die Steindenkmäler aus diesem Grabungsareal können im Lapidarium des Kulturhauses in der Gemeinde Petronell-Carnuntum besichtigt werden. Die Ruinen und Funde des Tempelbezirkes auf dem Pfaffenberg konnten vor ihrer endgültigen Zerstörung in der Zeit von 1970 bis 1985 durch Rettungsgrabungen der Universität Wien dokumentiert und so für die Nachwelt gesichert werden.

### 21. Jahrhundert
Bis 2004 konnte das Österreichische Archäologische Institut durch Rettungsgrabungen große Abschnitte des Reiterkastells vor Abschluss der modernen Bebauung untersuchen und vor der endgültigen Zerstörung retten. Im Jahre 2012 startete das Ludwig Boltzmann Institut für archäologische Prospektion und virtuelle Archäologie in Zusammenarbeit mit anderen Partnerorganisationen das Projekt „ArchPro Carnuntum“, das vom Land Niederösterreich in Auftrag gegeben wurde. Durch den systematischen Einsatz nicht-invasiver archäologischer Prospektionsmethoden (Fernerkundung und Geophysik) kartierten die Forscher den größten Teil Carnuntums mit hochauflösenden Messungen. Innerhalb von drei Jahren konnten sie damit ein Gebiet von insgesamt ca. 10 km² flächendeckend untersuchen. Mit Hilfe von Luftaufnahmen wurde bis 2013 ein vorläufiger Gesamtplan der im Boden verborgenen antiken Reste erstellt. Die archäologischen Strukturen erstrecken sich über mehrere Quadratkilometer und zeigen unter anderem eine dichte Bebauung auf dem Areal der Canabae und auch Strukturen der Wasserversorgung. Mit Hilfe der Ergebnisse der Altgrabungen und einer Neubewertung des bisherigen Forschungsstandes wurde ein maßstabgetreues Modell des römischen Carnuntum hergestellt. Die Forschungen im Legionslager sind, aufgrund der derzeitigen ablehnenden Haltung des Grundbesitzers, völlig zum Erliegen gekommen.

## Entwicklung
Die Entwicklung der beiden Kastelle und der Lagerstadt stand in engem Zusammenhang mit den stetigen Abwehrkämpfen gegen die jenseits der Donau ansässigen Germanenstämme, die eine dauerhafte Stationierung einer großen Anzahl von Soldaten erforderlich machte. Durch diesen Umstand rückte der Grenzabschnitt bei Carnuntum wiederholt in den Fokus der Reichspolitik, was sich besonders an der Häufigkeit der Anwesenheit bedeutender römischer Kaiser und Feldherren in der Stadt ablesen lässt.

### 1. Jahrhundert v. Chr.
In den 40er Jahren des 1. Jahrhunderts v. Chr. wurden die Boier von ihren östlichen Nachbarn, den Dakern unter Burebista unterworfen, die dabei auch deren großes Oppidum beim heutigen Bratislava niederbrannten. Nach dieser Niederlage fiel das nun größtenteils verlassene boische Territorium (deserta Boiorum, in etwa das heutige Wiener Becken und das Burgenland), an die Noriker. Ihre Siedlungsgebiete zählten am Ende des ersten vorchristlichen Jahrhunderts ebenfalls zum Königreich Norikum (regnum Noricum). 15 v. Chr. wurde das Königreich Norikum als eines der wenigen neuen Gebiete des Imperiums ohne einen gewaltsamen Eroberungszug in das Römische Reich integriert.

### 1. Jahrhundert n. Chr.

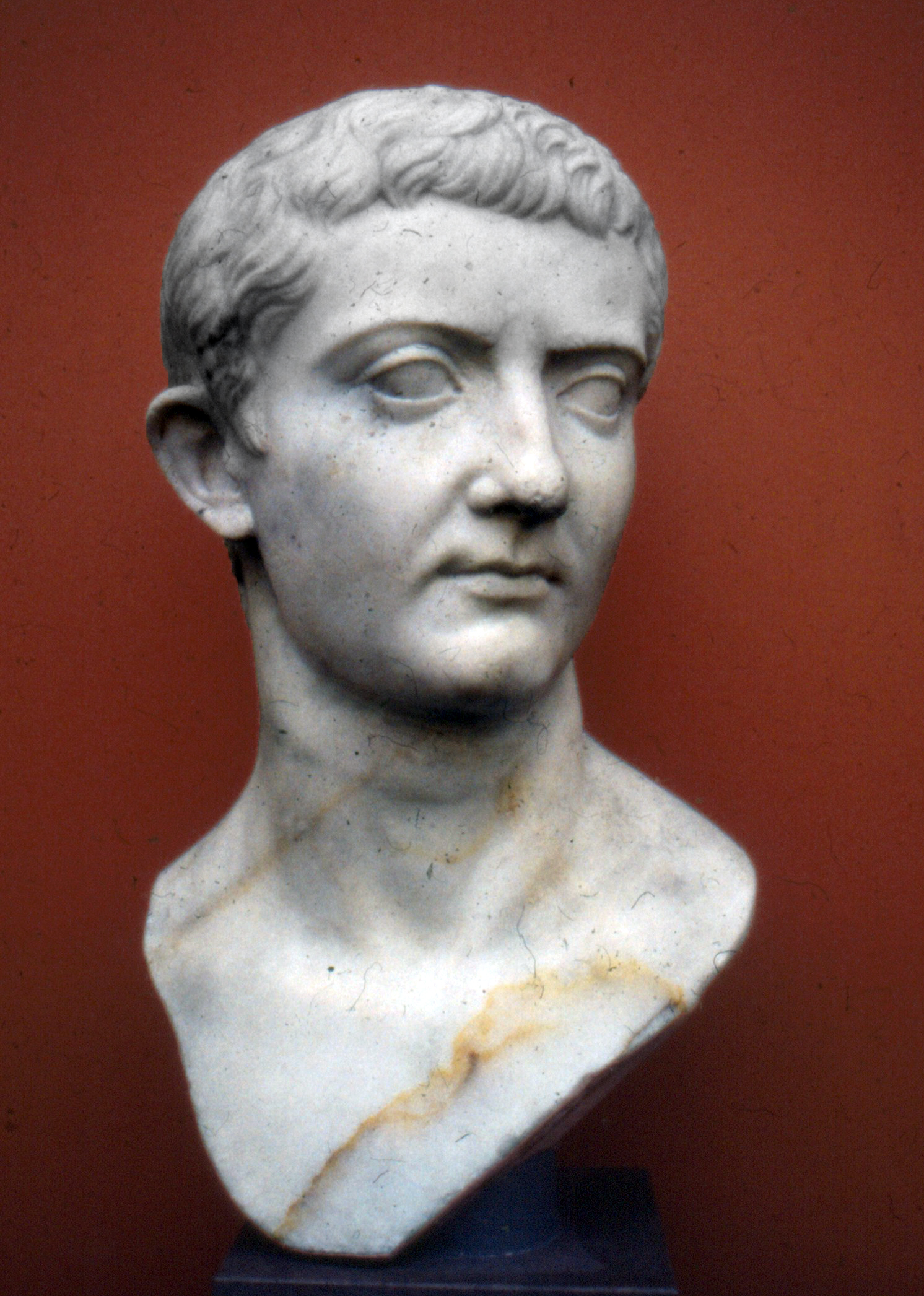
Büste des Tiberius (Ny Carlsberg Glyptotek, Kopenhagen)

In den römischen Schriftquellen wurde Carnuntum zum ersten Mal in Zusammenhang mit Kriegsereignissen vor dem pannonisch-dalmatischen Aufstand (bellum dalmaticum), einer Erhebung der indigenen Stämme gegen die römische Herrschaft, von 6–9 n. Chr. genannt. Laut dem Chronisten Velleius Paterculus errichtete damals ein ca. 40.000 Mann starkes römisches Heer unter ihrem Feldherrn Tiberius ein provisorisches Winterlager (castra hiberna), um von dort aus unter anderem die Markomannen unter ihrem König Marbod zu unterwerfen, die nördlich der Donau unter anderem im Bereich des heutigen Böhmen und Mähren siedelten. Der Standort dieses Lagers konnte bisher nicht lokalisiert werden; entweder befand es sich nahe Hainburg an der Donau, am Burgberg von Bratislava oder an der Mündung der March. Plinius schrieb von der Anlage des Lagers im „germanischen Grenzgebiet“; also gehörte Carnuntum damals noch nicht offiziell zum Römischen Reich.
Die Konsolidierung der römischen Herrschaft stieß in Pannonien auf wesentlich größere Schwierigkeiten als im benachbarten Norikum. Marbod gefährdete die römische Expansion nach Mittelgermanien, da er über eine 70.000 Mann starke, nach römischem Vorbild gedrillte Streitmacht (darunter 4000 Reiter) verfügte. Kaiser Augustus zog daher zwölf Legionen (80.000 Mann) an Rhein und Donau zusammen und unterstellte sie seinem Stiefsohn Tiberius. Dieser sollte mit sechs Legionen die Donau bei Carnuntum überqueren und entlang der March weiter nach Norden vorrücken. Zur gleichen Zeit marschierte von Mogontiacum/Mainz aus die zweite Heeresgruppe unter der Führung von Sentius Saturninus nach Osten, um die Markomannen in die Zange zu nehmen. Die vermutlich von Marbod angezettelte Rebellion der Pannonier vereitelte schließlich das weitere Vordringen Roms ins freie Germanien. Tiberius, der schon weit in den Norden, bis ins heutige Weinviertel gelangt war, musste sofort umkehren, nicht nur um den Aufstand niederzuschlagen, sondern auch um zu verhindern, dass er von seinem Nachschub aus Italien abgeschnitten wurde. Trotz des hohen Truppenaufgebotes konnten die Pannonier erst nach drei Jahren unterworfen werden. Nach dem Verlust von drei Legionen in der Varusschlacht verzichtete Augustus endgültig auf weitere Eroberungszüge in die germanischen Stammesgebiete und legte die Reichsgrenze an den Flüssen Rhein und Donau fest.
Spätestens bis 8 n. Chr. dürfte dann auch die Region um Carnuntum dem Römischen Reich einverleibt worden sein. Nach dem Tod Augustus’ kam es im Sommer 14 n. Chr. im gemeinsamen Sommerlager (castra aestiva) der damals in Pannonien stationierten Legionen (Legio VIIII Hispana, Legio XV Apollinaris und Legio VIII Augusta) zu Unruhen. Drusus der Jüngere konnte die aufgebrachten Soldaten aber rasch wieder beruhigen, worauf sie befehlsgemäß in ihre Winterquartiere abrückten. Innergermanische Auseinandersetzungen veranlassten im Jahre 19 den von Arminius besiegten Marbod mit seinem Gefolge, um Asyl im Römischen Reich zu bitten. Ihm folgten etwas später seine Widersacher Catualda und der Quadenherrscher Vannius (regnum Vanianum) nach, die am Leithagebirge angesiedelt wurden. Unter Kaiser Nero (54 bis 68 n. Chr.) wurde aus dem Norden Illyriens die Provinz Pannonia gebildet, der nun auch Carnuntum zugeschlagen wurde. Anfangs waren römische Truppen nur an besonders stark gefährdeten Stellen der neuen Grenzlinie stationiert. Die Verteidigungsschwerpunkte in Oberpannonien befanden sich gegenüber der Marchmündung und am Grenzabschnitt zwischen Vindobona (Wien) und Brigetio (Komarom). An keinem Grenzabschnitt des Römischen Reiches gab es eine ähnlich starke Truppenkonzentration. In der Regierungszeit des Claudius begann laut dem Historiker Tacitus die Errichtung fester Militärlager und Wachtürme entlang der Donau, um die neue Grenze zu sichern. Die ältesten römischen Siedlungsspuren wurden für die Zeit zwischen 40 und 50 n. Chr. nachgewiesen (Funde von oberitalischen Terra Sigillata), als die Legio XV im Zusammenhang mit der Vertreibung des Vannius dauerhaft an der Donau stationiert wurde und nach Vindobona in Carnuntum ihr zweites Lager am pannonischen Limes bezog (Flur am Burgfeld). In dieser Zeitperiode wurden auch die alten keltischen Oppida aufgelassen; die unterworfene indigene Bevölkerung (dedictii) wurde zur besseren Kontrolle in der Ebene um das neue Legionslager angesiedelt. Die früheste aus Carnuntum bekannte Inschrift (53 oder 54 n. Chr.) berichtet von Bauarbeiten im Legionslager. Zeitgleich entwickelte sich rund um das Lager unter Aussparung einer freien Fläche für die Versammlung des Heeres eine aus unregelmäßig angelegten einfachen Behausungen bestehende Siedlung (canabae legionis). Auf einer Grabstele, die um die Mitte des 1. Jahrhunderts angefertigt wurde, ist ein römischer Soldat abgebildet, der einen keltischen Fuhrwerker beaufsichtigt. Dies lässt vermuten, dass auch die einheimische Bevölkerung verstärkt für die zahlreichen Baumaßnahmen in dieser Zeit herangezogen wurde.
Da die Eroberungspolitik des Augustus von seinen Nachfolgern verworfen wurde, begann man unter den flavischen Kaisern mit dem Aufbau einer Grenzsicherungsorganisation. Unter Vespasian (69–79) wurde das Holz-Erde-Lager durch einen Steinbau ersetzt. Die westliche Flanke Carnuntums wurde durch das Legionslager in Vindobona geschützt. Unter seinem Nachfolger Domitian wurde etwa 1,2 Kilometer südwestlich des Lagers zusätzlich ein Kastell für eine 500 Mann starke Reitereinheit angelegt. Sie sollte eine größere Mobilität der Truppen bei der Grenzüberwachung gewährleisten. In den Jahren 85 bis 86 erlitten die Römer eine Niederlage gegen die Daker. Die Kämpfe griffen in weiterer Folge auch auf die Region um Carnuntum über. Domitian sah sich daher genötigt, persönlich in Pannonien zu erscheinen, um die Abwehrmaßnahmen zu koordinieren. Während eines in den Jahren 89 und 90 gegen Markomannen und Quaden geführten Feldzuges hielt sich der Kaiser wohl auch in Carnuntum auf. Auf seinen Befehl wurden zur Verstärkung des Donauheeres weitere Truppen nach Pannonien verlegt, für die ebenfalls neue Kastelle errichtet werden mussten. Dazu dürfte auch das Reiterlager gehört haben. 97 konnte der Krieg, der sogenannte bellum Germanicum et Sarmaticum, mit einem Sieg der Römer beendet werden.

### 2. Jahrhundert

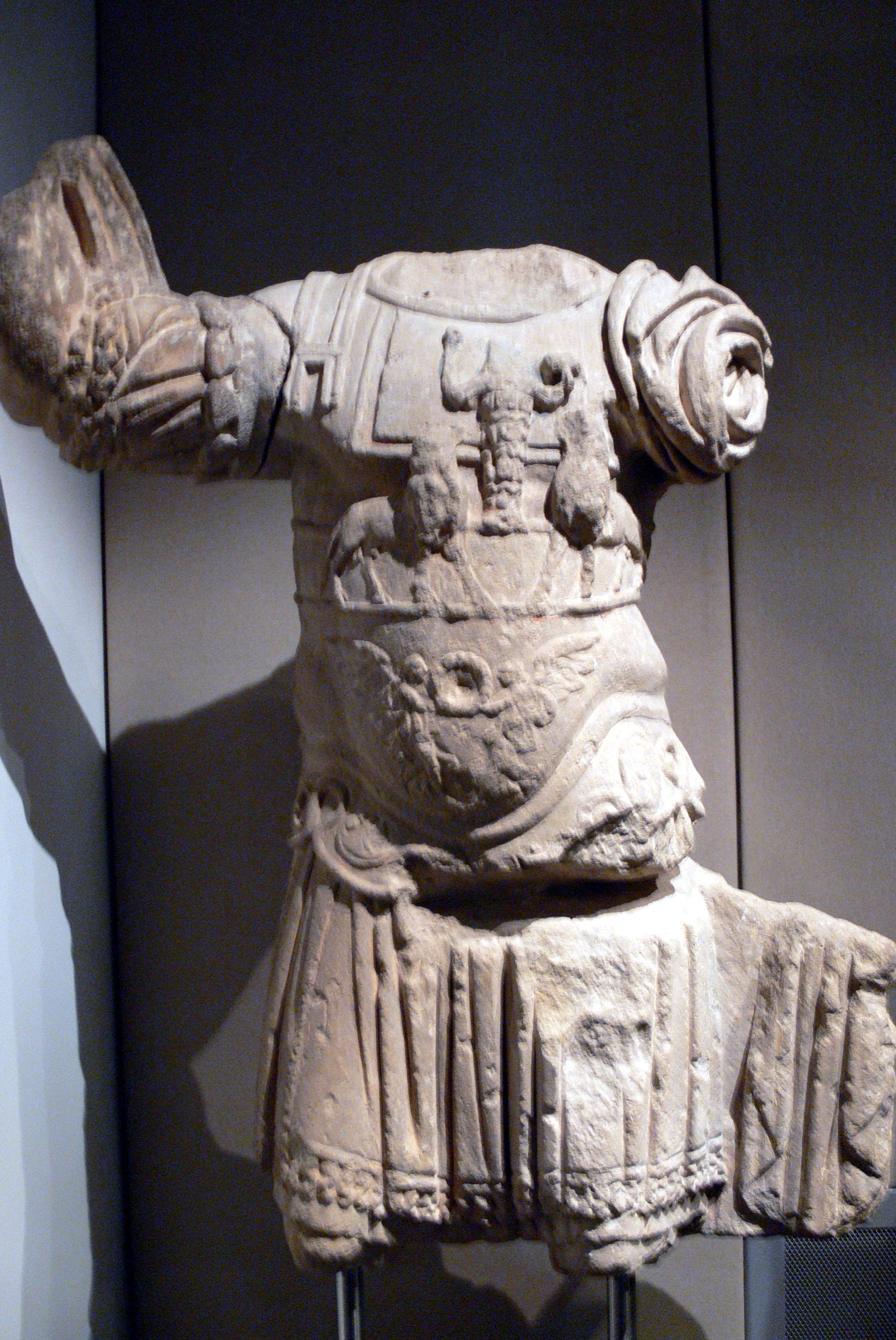
Panzerstatue eines römischen Kaisers mit Relief des Iuppiter Heliopolitanus auf dem Panzer; gefunden in der Principia (2. Jahrhundert, Museum Carnuntinum)

Barocke Nachzeichnung eines Reliefs der Mark-Aurel-Säule in Rom von Pietro Bellori, es stellt vermutlich den Übergang von Mark Aurels Armee über die Donau bei Carnuntum dar (171 n. Chr.), im Vordergrund der Flussgott Danuvius

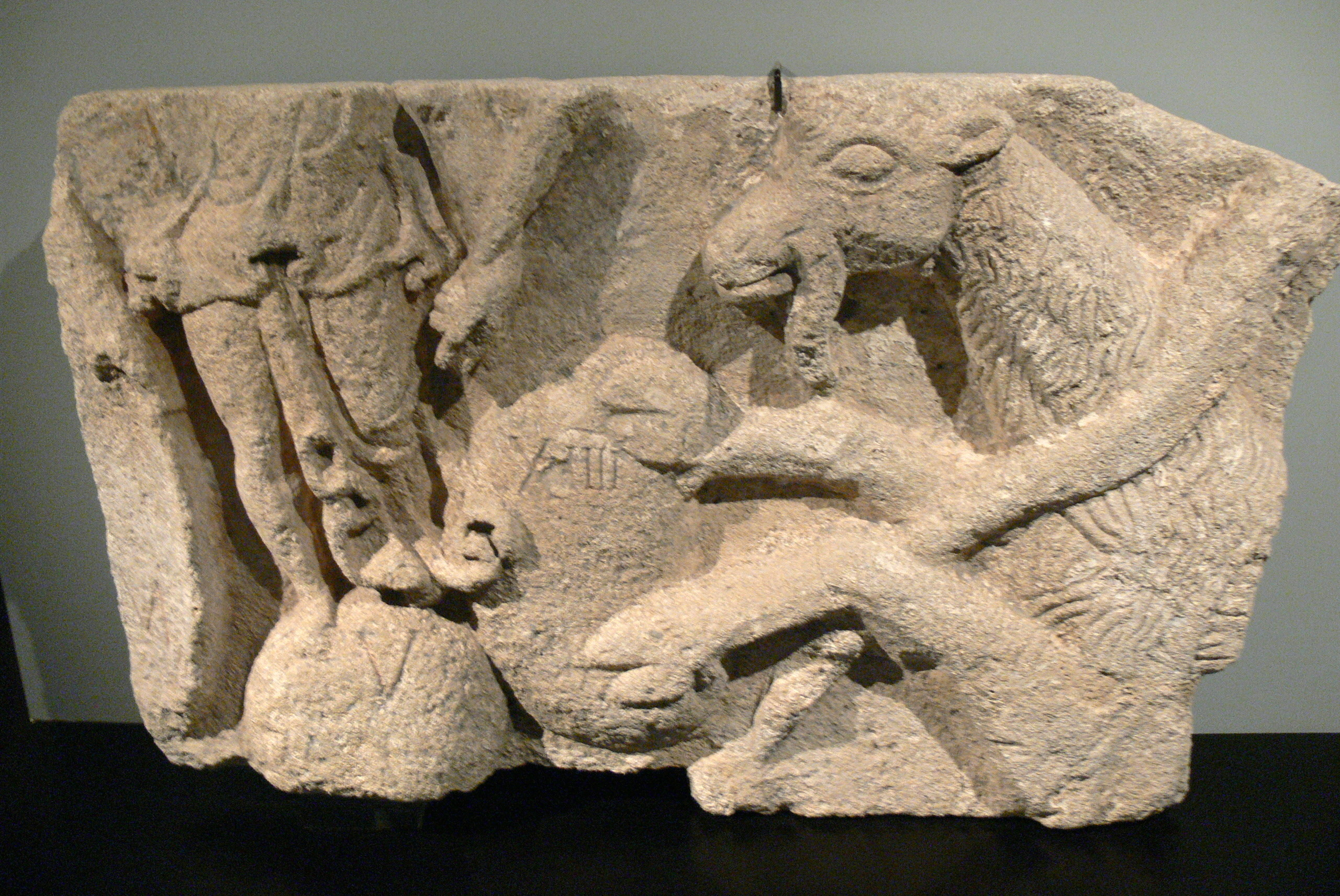
Giebelrelief am Lagerheiligtum: Steinbock als Symbol der Legio XIV Gemina Martia Victrix; gefunden 1912 im Legionslager (2. oder 3. Jahrhundert)

106 oder 117 wurde eine der Rheinlegionen, die Legio XIIII Gemina, auf Anordnung Trajans von Vindobona nach Carnuntum verlegt, wo sie bis zum Ende der römischen Herrschaft über Oberpannonien stationiert blieb. Der Ausbau des Legionslagers wurde unter Trajan abgeschlossen. Zwischen 110 und 120 kam es auch im Bereich des Reiterkastells zu grundlegenden Neuerungen. Die dortigen Änderungen dürften ebenfalls mit einem Wechsel seiner Besatzung in Zusammenhang gestanden haben. Die thrakische Reitereinheit errichtete nach Abbruch des alten Holz-Erde-Kastells am selben Platz ein Steinlager. Durch die verstärkte Zuwanderung, gefördert durch die Anwesenheit der Legion, die ein Höchstmaß an Sicherheit und ein stabiles Wirtschaftswachstum garantierte, wuchs Carnuntum im Laufe des 2. Jahrhunderts stetig weiter. Eine zusätzliche Triebfeder für die rasche Entwicklung der Militärstadt war der äußerst lukrative Fernhandel mit dem freien Germanien.
Nach der Zweiteilung der Provinz in Oberpannonien und Unterpannonien unter Trajan avancierte Carnuntum zwischen 103 und 107 zum Amtssitz des konsularischen Statthalters (Legatus Augusti pro praetore provinciae Pannoniae), dem ab da alle oberpannonischen Legionen unterstellt waren. Um Überfälle der Germanen besser abwehren zu können, wurden nördlich der Donau, gegenüber von Carnuntum, als Teil eines Frühwarnsystem Vorposten an der Marchtalstraße in Stampfen und Theben angelegt. Die für das Römische Reich verheerenden Markomannenkriege in den 160er und 170er Jahren beendeten abrupt die bis dahin stetige Aufwärtsentwicklung Carnuntums. Der Einfall von 6000 Kriegern einer Koalition aus Langobarden, Markomannen und Ubiern konnte vom oberpannonischen Statthalter noch abgewehrt werden. 167 scheiterte jedoch ein Feldzug gegen einige transdanubische Germanenstämme (Markomannen, Quaden, Naristen und andere kleine Völkerschaften). Der Limes wurde danach von ihnen gestürmt und durchbrochen. Beim Versuch, sie zurückzuschlagen, fanden angeblich bis zu 20.000 römische Soldaten und der Statthalter den Tod. Diese Katastrophe wurde noch durch den Ausbruch der Antoninischen Pest verschlimmert, die von einem aus dem Osten heimkehrenden römischen Heer eingeschleppt worden war und die Soldaten und die Zivilbevölkerung am Limes erheblich dezimierte. Die germanischen Eindringlinge drangen bis Aquileia in Oberitalien vor. Als sie jedoch mit ihrer Beute zum Limes zurückkehrten, wurden sie dort schon von den römischen Streitkräften erwartet. Nach erbitterten Kämpfen gelang es, den Invasoren das meiste Plündergut wieder abzunehmen und sie über die Donau zurückzudrängen. Im Zuge der römischen Gegenoffensive zur Verheerung der germanischen Stammesgebiete nördlich der Donau schlug Kaiser Mark Aurel für drei Jahre (171–173) in Carnuntum sein Hauptquartier auf und verfasste dort vor seinem Tod im Jahre 180 unter anderem einige Kapitel seiner Selbstbetrachtungen. Die Reliefs der Mark-Aurel-Säule in Rom zeigen einige Details vom Carnuntum jener Zeit. Die Römer drangen bei diesem Feldzug weit ins freie Germanien vor wie unter anderem Ziegelstempel der Legio XIIII belegen, die bei Staré Město und Hradischt, 120 km nördlich von Carnuntum, gefunden wurden. Die Legionäre hatten dort an der Bernsteinstraße wohl einen Kontrollpunkt eingerichtet.
Archäologisch konnte für diese Zeitperiode – überraschenderweise – bei den Grabungen in Carnuntum kein größerer Zerstörungshorizont nachgewiesen werden. Auch das Legionslager bzw. Reiterkastell war in der zweiten Hälfte des 2. Jahrhunderts durchgehend besetzt und keineswegs, wie zuerst angenommen, bei den Kämpfen zerstört worden. Das Reiterlager diente damals als vorgeschobenes Nachschub- und Versorgungslager für die Front und wurde dafür zusätzlich mit Werkstätten und Lagerhäusern ausgestattet. Mark Aurels Nachfolger, Kaiser Commodus (180–192), schloss mit den Germanen schließlich einen Friedensvertrag und hielt sich zu diesem Zweck vermutlich ebenfalls in Carnuntum auf. Dem Friedensschluss folgte in den pannonischen Provinzen eine neue Periode der Stabilität und des Wiederaufbaus. Am 9. April 193 fand das für Carnuntum bedeutendste historische Ereignis statt. Der amtierende oberpannonische Statthalter Septimius Severus (193–211) wurde von den Donaulegionen als Gegenkaiser zu Didius Julianus ausgerufen und später auch vom Senat in Rom bestätigt. Er gründete das Herrscherhaus der Severer, das dem Reich noch einmal einen massiven militärischen und politischen Aufschwung bescherte.

### 3. Jahrhundert

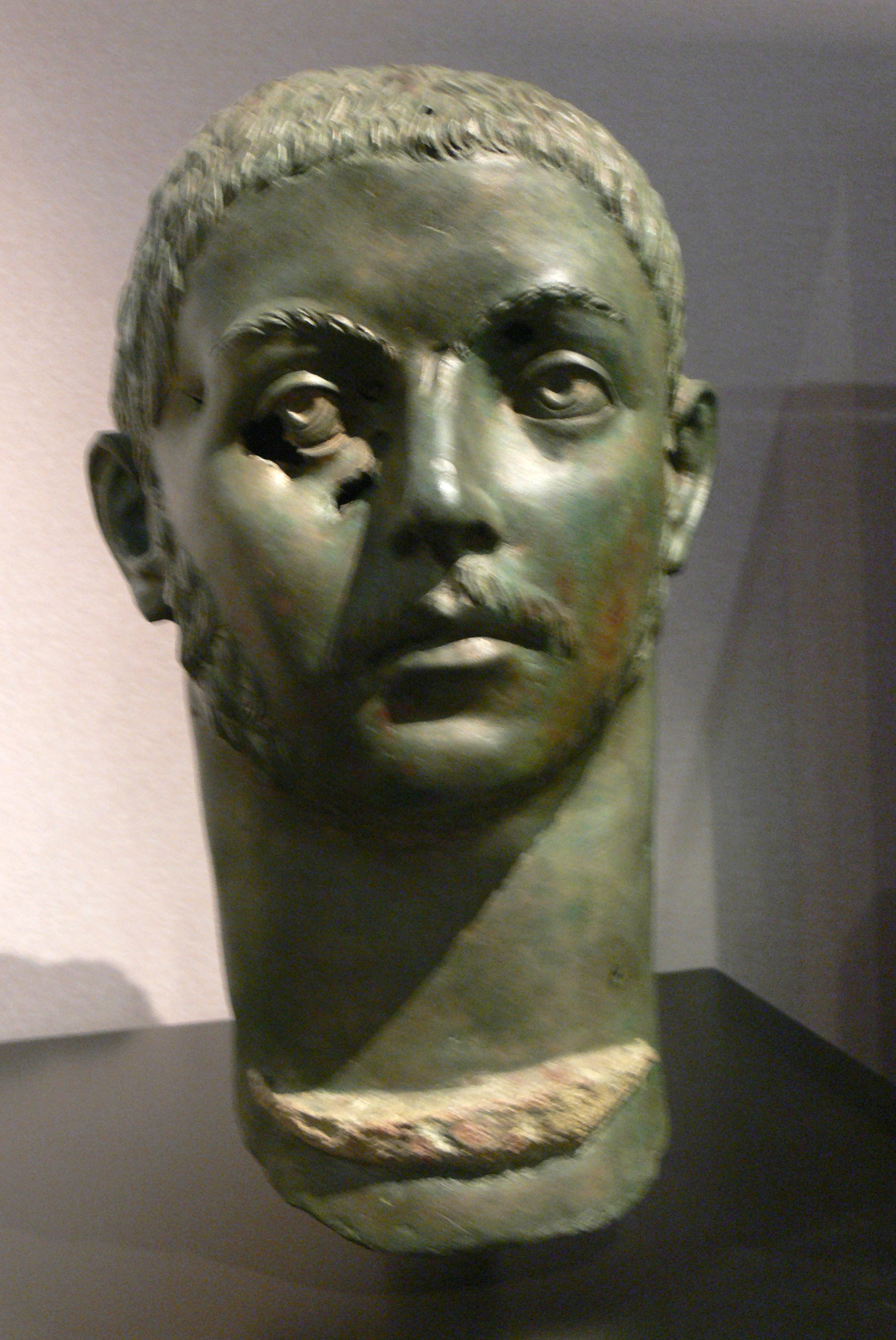
Kopf einer überlebensgroßen Bronzestatue, die Kaiser Severus Alexander darstellt; die Beschädigungen könnten bei der Zerschlagung des Standbildes entstanden sein, möglicherweise stand die Statue einst auf dem Campus der Canabae (Kopie ausgestellt im Museum Carnuntinum)

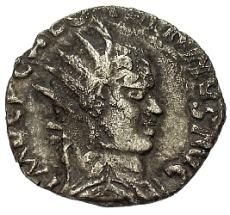
Münzporträt des Regalianus (Silbermünze von 260 n. Chr.)

Septimius Severus erwies sich als großzügiger Förderer Pannoniens und erhob die Zivilstadt in den Rang einer Colonia (Colonia Septimia Aurelia Antoniniana Karnuntum). Sie war damit die bedeutendste Stadt der Pannonia superior. Die Folge war eine weitere intensive, über mehrere Jahrzehnte dauernde Bautätigkeit. Unter den Severern (193–235) erreichte der Standort seine wirtschaftliche/kulturelle Hochblüte und maximale Ausdehnung. Im Hilfstruppenlager waren nun wieder ausschließlich Reiter stationiert.
Die letzten Jahrzehnte des 3. Jahrhunderts waren von inneren Unruhen, ständigen Abwehrkämpfen gegen Invasoren und rasch wechselnder Herrscher auf dem Kaiserthron geprägt (sogenannte Reichskrise des 3. Jahrhunderts). Carnuntum blieb aber weiterhin ein bedeutender Stützpunkt am mittleren Donaulimes. 260, während der Regentschaft von Gallienus (253–268), riefen die Carnuntiner Truppen den Statthalter der Pannonia superior, Regalianus, zum Gegenkaiser aus; er wurde aber nicht vom Senat in Rom anerkannt. Sein Einfluss wuchs auch nie über den Limesstreifen zwischen Carnuntum und Brigetio hinaus. Während seiner kurzen Herrschaft ließ er Münzen mit seinem Abbild und dem seiner Frau Sulpicia Dryantilla prägen, von denen einige in Carnuntum gefunden wurden. Schon sechs Monate später wurden beide von ihren eigenen Soldaten ermordet. Gegen Ende des 3. Jahrhunderts wurde das Reiterkastell – vermutlich infolge der unter Gallienus durchgeführten Militärreformen – aufgegeben. Die vormals am Limes stationierten Legionsreiter wurden bei Mediolanum (Mailand) zu einer schlagkräftigen Reiterarmee zusammengezogen. Sie sollte bei Krisen als direkt dem Kaiser unterstellte schnelle Eingreiftruppe operieren, war ein Vorläufer der späteren mobilen Comitatenses (mobile Feldarmeen) und setzte sich anfangs vor allem aus illyrischen (Pannonien, Mösien und Dakien) und maurischen (Nordafrika) Einheiten zusammen. Vermutlich wurden ihr auch die Reiter der Carnuntiner Legion zugeteilt. Mit Diokletians Herrschaftsantritt endete 284 die lange Periode der Instabilität unter den Soldatenkaisern. 288 hielt er sich am Donaulimes auf und ließ die Befestigungen durch Anlage neuer Lager, Kleinkastelle und Ländeburgi verstärken bzw. die alten Befestigungen modernisieren. Ober- und Unterpannonien wurden nun in vier Verwaltungseinheiten aufgespalten. 295 war Carnuntum Ausgangspunkt eines Feldzuges des Cäsar Galerius gegen die Markomannen.

### 4. Jahrhundert

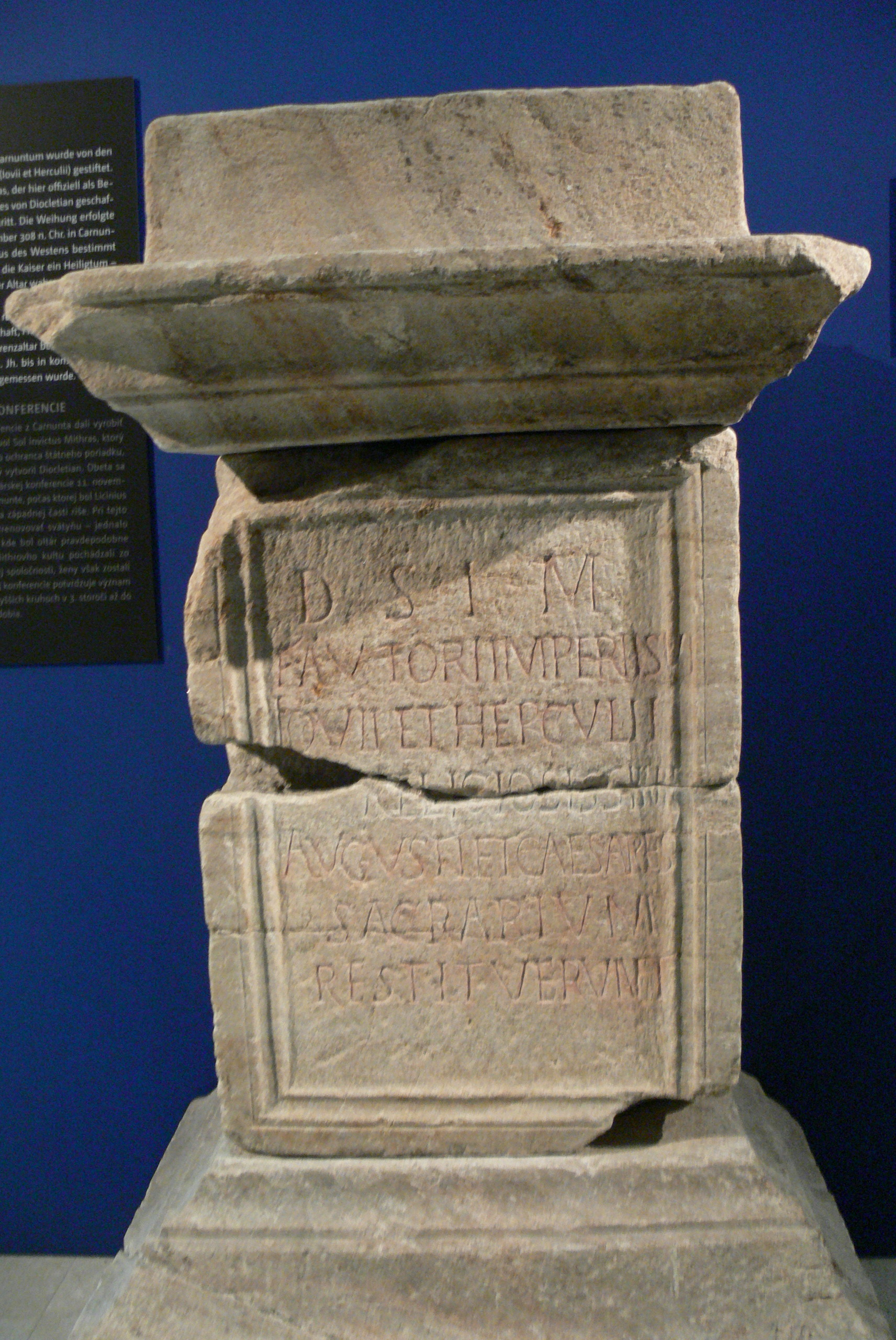
Von den Tetrarchen gestifteter Mithrasaltar (Museum Carnuntinum)

Die politischen Konflikte zwischen seinen Nachfolgern nach seiner Abdankung veranlassten Diokletian, der den Zusammenbruch seines Herrschaftssystems verhindern wollte, 308 in Carnuntum eine Zusammenkunft aller Streitparteien einzuberufen, um die Konflikte friedlich beizulegen und die Tetrarchie wiederzubeleben. Mit dieser Konferenz in seinen Mauern rückte Carnuntum wieder einmal in den Mittelpunkt der Reichspolitik. Die Stadt wurde wohl auf Grund ihrer Lage nahe der Grenze zwischen dem West- und dem Ostteil des Reiches und auch wegen ihrer repräsentativen Gebäude und gut ausgebauten Infrastruktur für die standesgemäße Unterbringung der Delegierten als Veranstaltungsort ausgewählt. In diesem historisch bedeutsamen Treffen gelang es den Augusti Diokletian, Galerius, Licinius und Maximinus Daia, die Machtverteilung im Römischen Reich auf eine neue stabile Grundlage zu stellen (sogenannte vierte Tetrarchie). Die Teilnehmer stifteten anlässlich der Wiederherstellung eines Mithrasheiligtums (Mithräum III) einen Altar, der heute im Museum Carnuntinum aufbewahrt wird.
In dieser Zeit wurden jedoch immer mehr Soldaten von ihren alten Garnisonsorten am Limes abgezogen und zum Schutz der Kernlande des Weströmischen Reiches in neu aufgestellte mobile Feldarmeen (Comitatenses) eingereiht. Die stationären Grenztruppen (Limitanei) von Ufernorikum und der Pannonia I standen nun unter dem Befehl eines Dux limites. 350 wurde Carnuntum von einem schweren Erdbeben erschüttert, das erhebliche Schäden an der Infrastruktur verursachte und archäologisch (besonders in der Canabae) durch Zerstörungsschichten an den großen öffentlichen Bauten belegbar ist. Vermutlich wanderte ein großer Teil der Zivilbevölkerung aufgrund dieser Katastrophe und wegen einer einsetzenden Klimaverschlechterung im ausgehenden 4. Jahrhundert ab. Durch die fortschreitende Verarmung der Provinzbevölkerung und durch den kontinuierlichen Abzug von Soldaten war auch der Handel und Geldumlauf stark beeinträchtigt. Am Limes kam es mit dem Beginn der Völkerwanderung auch immer öfter zu Überfällen und Plünderungen durch aus dem Osten herandrängende Nomadenstämme, die wiederum vor den immer weiter nach Westen expandierenden Hunnen flüchten mussten und deswegen ihre Ansiedlung im römischen Reich erzwingen wollten.
374 war Carnuntum noch einmal Ausgangspunkt für einen Rachefeldzug Valentinian I. gegen die Quaden und Jazygen. Er ließ wohl auch die letzten nachweisbaren Umbauten am Legionslager vornehmen. Dabei wurde unter anderem ein nutzlos gewordener Abwasserkanal im Nordteil des Lagers kurzerhand mit Spolien aufgefüllt. Auf Befehl dieses Herrschers fanden auch am übrigen Donaulimes umfangreiche Baumaßnahmen statt, die das schon weitgehend marode Befestigungssystem modernisieren und so den endemischen Mangel an Soldaten kompensieren sollten. Wie dringend die Kastelle am Limes solcher Revitalisierungsmaßnahmen bedurften, lässt eine Passage in den Schriften des Ammianus Marcellinus erahnen. Obwohl sie immer noch eine hohe strategische Bedeutung hatte, fand der Kaiser bei seiner Ankunft die Stadt als „verwahrlostes, schmutziges Nest“ und schon weitgehend verlassen vor. In den letzten Jahrzehnten des 4. Jahrhunderts lassen sich allerdings sowohl in der Zivilstadt als auch im nun nicht mehr ausschließlich militärisch genutzten Legionslager noch umfangreiche Bautätigkeiten nachweisen. Für die stark reduzierte Besatzung wurden – wie oft am Donaulimes zu beobachten war – vermutlich zwei kleine Befestigungsanlagen (Restkastelle oder burgi) errichtet. Große Teile des einstigen Siedlungsareals wurden aufgegeben und nur noch als Friedhof benutzt.
Nach der katastrophalen Niederlage der oströmischen Armee gegen eine Barbarenkoalition in der Schlacht bei Adrianopel im Jahr 378 zogen Hunnen-, Alanen- und Gotenstämme ungehindert durchs Reich ein und mussten schließlich von Rom als Foederaten anerkannt bzw. ihnen das Siedlungsrecht in Thrakien zugestanden werden. Bis 380 gelangten die Ostgoten und Alanen unter Alatheus und Safrac auch nach Pannonien und wurden dort in die Provinzarmee eingereiht. Im Jahr 395 brach der pannonische Limes auf breiter Front zusammen; die unbefestigten Zivilsiedlungen wurden größtenteils aufgegeben. Die zu dieser Zeit noch in Carnuntum ansässigen Bewohner zogen sich entweder ins Legionslager, in die Forumstherme (Palastruine) oder in noch bewohnbare Viertel der Zivilstadt zurück. Die Patrouillenschiffe und Liburnari der Legio XIIII wurden ins benachbarte Vindobona verlegt. Im gleichen Jahr fielen die Markomannen, Quaden Goten, Alanen und Vandalen in Pannonien ein, ohne noch auf nennenswerten Widerstand zu stoßen, verschonten aber vermutlich die Stadt. Im folgenden Jahr, 396, wurden die Markomannen auf Veranlassung des Regenten im Westen, Stilicho, zur Verteidigung des Limes zwischen Carnuntum und Klosterneuburg angesiedelt. Diese markomannischen Hilfstruppen scheinen in der Notitia dignitatum unter dem Befehl eines tribunus gentis Marcomannorum auf. Vermutlich waren sie auch an den letzten größeren Baumaßnahmen im Legionslager beteiligt.

### 5. bis 11. Jahrhundert
Bis ins frühe 5. Jahrhundert gelang es Westrom unter großen Anstrengungen, seine obere und mittlere Donaugrenze zu halten. Noch um die Mitte des 5. Jahrhunderts residierte dort laut der Notitia Dignitatum ein Praefectus, der eine Kohorte der Legio XIIII und einige Flottensoldaten unter seinem Kommando hatte. Letzte römische Siedlungsspuren konnten in Carnuntum noch bis in die erste Hälfte des 5. Jahrhunderts beobachtet werden. Sie konzentrierten sich im Legionslager, wohin sich inzwischen die restliche romanische Zivilbevölkerung zurückgezogen hatte. 433 n. Chr. wurden die pannonischen Provinzen von Valentinian III. den Hunnen unter Attila zur Verwaltung überlassen. Der Großraum Carnuntum blieb aber während der Völkerwanderungszeit durchgehend besiedelt. Zwei Jahre nach Attilas Tod versuchte Kaiser Avitus Pannonien in den Reichsverband zurückzuführen, scheiterte aber am Widerstand der Goten, die nun die Provinz beherrschten. Nach dem Zusammenbruch des Weströmischen Reiches wurde schließlich auch die Siedlung im ehemaligen Legionslager aufgegeben. Zwischen 546 und 568 besetzten Langobarden und Awaren das Land. Bemerkenswerterweise liegt weder aus der Langobardenzeit noch aus der Zeit der Awarenherrschaft Fundmaterial aus dem Lagerinneren vor. Im frühen 9. Jahrhundert markierte Carnuntum den nördlichsten Endpunkt eines Awarenkhaganats. Zum letzten Mal wurde Carnuntum 805 in den Annales regni Francorum erwähnt. Danach geriet es in Vergessenheit. Zur selben Zeit wie eine große frühmittelalterliche Wallanlage auf dem Kirchenberg bei Bad Deutsch-Altenburg bestand während des 9./10. Jahrhunderts im Inneren des Legionslagers für kurze Zeit auch wieder eine kleinere Siedlung. Seit der Karolingerzeit siedelten vermutlich einige Bauernfamilien im Kern der ehemaligen Lagerstadt. Um die Jahrtausendwende stand hier ein kleines Dorf, dessen Namen aber unbekannt ist. Der Siedlungsschwerpunkt verlagerte sich um die Mitte des 11. Jahrhunderts endgültig ostwärts nach Hainburg an der Donau. Das Legionslager und die Zivilsiedlungen wurden in den darauffolgenden Jahrhunderten durch systematischen Steinraub zerstört.

## Legionslager

### Allgemeines

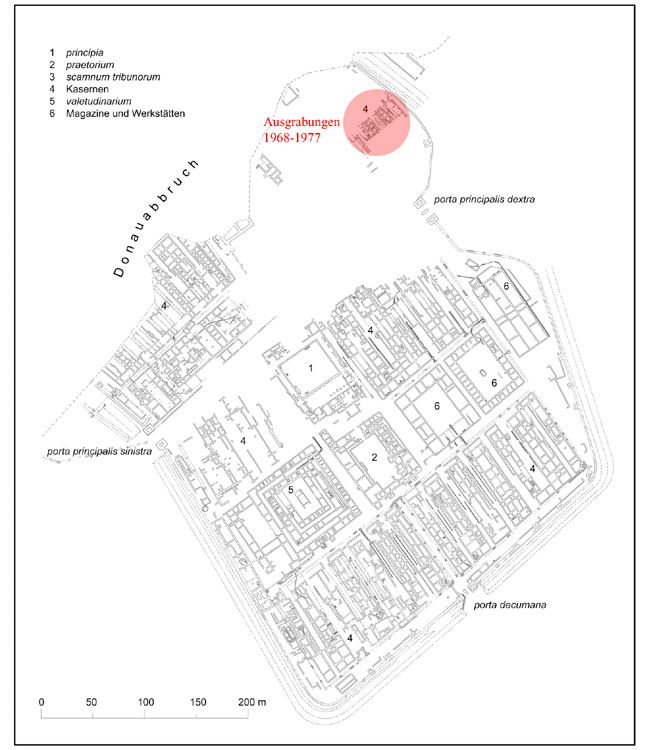
Legionslager Befundplan, Stand 1977

Befundskizze von 1911, die spätantiken Zubauten (Restkastell und Burgus) sind rot markiert

Befundskizzen der südlichen Zwischentürme

Das Legionslager (castra legionis) stand am Ortsrand von Petronell, auf dem Areal zwischen der Bundesstraße 9 und dem Donauufer. Die Baugeschichte des Lagerbaus lässt sich im Wesentlichen auf eine Holz-Erde- und zwei Steinbauphasen eingrenzen. Bei den Ausgrabungen konnten aber insgesamt bis zu acht Fundschichten voneinander unterschieden werden.
Das mittelkaiserzeitliche Steinkastell wurde an derselben Stelle wie das frühere Holz-Erde-Lager erbaut. Sein rautenähnlicher, unregelmäßiger Grundriss war eine Folge der topographischen Gegebenheiten des Plateaus. Felsrippen im Steilhang der Donau machten es möglich, dass das Lager sehr nahe am Donauufer errichtet werden konnte. Von hier aus hatte man einen guten Blick auf das Marchfeld. Während im nahen Brigetio das dortige Lager auf Grund der Erosion schon in hadrianischer Zeit etwas vom Donauufer wegverlegt werden musste, scheint die Nordseite des Carnuntiner Lagers während seiner gesamten Nutzungsphase stabil geblieben zu sein. An den übrigen drei Seiten traten stellenweise Mulden und Niederungen auf, denen der Mauerverlauf angepasst werden musste. Die Westseite knickte im Torbereich etwas nach innen ein. Die Ostmauer wölbte sich im Gegensatz dazu weit nach außen vor und trat im Torbereich wieder stark nach innen zurück.
Das Lager konnte bis zu 6000 Mann (miles legionis) aufnehmen. Zu seiner Innenbebauung zählten das Stabsquartier (principia), das Wohnhaus des Lagerkommandanten (praetorium), das Hospital (valetudinarium), das Lagerbad (thermae), Kasernen (contubernien), Werkstättengebäude (fabrica) und Speichergebäude (horrea). Nach dem Fund zahlloser Glasscherben zu schließen, dürften zumindest diese Gebäude mit verglasten Fenstern ausgestattet gewesen sein. Die Archäologen legten weiters eine mächtige Zerstörungsschicht frei, die sich auf das Ende des 4. Jahrhunderts datieren ließ. Nach den Grabungen wurde es wieder zugeschüttet, da sein Areal landwirtschaftlich genutzt wird. Seine Überreste heben sich mit den umlaufenden Vertiefungen der Befestigungsgräben noch immer als deutlich erkennbares Plateau von seiner Umgebung ab. Oberirdisch sind nur noch kleine Mauerreste der Umwehrung am Osttor und die stark von Vegetation überwucherten Fundamente seines südlichen Flankenturmes zu sehen.

### Holz-Erde-Lager
Vom frühen Holz-Erde-Lager (Periode I) ist nur wenig bekannt. Seine Spuren konnten nur an einigen Stellen des vollständig ergrabenen Nachfolgebaues des 2. und 3. Jahrhunderts nachgewiesen werden. Es wurde vermutlich zwischen 40 oder 50 n. Chr. erbaut und maß inklusive Graben 195 × 178 Meter. Die Befestigungen bestanden aus einem inneren, ca. fünf Meter breiten, als Wehrgang dienenden Erdwall und einer äußeren Holzbohlenwand mit vertikal in den Boden eingelassenen Balken und auf vier Pfosten stehenden Holztürmen. Um das Lager verlief ein doppelter, sechs Meter breiter Spitzgraben. Die inneren Wälle waren mit dem Aushub der Gräben aufgeschüttet worden und dienten als Wehrgang. Auch von seiner Innenbebauung ist nicht viel bekannt. Die meisten Lagergebäude wurden wohl noch in Fachwerktechnik errichtet. Da keine großflächige Freilegung der ältesten Befunde erfolgte und die antike Bebauung starke Zerstörungen hinterließ, war es unmöglich zusammenhängende Grundrisse zu rekonstruieren. Nur im nördlichen Bereich konnte noch Spuren einer rund vier Meter breiten, von Nord nach Süd verlaufende Kasernenbaracke nachgewiesen werden. Auch im südlichen Lagerbereich wurden einige wenige Verbauungsspuren beobachtet. Man nimmt an, dass zur Regierungszeit des Vespasian die Principia, das Praetorium und die Lagertherme, die sich vermutlich östlich der via Praetoria befand, schon in Steinbauweise ausgeführt waren.

### Steinlager I
Ab den 70er-Jahren erfolgte der schrittweise Umbau des Lagers in Stein (Periode II). Diese Baumaßnahmen bestätigen mehrere im Zentrum des Lagers freigelegte Bauinschriften. Es stand zwar an derselben Stelle wie sein Vorgänger, war jedoch im Grundriss leicht nach Nordosten verschoben. Für das Steinlager ließen sich zwei größere Bauperioden und mehrere kleinere Bauphasen feststellen. Die Befestigung maß 207 × 177 Meter und bedeckte eine Fläche von ca. 17,5 Hektar. Zur Zeit des Trajan wurde die Holz-Erde-Mauer im Osten und Westen durch eine Steinmauer ersetzt. In der Lagermauer waren auch zahlreiche Zenturiensteine verbaut. Es handelte sich dabei um beschriftete Bauquader, die die den einzelnen Zenturien zugewiesenen Baulose markierten und den Namen des dafür verantwortlichen Offiziers und der Legion angaben. Das Lager wurde danach mehrmals renoviert, blieb aber in seinen Grundzügen bis zum Anbruch der Herrschaft der severischen Kaiserdynastie erhalten. Um das Jahr 200 wurden umfangreiche Änderungen am Lageplan vorgenommen, die sich aber vermutlich auf die praetentura (Vorderseite) beschränkten. Die neu errichteten Kasernen orientierten sich nicht mehr an den Grundrissen der hölzernen Vorgängerbauten. Zwischen 260 und 270 wurde das Lager bei Barbareneinfällen schwer beschädigt.

### Steinlager II
Unter Valentinian I. wurden ab 375 noch einmal erhebliche Veränderungen an der Bausubstanz der Legionsfestung vorgenommen, wie eine spätantike Bauinschrift aus der westlichen raetentura und die Grabungsbefunde bewiesen. An der Westseite der raetentura, neben dem Hospital bzw. Gefängnis, entstand wohl nach 380 ein Klein- oder Restkastell, in das sich die noch im Lager verbliebenen Wachsoldaten zurückzogen. Vermutlich wurde auch am Donauabbruch eine ähnliche Wehranlage (burgus) errichtet. Weiters waren auch auffallend viele Spolien im Mauerwerk dieser Bauphase enthalten. Das restliche Lagerareal wurde der Zivilbevölkerung überlassen. In der östlichen praetentura konnten für diese Zeit drei- bis vierräumige Wohnhäuser in Trockenbautechnik errichtet und mit Schlauchheizungen nachgewiesen werden. Auch an einigen Tribunenhäusern vollzogen sich markante bauliche Veränderungen.
Im gesamten Lager wurden Backöfen, Töpferöfen, einige wohl als Zisternen zu interpretierende Baustrukturen sowie weitere, allerdings nicht mehr deutbare Befunde freigelegt. In der Mehrzahl der Fälle dürfte es sich um spätantike Einbauten gehandelt haben. Bei den Ausgrabungen in der praetentura (Ostteil) kam auch ein großer frühmittelalterlicher Backofen zum Vorschein, der in der letzten Besiedlungsphase, im 9. oder 10. Jahrhundert, entstand.
Die sehr einfach gestalteten Neubauten der postmilitärischen Besiedlungsphase, die Anfang des 5. Jahrhunderts einsetzte, bestanden nur noch aus Holz, Erde und Lehm und orientierten sich nicht mehr an der alten, den militärischen Erfordernissen entsprechenden Bauordnung. Mit Abzug der letzten regulären Soldaten, mutmaßlich gegen Mitte des 5. Jahrhunderts, verlor das Lager endgültig seine ursprüngliche Funktion. Im Frühmittelalter siedelte sich innerhalb seiner Mauern eine Gruppe von Slawen an. Nach den Keramikfunden zu urteilen war sein Areal noch bis ins 9. oder 10. Jahrhundert bewohnt. Danach wurde es verlassen und über die Jahrhunderte durch Steinraub abgetragen, bis es fast völlig verschwunden war.

#### Wall und Graben
Die Umwallung war, wie schon erwähnt, im Westen zum Lagertor etwas eingezogen und schwang im Osten in weiten Bögen an beiden Seiten vor das dortige Lagertor. Einzige Gerade war die von der spitzwinkelig angelegten Südecke aus verlaufende Südmauer. Der Verlauf der Nordmauer ist weitgehend unbekannt.
Die Mauer hatte in Phase 1 eine Stärke von 1,10 bis 1,20 Meter, in Phase 2 betrug sie 1,90 bis 3,40 Meter mit auch viel tieferen und massiveren Fundamenten. Das aufgehende Mauerwerk war an einigen Stellen noch bis zu 1,25 Meter hoch erhalten. Ihr Kern bestand aus vermörtelten Bruchsteinen, die Außenseiten waren mit sorgfältig zurechtgehauenen Steinquadern verblendet. Sie wurde in Phase 2 später stellenweise außen verbreitert bzw. an einigen Stellen völlig neu aufgebaut. An der Oberseite war sie höchstwahrscheinlich mit einem Zinnenkranz abgeschlossen. Ein ca. 25 Meter breiter Streifen der Nordfront des Lagers ist in die Donau abgerutscht oder hat sich abgesenkt. An der Nordostecke fand sich noch ein Rest der Mauer der durch einen Strebepfeiler abgestützt wurde. Dort hatte die Kastellmauer eine Breite von zwei Metern und stieß direkt an die Kasernen an. Das Kastell wurde an seiner Nord-, Ost- und Westseite von einem 20 Meter breiten Graben und im Süden von zwei Gräben geschützt deren Profile unterschiedlich ausgeführt waren. Der Äußere war eher flach angelegt, 12,50 Meter breit, der Innere schmal mit steiler Böschung und maß nur 5,40 Meter. Die Breite der Berme betrug 0,90 bis 4,50 Meter. Der innere Graben dürfte später wieder zugeschüttet worden sein. Das Aussehen der Verteidigungsanlagen in der spätantiken Bauperiode ist nicht ausreichend geklärt. In dieser Zeit wurde die kaiserzeitliche Mauer im NO aber offenbar durch einen außen angebrachten Anbau zusätzlich verstärkt. Gesichert ist nur, dass das Doppelgrabensystem zu dieser Zeit noch instand gehalten wurde, worauf die in das mittlere Drittel des 4. Jahrhunderts zu datierende Verfüllung des äußeren Grabens mit einer Münze von 310–311 hinwies.

#### Zwischentürme
Die Mauer war mit quadratischen, innen angesetzten in unregelmäßigen Abständen angelegten Zwischentürmen verstärkt, von denen im Süden sechs archäologisch nachgewiesen werden konnten. Im Osten sind fünf bekannt, im Westen kam nur einer zum Vorschein. Im Südosten konnte einer der Ecktürme ergraben werden. Vermutlich war aber auch in der Südwestecke ein solcher Turm vorhanden. Mauerstärke und Seitenlänge waren bei einigen Exemplaren unterschiedlich bemessen.

#### Tore
Die Legionsfestung konnte durch vier Tore unterschiedlicher Größe im Norden, Süden, Westen und Osten betreten werden. Drei der vier Lagertore wurden ergraben. Ost- und Westtor waren an den tiefsten Geländeeinschnitten des Plateaus errichtet worden. Alle waren von zwei etwas vorspringenden Türmen flankiert und hatten doppelte Durchfahrten. Die Fassaden der Toranlagen dürften zum Teil reich mit Architekturelementen dekoriert gewesen sein.
| Torbauten                  | Beschreibung/Zustand |
| -------------------------- | --- |
| Porta praetoria            | Vom Nordtor blieb nichts erhalten, da es durch die jahrhundertelange Unterspülung des Uferbereiches in die Donau gestürzt ist. |
| Porta decumana             | Das zweiphasige Südtor war acht Meter breit, in der Mitte befand sich ein ca. einen Meter breiter Stützpfeiler (spina). Der östliche, zweigeschossige Flankenturm maß 6,8 × 6,6 Meter. Vom westlichen waren noch die Fundamente erhalten. Die beiden Durchfahrten waren jeweils 3,75 Meter breit. In Phase 2 wurden die Tortürme etwas vergrößert, der Stützpfeiler wurde auf fünf Meter verlängert. |
| Porta principalis dextra   | Vermutlich das Haupttor des Legionslagers. Durch die beidseitig weit vorspringende Lagermauer konnte es gut verteidigt werden. Von diesem 13 Meter breiten Torbau wurde 1898 das Fundament des südlichen Flankenturmes (7 × 9 Meter) freigelegt. Er sprang ca. 2,80 Meter vor die Lagermauer. Aus dem Nachweis eines Mittelpfeilers ging hervor, dass das Tor durch zwei Durchfahrten passiert werden konnte. |
| Porta principalis sinistra | Seine letzten Reste wurden im frühen 18. Jahrhundert durch den Straßenbau und anschließenden Steinraub zerstört. Das aufgehende Mauerwerk bestand aus rechteckig zugehauenen Quadern, die durch in Blei eingegossene Eisenklammern miteinander verbunden waren. Auf einen der Quader war an der Außenseite ein übergroßes Phallussymbol zur Dämonenabwehr eingemeißelt worden. Der Fassadenschmuck bestand unter anderem aus Kapitellen und Gesimsen in korinthischen Stil. Vom mehrphasigen Westtor konnte 1898 zunächst nur der südliche Flankenturm lokalisiert werden. Er maß 8,8 × 7,5 Meter und sprang 1,37 Meter nach innen bzw. 2,50 Meter vor die Lagermauer. 1899 stieß man auf den nördlichen Flankenturm. Der Nordturm der Phase 1 hatte einen Umfang von 7,40 × 9 Metern. In Phase 2 war er nicht mehr rechteckig, sondern an der Südwestecke abgerundet. Die Böden im inneren bestanden aus Ziegelplatten. In den Ecken zwischen Flankentürmen und Lagermauer fanden sich große Mengen von zerbrochenem Geschirr. Obwohl kein Mittelpfeiler gefunden werden konnte, nimmt man an, dass die Toranlage ebenfalls zwei Durchfahrten hatte. Die Gesamtbreite des Tores betrug 15,40 Meter. Von den letzten Baumaßnahmen im Lager zeugt eine Bauinschrift aus der Zeit Kaiser Valentinians I. von der man ein Fragment in der Nähe des Tores fand. |
| Ausfallstor                | Nur unweit nördlich des Westtores stieß man bei den Ausgrabungen auf ein unterirdisches Gewölbe mit mehreren Einstiegsschächten vor den Kasernen. Die Archäologen hielten es zunächst für einen Kanal. Als man seinen Verlauf weiter verfolgte, gelangte man in einen Quergang, der unmittelbar hinter dem Fundament der Lagermauer endete. Von dort aus führte ein Durchgang unter der Mauer auf das Glacis. Er diente vermutlich als eine Art Schlupfpforte für Ausfälle der Besatzung bei Belagerungen. Das Tor war bei seiner Auffindung durch Gussmauerblöcke und Spolien verbarrikadiert. Die Steine waren jedoch nur sorgsam aufgeschichtet aber nicht miteinander vermörtelt worden. |

### Innenbauten

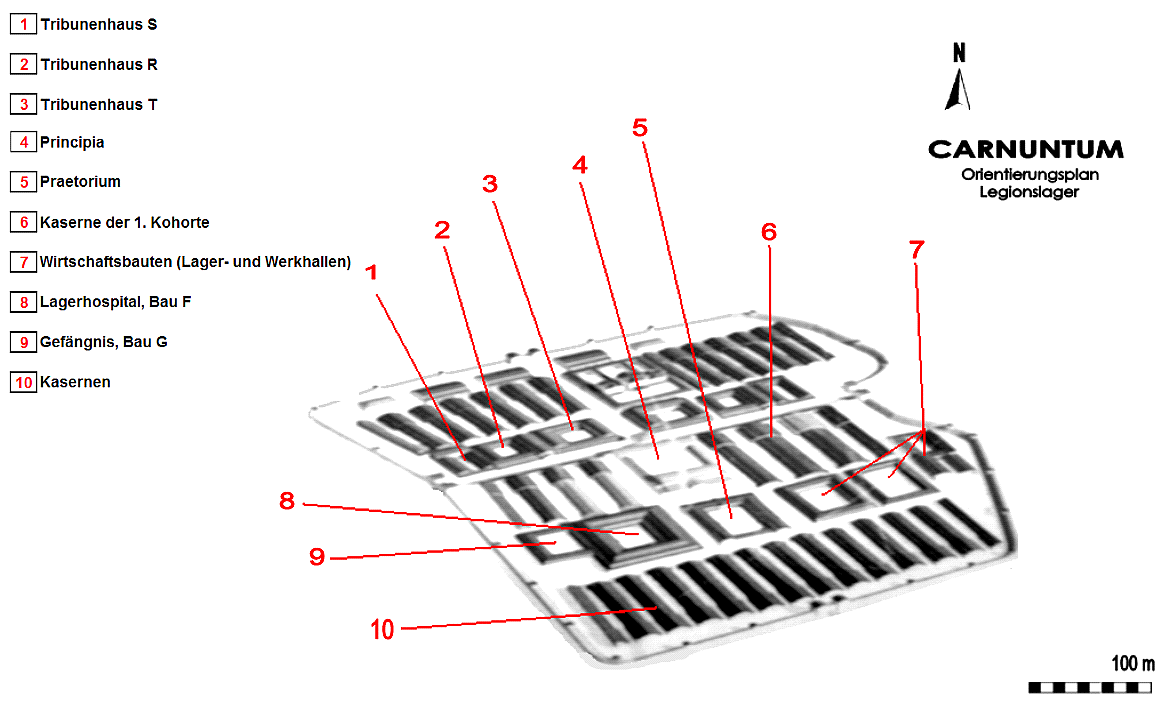
Innenverbauung des Legionslagers

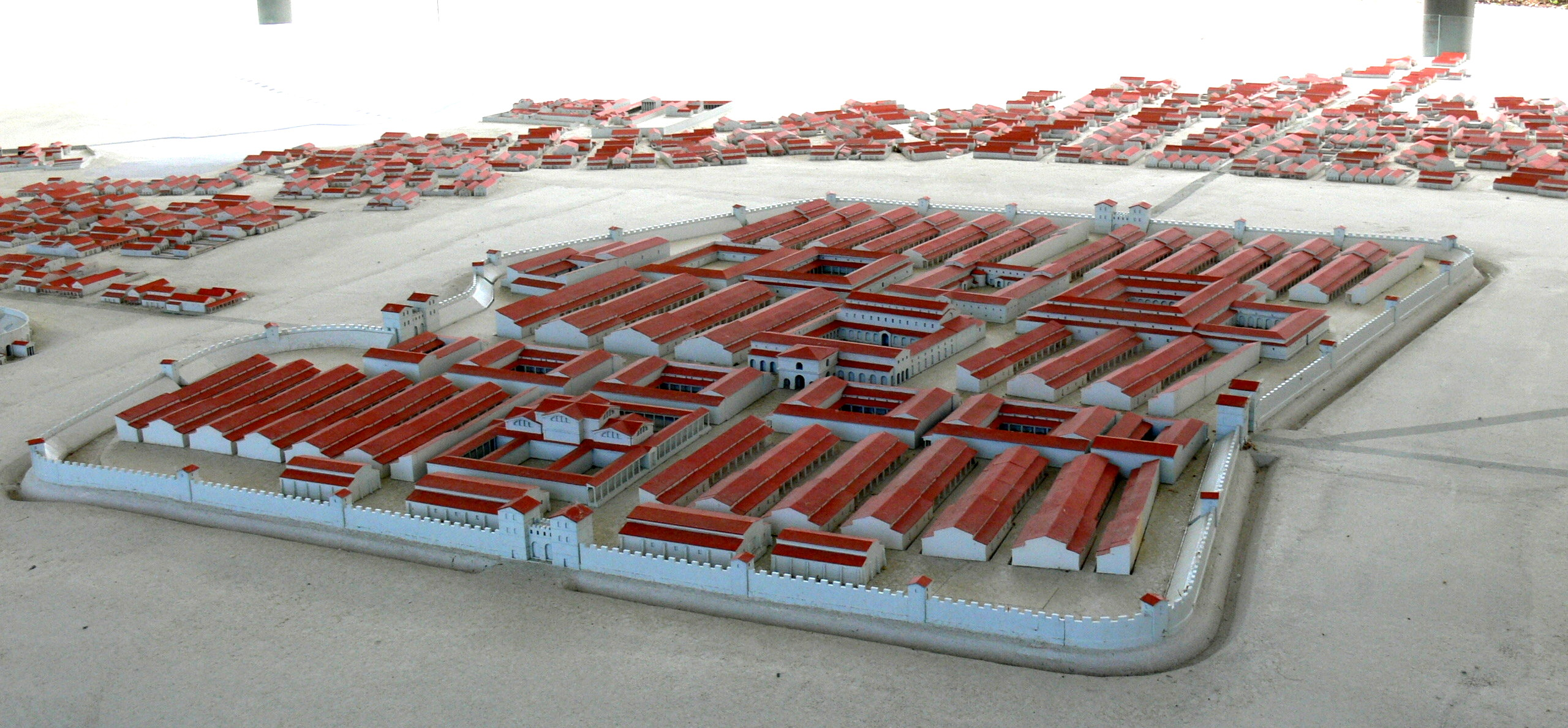
Modell des Legionslagers, Ansicht aus Nord

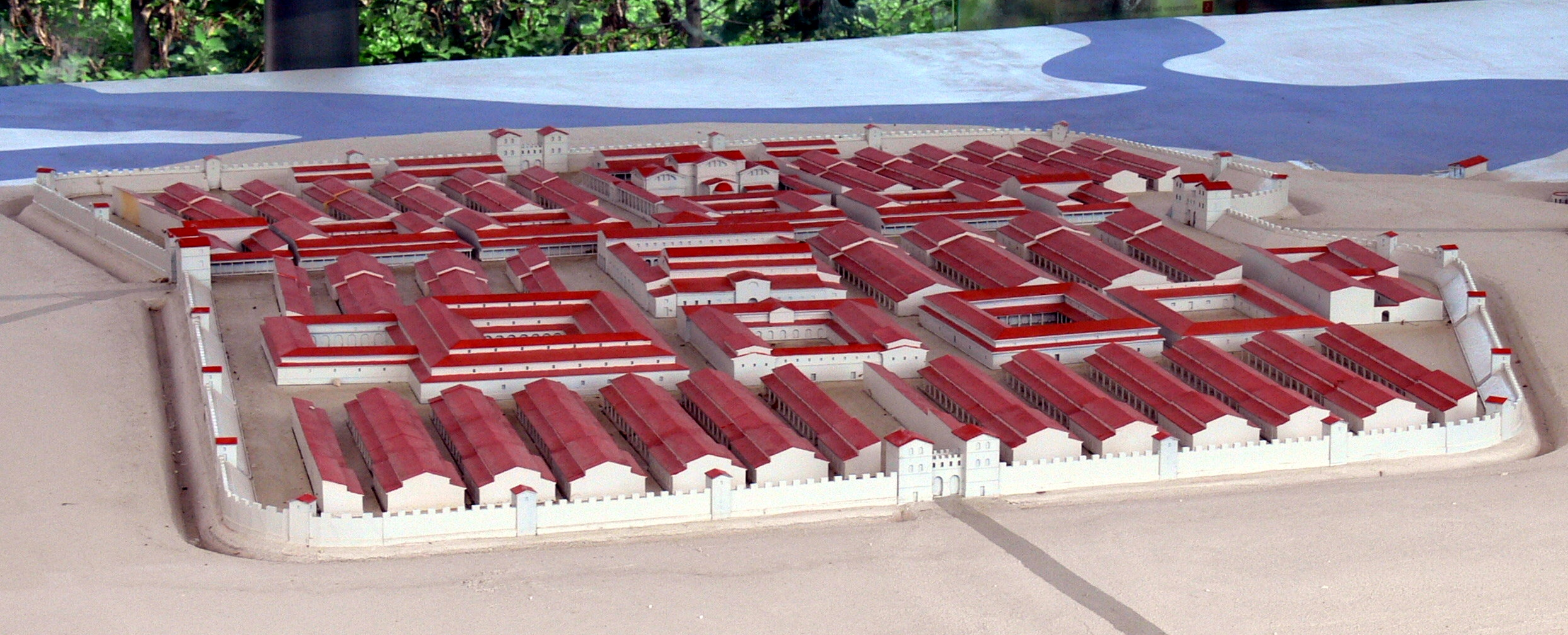
Modell des Legionslagers, Ansicht von Süden

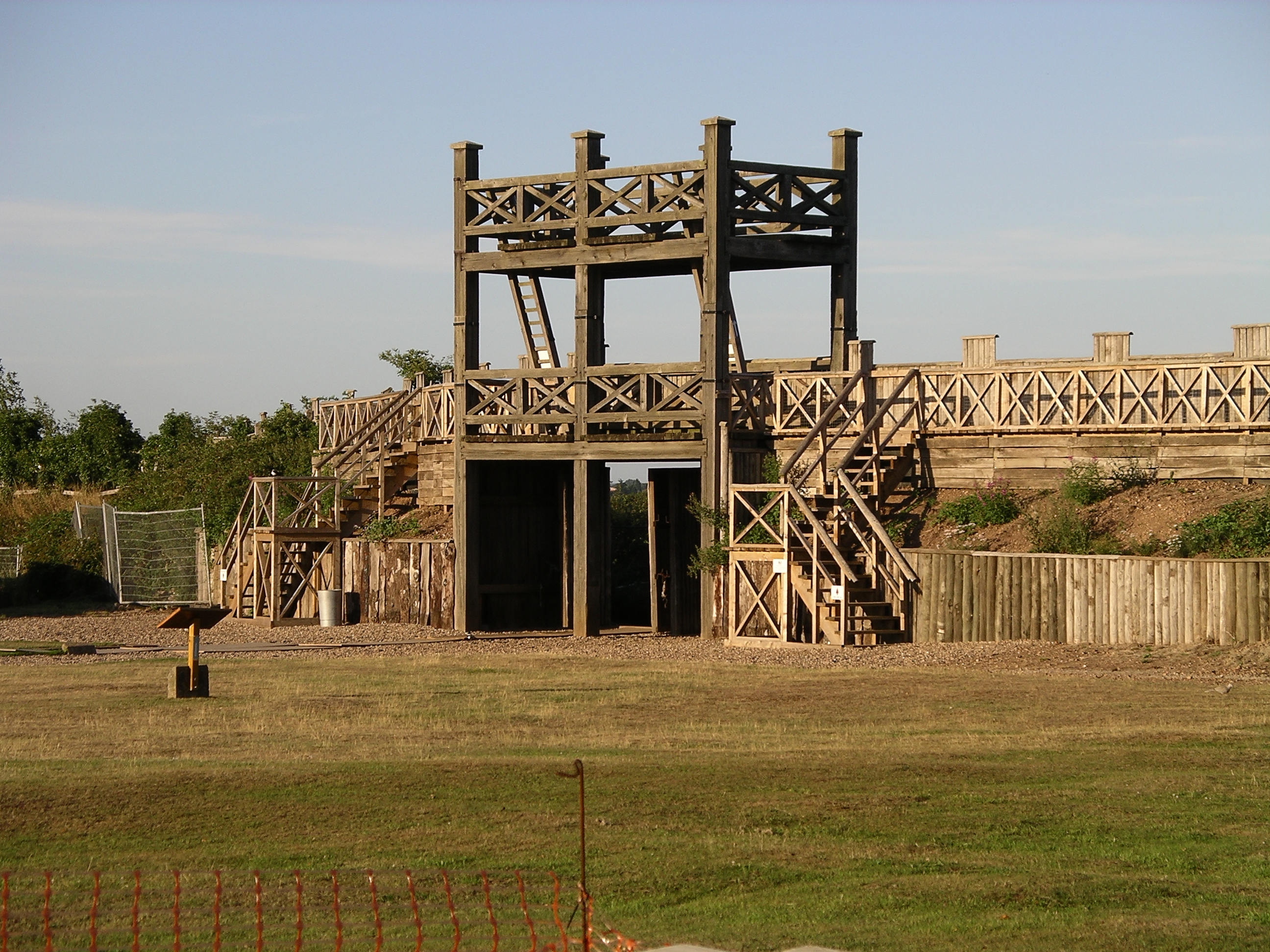
Rekonstruktion des Haupttors des Holz-Erde-Kastells von Kastell Lunt (GB)

Befundskizze des südöstlichen Eckturms

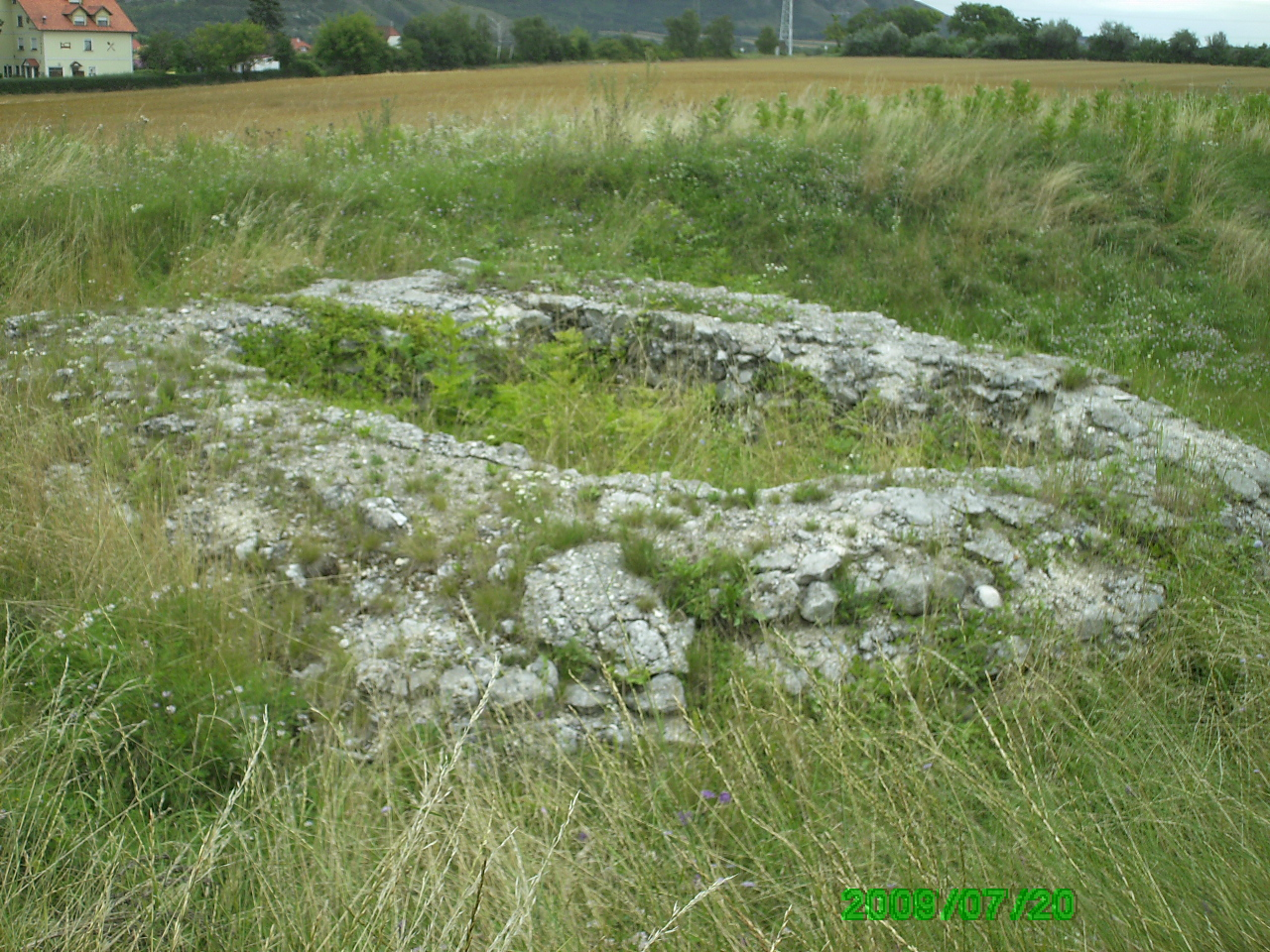
Legionslager Osttor: Fundamente des südlichen Flankenturms

Befundplan des Flankenturms von 1908

Mauerreste am Osttor

Rekonstruktion des Westtores von 1901

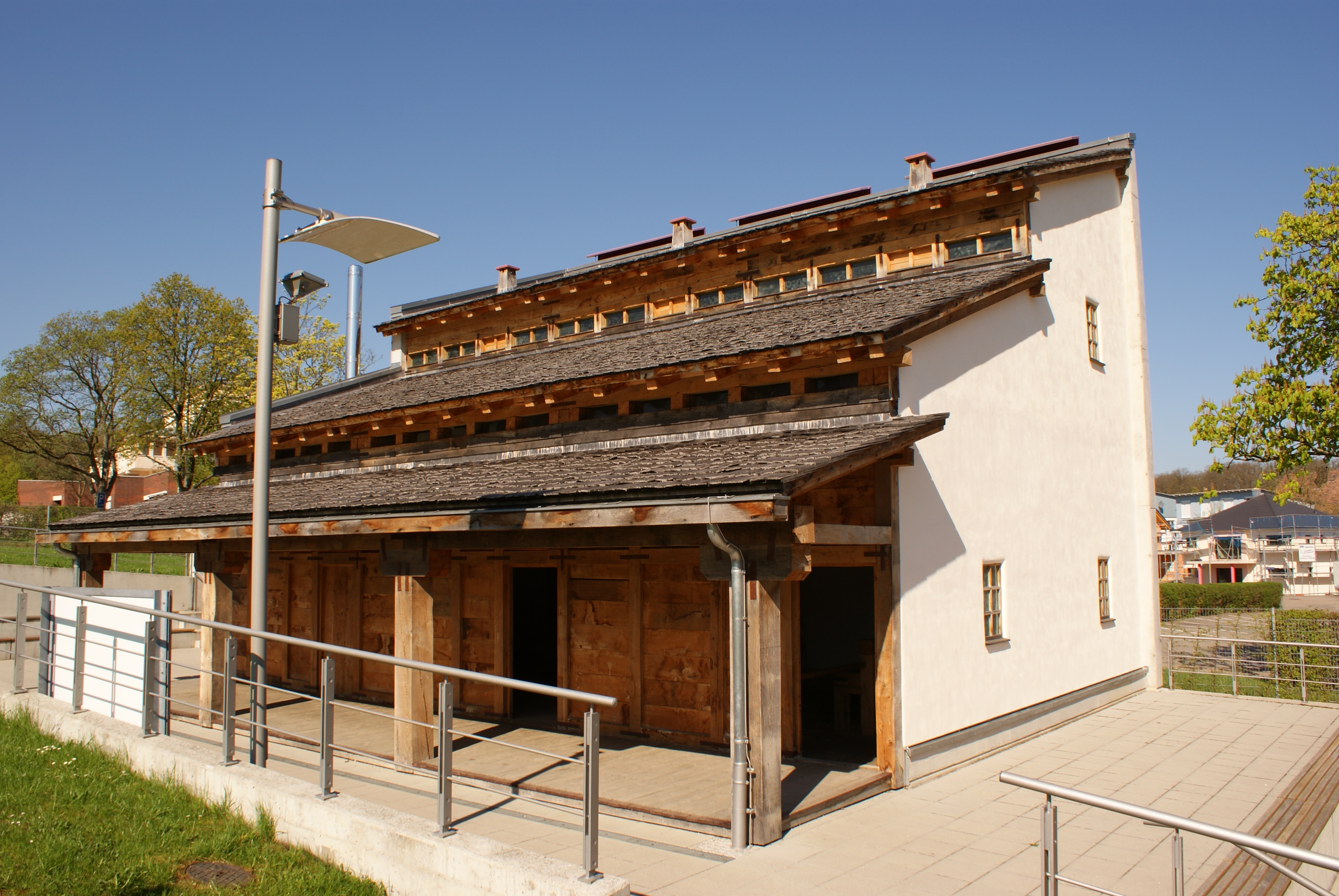
Rekonstruierte mittelkaiserzeitliche Mannschaftskaserne im Kastell Aalen, so ähnlich könnten auch die Mannschaftsbaracken im Lager von Carnuntum ausgesehen haben

#### Kommandogebäude
Im Zentrum des Lagers, südlich der via principalis, stand das nur oberflächlich erforschte Kommando- oder Stabsgebäude (60 × 90 Meter), die Principia, mit dem Fahnenheiligtum (aedes) und diversen Verwaltungs- und Versammlungsräumen (officia). Sie war nach dem Vorbild eines Forums um einen 42 × 38 Meter großen, mit Sandsteinplatten gepflasterten Platz angelegt. Rund um ihn verlief ein Säulengang (porticus), der mit einer Rinne für das ablaufende Regenwasser versehen war. In einer der Hofecken stieß man auf einen rundgemauerten Brunnenschacht und ein Steinrelief, das einen Bogenschützen darstellte. Vom Säulengang aus konnte man zahlreiche Kammern betreten, die wohl als Verwaltungsräume und Waffenkammern (armamenta) o. ä. verwendet wurden.
Südlich davon stand die 16 Meter breite Querhalle (basilica), deren Fassade 12 Pilastern vorgesetzt waren. Wie ihre Südfassade ausgesehen hat, ist nicht mehr exakt zu rekonstruieren. Wahrscheinlich bestand sie aus mehreren, aneinandergereihten Bogendurchgängen die von Säulen flankiert waren. Die Dreiviertelsäulen dürften einst bis zu 11 Meter hoch gewesen sein und standen 1,30 Meter voneinander entfernt. Der Abstand zwischen den beiden Mittelpfeilern betrug 3 Meter. Hier befand sich wahrscheinlich auch ein etwas höherer Bogen bzw. der Haupteingang zur Querhalle. Er lag genau in der Achse zum Hofeingang der zur via Pricipales hinausführte. Von den Mittelpfeilern die die Dachkonstruktion stützten, waren bei den Ausgrabungen noch die Reste von fünf Exemplaren vorhanden.
Das 10 × 10 Meter messende, beheizbare Lagerheiligtum (sacellum) lag genau in der Mittelachse der Basilika. Zwischen den Hypokaustpfeilern wurden die bekanntesten antiken Steinskulpturen von Carnuntum gefunden. Eine der Weihealtäre war dem Schutzgott (Genius) des Lagers gewidmet. Die Bildwerke stellten meist Götter oder Kaiser dar. Einige der Räumlichkeiten waren auch mit Wandmalereien verziert. Westlich und östlich des Sacellums konnten die Ausgräber zwei weitere Räume freilegen. Der östliche enthielt die Statue des Herkules, die vermutlich in Virunum hergestellt worden war. Der zweite, westliche und vom Bodenniveau etwas tiefer gelegene Raum, war noch bis zu den Fensteransätzen erhalten. Die Wandmalerei stellte unter anderem einen in eine weiße Tunika gekleideten Opferdiener dar und enthielt einen Altar für Iuppiter und einen für den Lagergenius. Im Vorraum des Lagerheiligtums fanden sich ebenfalls ein Statuenfragment aus dem 3. Jahrhundert, das vermutlich ein Herrscherpaar darstellte. Vielleicht Severus Alexander und seine Mutter Julia Mamaea.

#### Praetorium
An die principia schloss sich im Süden das repräsentative, 70 × 58 Meter große Wohngebäude (Peristylhaus) des Legionslegaten (Praetorium) an. Vermutlich wurden dort auch die hohen Repräsentanten des Reiches untergebracht, wenn sie sich im Lager aufhielten. Auch dieses Gebäude ist nur sehr oberflächlich erforscht. Die Räume gruppierten sich um einen 48,70 × 27,60 Meter großen Innenhof. Im Ostflügel befanden sich vermutlich die Wohnquartiere und eine Badeanlage. In den anderen Räumlichkeiten waren wohl die Amts- oder Repräsentationsräume des Legaten untergebracht. Näheres ließ sich wegen des hohen Zerstörungsgrades des Gebäudes nicht mehr feststellen.

#### Tribunenhäuser
Nördlich der via Principalis, nahe dem Westtor, befanden sich die drei weitläufigen Peristylhäuser der Tribunen (Stabsoffiziere), der nach dem Lagerkommandanten ranghöchsten Offiziere der Legion und seines Stellvertreters, des Praefectus castrorum. Diesen Abschnitt des Lagerareals bezeichnete man als scamnun tribunorum. Er wurde nur wenig untersucht. Möglicherweise standen dort noch drei weitere solche Offiziersunterkünfte. Die Gebäude waren wie das Praetorium aufgebaut aber etwas kleiner dimensioniert (40 × 40 Meter, etwa 1200–1300 Quadratmeter). Die Innenhöfe waren mit Steinplatten gepflastert. Einer von ihnen war in der Spätantike mit einer 1,5 Meter hohen Mörtelschicht übergossen worden. Die Gebäude wurden bis in das 5. Jahrhundert verwendet und bis dahin mehrmals umgebaut. Anscheinend waren sie alle ähnlich ausgestattet (Fassadendekorationen, Mosaikfußböden, Marmorplatten, Wandmalereien, Bäder und Anderes). In einem dieser Häuser wurde 1886 eine der schönsten antiken Plastiken Carnuntums entdeckt, die Marmorfigur der sogenannten tanzenden Mänade, vermutlich ein Import aus dem Italien des 2. Jahrhunderts. Die Tribunenhäuser verfügten jeweils über eigene, bis zu 6 m tiefe Brunnen. Zwischen zwei der Offiziershäuser stieß man auf ein leicht abfallendes Ziegelbetonpflaster. In seiner Längsachse fingen drei mit abgeschrägten Rändern versehene Zisternen das von den Dächern herabfließende Regenwasser auf.
Das Haus S direkt am westlichen Wall reichte bis an die Straßenfront heran. Es durchlief vier Bauperioden und hatte anstatt eines Innenhofes eine dreischiffige Säulenhalle und eine Badeanlage. Die Säulenhalle wurde im späten 4. Jahrhundert in kleine Kammern mit Fachwerkmauern unterteilt. Die beiden östlichen Häuser R und T waren etwas nach Norden zurückgesetzt und durch eine Reihe von Tabernaekammern vom Straßenverkehr abgeschirmt. Im späten 4. Jahrhundert wurde das Haus T abgerissen und nicht wieder aufgebaut.

#### Kasernen
Das Lager verfügte zur Unterbringung seiner Mannschaften über insgesamt 30 Doppelkasernen, in denen jeweils 160–220 Soldaten Platz fanden. Rechts und links der Principia reihten sich die Kasernen der ersten Kohorte auf, die übrigen Kohorten lagen in Quartieren an der Frontseite (praetentura) des Lagers am Donauufer und an seiner Rückseite (raetendura). Die Kasernen an der Nordmauer waren zum Teil schon in die Donau abgerutscht. Die mittelkaiserzeitlichen Mannschaftsunterkünfte (Periode 2) bestanden aus Doppelbaracken, die mit ihrer Rückwand aneinander gebaut waren. Sie boten Platz für fünf oder sechs Stubengemeinschaften (contubernien, je acht Mann) der gemeinen Legionäre, der milites gregarii. Die Wohnräume bestanden aus einem 13,50 Quadratmeter großen Schlafraum (papilio) und einem Vorraum mit 7,50 Quadratmetern (arma). Zum Kochen und Heizen wurden einfache Feuerstellen (Kuppelöfen) verwendet. An der Straßenfront der Gebäude war ein auf Holzpfosten stehender, zwei Meter breiter überdachter Wandelgang angebaut. Zwischen den Gebäuden befand sich jeweils ein fünf Meter breiter Hof mit Schotterbelag. Die Kasernen der ersten Kohorte waren im Osten 6 Meter breit; weiter westlich, wegen der dreifachen Raumaufteilung, 8 Meter. Sie bedeckten eine Fläche von 120 × 100 Metern. An den Kopfseiten befanden sich größere Bauten, bestehend aus fünf bis sechs Räumen, die als Unterkünfte für die Zenturionen dienten. Die Zenturionenhäuser der Kasernen der ersten Kohorte waren mit doppelt so viel Räumen ausgestattet. In den Räumen am gegenüberliegenden Ende der Kasernenblöcke waren wohl die Spezialkräfte der Legion (immunes) einquartiert. Unter einer der Kasernen wurde bei den Grabungen von 1885 ein 1,80 × 2,50 Meter großer Keller mit Stiegenaufgang entdeckt.
In der östlichen praetentura wurden im Zuge der letzten größeren Baumaßnahmen im Lager auch die Mannschaftskasernen erneuert. Das äußere Erscheinungsbild der Kasernen blieb weitgehend unverändert. Die baulichen Veränderungen betrafen nur die Innengliederung. Die Teilung der Kontubernien in einen Unterkunftsbereich und einen Vorraum wurde aufgegeben. Stattdessen entstanden durch den Einzug von rund 1,20 m breiten Korridoren in den Vorräumen drei Räume. Die Nutzung des Areals als Standort von Kasernen blieb bis in das frühe 4. Jahrhundert bestehen. Am Ende des 4. Jahrhunderts wurden sie zum Teil abgerissen und durch drei- bis vierräumige Wohnhäuser mit Wand- und Fußbodenheizungen ersetzt, die sich nicht mehr an den alten Grundrissen orientierten.

#### Lagerhospital und Tierlazarett
Das mehrphasige, 83,50 × 79,50 Meter große Lazarett (valetudinarium) befand sich westlich des Praetoriums und war mit Abstand das größte Gebäude innerhalb des Legionskastells. Um den Innenhof waren drei Reihen von Kammern angeordnet, die als Krankenzimmer, Baderäume, Toiletten etc. dienten. Er konnte über eine Stiege mit stark abgetretenen Stufen betreten werden. Die Kammerreihen waren jeweils durch 3,30 bis 4,50 Meter breite Korridore voneinander getrennt. Zusätzlich sorgten kurze Quergänge dazwischen für eine ausreichende Belüftung und Beleuchtung der einzelnen Räume. Einige der Krankenzimmer waren beheizbar. Die Küche des Lazaretts befand sich im Ostflügel. Im Zentrum des Gebäudes stand ein kleines Heiligtum, vermutlich für die Heilgötter Hygieia oder Aeskulap, gestiftet von den capsarii (Sanitäter) der Legio XIIII und in der Mitte seiner Westfront befand sich ein Podium mit Treppe. Säulenfragmente und reichgegliederte Gesimsstücke zeugen von einer aufwändig gestalteten Fassade des Gebäudes.
Die Räume eines 56 × 27 Meter großen Gebäudes westlich des Hospitals waren um einen 39 × 19 Meter großen Hof angeordnet. Vielleicht war dort das Tierlazarett (veterinarium) untergebracht.

#### Lagertaverne
Im Nordteil des Lagers stießen die Ausgräber auf ein Gebäude, dessen einziger Raum mit Ziegeln gepflastert war. Der Raum lag etwas tiefer als das Straßenniveau und konnte von Süden aus über zwei Stufen betreten werden. Die Ostwand war noch in mehreren Steinlagen erhalten und wies mittig eine kleine, überwölbte Öffnung auf, vor der eine Steinplatte in den Boden eingelassen war. Der Durchlass führte in einen ein Meter tiefer gelegenen Keller, dessen Boden aus Stampflehm bestand. Im Zerstörungsschutt des Hauptraumes befanden sich große Mengen an Wandmalereifragmenten und Bruchstücken von Trinkgefäßen. Südlich der Öffnung standen vier Quadersockel. Auf zwei von ihnen standen noch Weihealtäre für Liber/Libera und Merkur/Fortuna. Gestiftet wurden sie einst von zwei freigelassenen Griechen, Dionysius und Archelaus. Beide waren Assistenten (subadiuuam) des ranghöchsten Zenturios im Lager (Primus pilus), dem auch die Aufsicht über die Gewerbebetriebe des Kastells oblag. Im Bauschutt stieß man auch auf zwei beinerne Spielwürfel. Die Ausgräber interpretierten das Gebäude daher als Lagertaverne. Die Öffnung diente wohl als Durchreiche, durch die volle Weinkrüge aus dem Keller in den Schankraum gelangten.

### Funktionsbauten
Das Lager verfügte auch über einige Funktionsbauten östlich des Praetoriums mit Wirtschaftsgebäuden wie Lebensmittel- und Waffenmagazinen (horreum, armamentaria) sowie Werkstätten (fabrica). Zwei mehrphasige Hofbauten direkt neben dem Praetorium wurden als Werkstätten identifiziert.

#### Werkstätten
Das westliche, Bau C, mit 65,70 × 56,20 Metern diente wohl als eine Art Bauhof und nebenbei zur Lagerung und Ausbesserung von Waffen aller Art bzw. deren Zubehör. Unter anderem wurden dort 54 Schleuderkugeln und noch unbeschriftete Weihealtäre entdeckt. Die Pfeiler der Toreinfahrt waren durch Fuhrwerksräder stark abgenutzt. Weiters stieß man hier auf große Stapel von Dachziegeln, einem mit ausgehärteten Mörtel gefüllten Weidenkorb und lose Sandhaufen für Bauvorhaben.
Im östlichen Bau D, mit einem Grundriss von 66,30 × 49 Metern, wurden wohl hauptsächlich Metalle und Bein bearbeitet. Auch in den Tabernae entlang der Lagerhauptstraßen gab es vermutlich noch zahlreiche andere solcher Werkplätze. Der Getreidevorrat und die Waffen der spätantiken Garnison (5. Jahrhundert) waren vermutlich in einem massiv gebauten Lagerhaus an der Westmauer untergebracht. Sicherlich gab es auch ein eigenes Badegebäude (therme oder balineum), das sich vermutlich zwischen den im nördlichen Teil des Areals stehenden Kasernen befand.

#### Waffenlager
In vier Kammern eines Lagerhauses, das vermutlich dem Waffenmeister des Kastells (custos armorum) unterstand, wurde bei Ausgrabungen eine beachtliche Menge an Waffenfragmenten freigelegt. Es handelte sich um ein gut sortiertes Sortiment von
- Schildbuckeln und Pfeilspitzen (Kammer 1),
- Lanzenspitzen (Kammer 2),
- Schienenpanzern (lorica segmentata) und Helmen (Kammer 3) und
- Schuppenpanzern (lorica squamata) (Kammer 4).

In letzterer hatten sich im Boden die Pfostenabdrücke der Holzregale erhalten, auf denen die Panzer gelagert worden waren. Die meisten dieser Waffen waren noch in antiker Zeit zerschlagen oder zerbrochen worden. Neben den gewöhnlichen Mannschaftshelmen barg man dort auch die Reste von reich mit Gold, Silber oder Bronze dekorierten Reiterhelmen. In einer der Kammern stieß man in einer Ecke auf die Überreste eines größeren Ledervorrats, wahrscheinlich Rindshäute, die teilweise mattrosa oder cobaltblau eingefärbt waren.
Das Waffenlager verfügte auch über einen beheizbaren Verwaltungs- oder Aufenthaltsraum, der mit einem gekuppelten Fenster mit Steinpfeiler in der Mitte beleuchtet wurde. Es war das einzige erhaltene Fenster, das man im Lager fand. Alle Kammern waren verputzt, in den Putzfragmenten waren vereinzelt eingeritzte Zahlen oder Figuren zu erkennen.
Panzerschuppen kamen auch in anderen Bereichen des Lagers zutage. Teilweise waren sie bei der Auffindung zu großen Konglomeratklumpen zusammengeballt. Auf einigen konnten noch Reste des Leder- oder Leinenuntergewands festgestellt werden. Artilleriemunition wie faust- oder kopfgroße Schleuderkugeln aus Stein oder Ton konnten an mehreren Stellen im Lager geborgen werden (Nordbastion am Osttor). Eines dieser Depots enthielt bis zu 34 Exemplare. Einige waren mit einem Steckloch versehen. Die Schleuderkugeln am Osttor waren von Hand zu eiergroßen, an zwei Seiten abgeplatteten Stücken geformt, mit zwei Löchern versehen und dann gebrannt worden. Mehrfach stieß man außerhalb des Lagers oder darin auf eiserne, aus vier zusammengeschmiedeten Spitzen bestehende Fußangeln (siehe Amphitheater).

#### Lagerbäckerei mit Vorratsraum
Dieses Funktionsgebäude (clibanae) schloss sich direkt an das Waffenlager an. Seine sorgfältig gearbeiteten, außergewöhnlich breiten Mauern waren bei ihrer Aufdeckung noch zwei Meter hoch erhalten. Von der Backstube führte ein Durchgang in das Getreidelager, in dem noch Reste von Gerste, Erbsen und Hirse lagen. Die Backstube war mit sechs gewölbten Öfen ausgestattet die mit Holzkohle beheizt worden waren. In einem lagen noch die Ruten eines Kehrbesens. Vom Inventar fanden sich noch zwei Steintröge, eine Handmühle und die Eisenbänder der Umfassung eines Backtroges, vermutlich ein ausgehöhlter Baumstamm.

#### Kornspeicher
Das weitläufige Lagerhaus/Horreum (Bau E) stand nahe dem Osttor, maß 86 × 38,50 Meter und hatte einen langrechteckigen Grundriss. Seine Mauern waren bis zu 1 Meter breit.

#### Schildfabrik
Im Gegensatz zur frühen und mittleren Kaiserzeit wurde in der ersten Hälfte des 4. Jahrhunderts das Lagerareal mehr für Werkstätten in Anspruch genommen, die besonders entlang der südöstlichen Wehrgangstützmauer, direkt auf der via sagularis, errichtet wurden. Bei diesen Anlagen handelt es sich unter anderem um mindestens acht runde aus luftgetrockneten Lehmziegeln errichtete und mit Ziegelsplittmörtel abgedichtete Becken, die eng aneinander gereiht und jeweils mit einer Überdachung versehen waren. Sie wurden zwischen 1968 und 1977 freigelegt und dürften nur kurz – etwa in der ersten Hälfte des 4. Jahrhunderts – in Gebrauch gewesen sein. Später wurden sie wieder zugeschüttet. Bei den Altgrabungen waren bereits zwei vergleichbare, besser erhaltene Becken an der Südfront des Lagers zum Vorschein gekommen. Wahrscheinlich dienten sie zum Gerben von Leder, das für eine – in der Notitia Dignitatum für Carnuntum erwähnten – fabricae scutariae (Schildfabrik) als Überzug benötigt wurde. Sie war wohl ab diokletianischer Zeit (284–305 n. Chr.) in Carnuntum eingerichtet worden um zentral für die Provinz Pannonia prima den Bedarf an solcher Schutzausrüstung sicherzustellen. Carnuntum ist damit einer der wenigen Plätze, wo man archäologisch solche Einrichtungen nachweisen konnte. Da der Lederbedarf durch die Errichtung der Schildfabrik in tetrarchischer Zeit enorm angestiegen sein dürfte, war man auf weitere Produktionseinrichtungen für die benötigten Rohstoffe angewiesen. Sie befand sich vermutlich nordöstlich des Praetoriums. Die dortigen Gebäude wurden von den ersten Ausgräbern vor allem wegen ihrer Grundrisse als Magazin- und Werkstattbauten interpretiert. Auch die dort entdeckten Materialabfälle stützten diese Vermutung. Insbesondere in Gebäude D, das durch zahlreiche kleine, um einen großen Innenhof mit zentralem Wasserbecken gruppierte Räume geprägt war, fanden sich bei den ersten Ausgrabungen Hinweise auf Werkstätten. In zwei im Norden gelegenen Räumen kamen zahlreiche Abfälle von Bronzeblech, Nieten und Drahtstücke und über hundert kleinere und größere Stücke von zersägten Hirschgeweihen zutage.

#### Lagergefängnis
Südöstlich des Hospitals stieß man in einem Gebäude auf vier Weihealtäre, ein fünfter lag zerschlagen auf dem Boden. Zwei waren dem Merkur und der Nemesis gewidmet. Letzterer war vom Gefängnisverwalter Caius Pupilius Censorinus (ex optione custodiarium, clavicularii) im frühen 3. Jahrhundert gestiftet worden. Das Gebäude wurde daher von den Ausgräbern als Gefängnis (carcer castrorum) interpretiert. Seine Estrichböden waren im Lauf der Jahrhunderte zweimal erneuert worden. Der Raum diente als Büro des Verwalters und Aufenthaltsraum für die Wärter. Das Verlies konnte durch eine schmale Tür betreten werden.

### Lagerstraßen
Das axiale Straßensystem des Lagers war so angelegt, dass die Hauptstraßen direkt zu den wichtigsten Gebäuden (zum Beispiel Principia, Praetorium, Lagertherme) führten. Ausgangspunkte der beiden Lagerhauptstraßen waren die Tore an der Limesstraße und der Bernsteinstraße. Die via principalis bildete den cardo und die via praetoria, die im hinteren Teil decumana hieß, den decumanus. Die von Nordosten nach Südwesten verlaufende und 334 Meter lange via principalis, etwa unter der heutigen Bundesstraße 9, durchzog die Schmalseite des Lagers. Nach den Fundamentresten am Straßenrand zu schließen, wurde sie an beiden Seiten von Säulengängen begleitet. Auffallend ist, dass sie um ca. 36 Grad von der Ost-West-Richtung nach Nordosten abweicht. Diese Abweichung entstand nicht durch die topographischen Gegebenheiten, sondern ist wohl ein Resultat der Ausrichtung der Straße nach dem Aufgangspunkt der Sonne am Tag der Sommersonnenwende. Die sich von Norden nach Süden erstreckende zweite Lagerhauptstraße, die via decumana, wurde von zwei Gebäuden (principa und praetorium) unterbrochen. Parallel zur via principalis verlief die im südlichen Abschnitt des Lagers angelegte via vicinariae. Entlang der Lagermauern war zusätzlich noch eine Wallstraße, die via sagularis angelegt worden, die eine Verbindung zu allen Sektionen des Lagers herstellte und es im Alarmfall der Besatzung ermöglichte, rasch den Wehrgang zu erreichen. Zugleich diente sie als Pufferzone gegen von Belagerern abgefeuerte Geschosse. An vielen Stellen stießen die Ausgräber auf kesselförmige Vertiefungen in den Straßen, die vermutlich als getarnte Fallgruben dienten und ins Lager eingedrungene Angreifer aufhalten sollten. Die meisten Straßen des Lagers wurden von ausgemauerten Abwasserkanälen gesäumt. Der Hauptabwasserkanal trat an der Ostfront des Kastells aus und verfügte über eine Sperre gegen einen Rückstau der Fäkalien bei Hochwasser.

### Wasserversorgung/Kanalsystem
Die Versorgung des Lagers mit Trinkwasser erfolgte über an den Hauptstraßen gelegenen Laufbrunnen, Zisternen und Ziehbrunnen. Aber auch Spuren von unterirdisch geführten Wasserleitungen und Kanalsystemen (cloaca) konnten auf dem Lagerareal nachgewiesen werden. Zu den einzelnen Entnahmestellen wurden Leitungen aus Holz- oder Bleirohren gelegt. Am Praetorium, an den Principia und den Tribunenhäusern wurden die Reste eines anscheinend technisch sehr hochstehenden Wasserversorgungs- und Entsorgungssystems gefunden. Die Überreste der Hauptabwasserkanäle konnten besonders an den Lagertoren beobachtet werden. Der Hauptkanal begann am Südtor und umlief in zwei getrennten Strängen unter der Wallstraße das gesamte Lagerareal. Er war durch mehrere Einstiegschächte begehbar. Der Hauptzugang war zusätzlich mit einer Steintreppe und einer Arbeitsplattform versehen. Er entwässerte sich direkt in die Donau, wie 1899 festgestellt werden konnte. In den Hauptkanal mündeten auch zahlreiche Nebenkanäle die unter den Lagergassen verliefen und die Abwässer der Hauskanäle und Rinnsale aufnahmen. Bemerkenswerterweise war einer von ihnen in einem Abschnitt an allen Seiten mit dicken Eisenplatten verstärkt worden.

## Auxiliarkastell (Reiterlager)

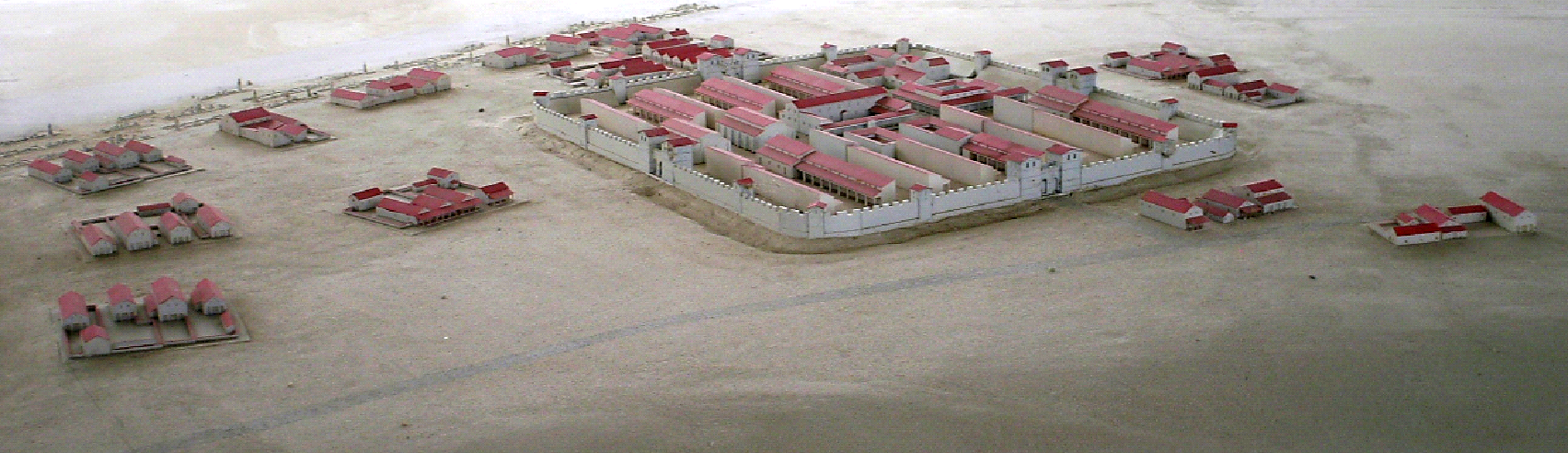
Modell des Reiterlagers (3. Jahrhundert n. Chr.)

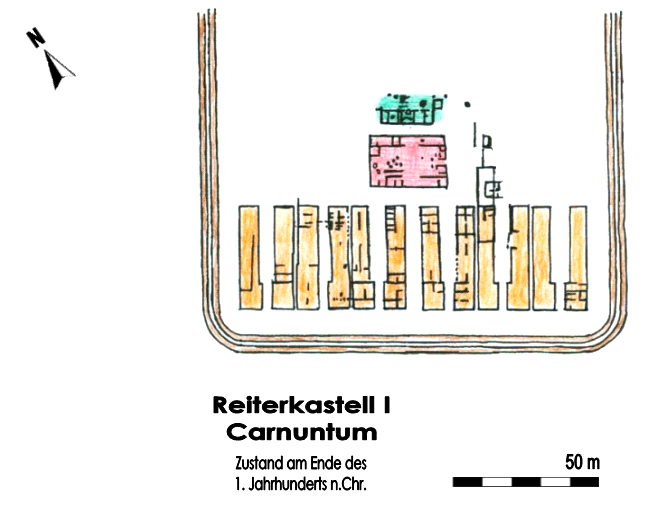
Befundplan Kastell I

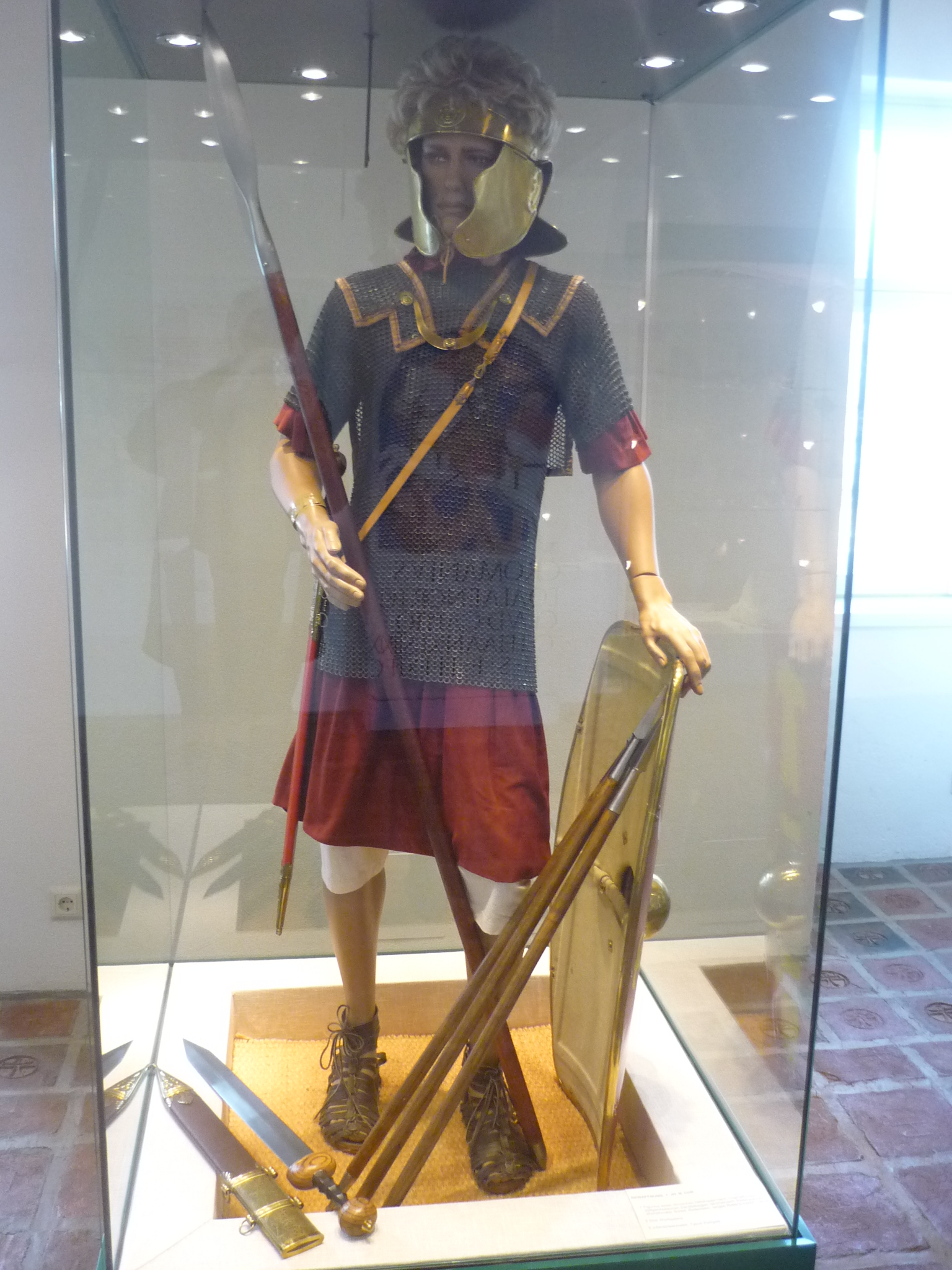
Figurine eines Soldaten der Hilfstruppenkavallerie (1. Jahrhundert n. Chr., Römermuseum Tulln)

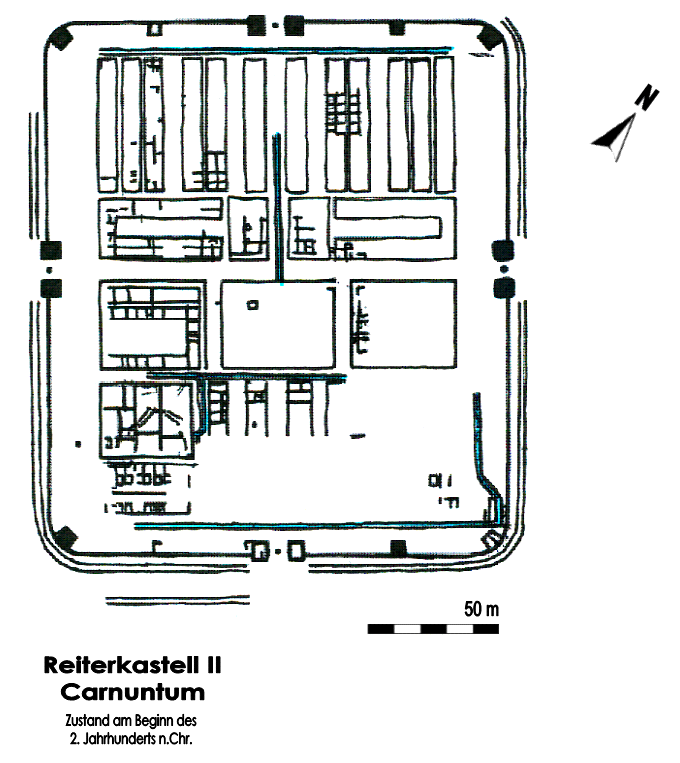
Befundplan Kastell II

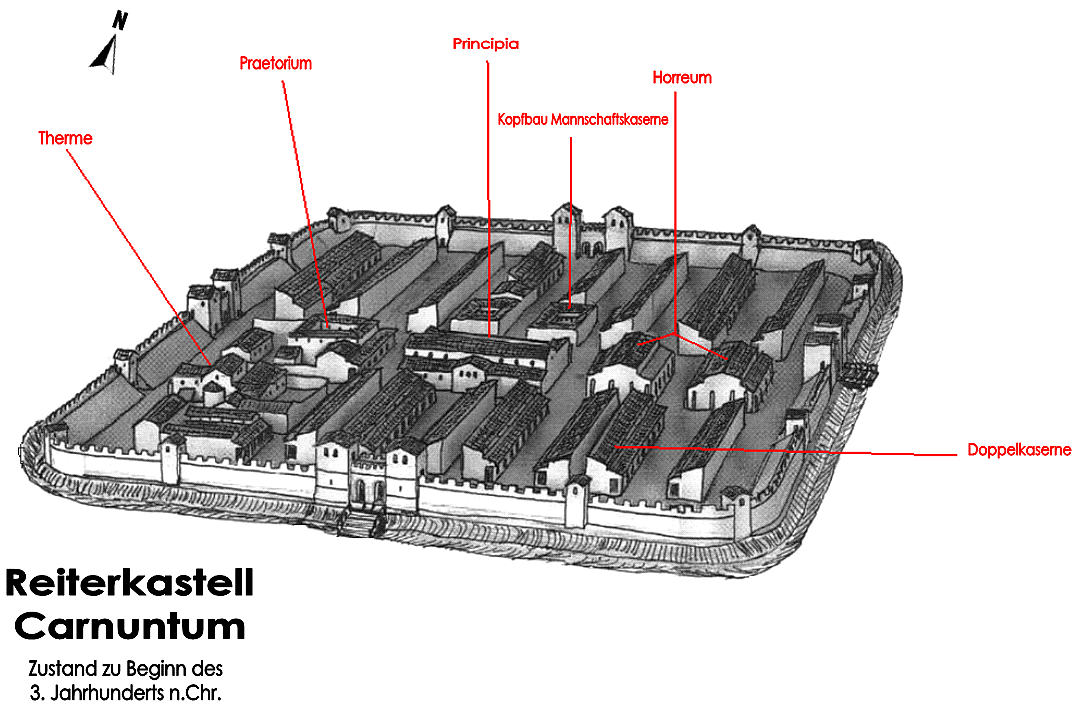
Rekonstruktionsskizze Kastell IV

Dieses Kastell zählt zu den am besten erforschten Lagern am norisch-pannonischen Limes. Das Hilfstruppenlager am Westrand der Lagerstadt konnte eine 500 Mann starke Reitereinheit aufnehmen (ala quinquenaria). Die vorrömische Zeit des Kastellareals ist durch einige Siedlungsgruben dokumentiert, die möglicherweise um Christi Geburt entstanden. Einige ebenfalls unter dem Kastell befindliche Gräber markieren den ältesten römischen Horizont. Dazu gehört ein beim Bau des ersten Lagers zerstörter Grabstein für einen namentlich nicht bekannten Angehörigen der legio XV Apollinaris. Er stand auf dem ausgedehnten Gräberfeld, das auf einer Länge von mehreren Kilometern die zum Legionslager führende Limesstraße begleitete. Aus der Entstehungszeit stammte im Kastellbereich auch ein Kuppelofen mit rechteckiger Beschickungsgrube. Vielleicht diente er als Backofen für die am Bau beteiligten Soldaten. Insgesamt konnten bei den Ausgrabungen vier Bauphasen unterschieden werden. Beim Bau der Wohnsiedlung wurde nicht das komplette Kastell zerstört. Im Bereich des Kastellbades sowie bei zwei Abschnitten der südlichen und östlichen Mauer konnte eine moderne Überbauung verhindert werden.

### Kastell I
Das frühe Lager war fast vollständig aus Holz erbaut. Die Front war gegen das nordöstlich davon liegende Legionslager ausgerichtet. Drei Seiten des Kastells konnten durch Grabungen untersucht werden. Der Verlauf der übrigen Kastellmauer ist nur aus der Luftbildprospektion bekannt. Die vollständige Ausdehnung des Kastells betrug 178 × 225 Meter, es bedeckte somit eine Gesamtfläche von rund vier Hektar.
Umwehrung: Die Befestigung bestand aus einem Doppelgraben. Sein Aushubmaterial war zu einem Erdwall aufgeschüttet, auf dessen Krone sich vermutlich eine Holzpalisade als Brustwehr befand. Die mit ziemlicher Sicherheit in Holz errichteten Tor-, Zwischen- und Ecktürme konnten bislang noch nicht archäologisch nachgewiesen werden.
Innenbebauung: An Innenbauten kennt man bislang nur die an der Rückseite (raetendura) des Lagers aufgereihten Mannschaftskasernen, das Wohnhaus des Lagerkommandanten (praetorium) und einige Abschnitte des Kommandogebäudes (principia). An der Rückseite des in den principia liegenden Hofes, der vermutlich mit Steinplatten gepflastert war, waren fünf nebeneinander liegende Räume angeordnet, deren mittlerer wohl als Fahnenheiligtum (aedes) diente. Im Erdboden befanden sich noch einige eiserne Lanzenschuhe für die Militärstandarten (signum, vexilla), die dort einst aufgestellt waren. Auch eine flache Grube, vermutlich zur Aufbewahrung der Truppenkasse, war noch erhalten.
Wasserversorgung/Kanalisation: Die Wasserversorgung der Kastellbesatzung wurde wohl durch Brunnen gewährleistet. Die Pferde dürften außerhalb des Lagers getränkt worden sein. Man hatte auch einige Zisternen zur Sammlung des Regenwassers angelegt. Eine von ihnen wurde im Hof des Kommandantenhauses gefunden. Das von den Dächern der Gebäude abfließende Regenwasser war in flachen muldenförmigen Rinnen, die in 0,40 Meter Entfernung von den Hauswänden verliefen, abgeleitet worden. Weitere solche Traufrinnen befanden sich an der Rückseite der Kasernen. Die Abwässer flossen dann in den Hauptkanal unter der via sagularis (Wallstraße). Er führte durch eines der Lagertore nach außen und bestand vermutlich aus einer einfachen Holzrinne, die zusätzlich von Architekturstücken in Zweitverwendung eingefasst wurde.

### Kastell II
Das Lager hatte einen spielkartenförmigen Grundriss und wurde bei seiner Neuerrichtung um etwa 90° gedreht. Die Prätorialfront war nun gegen das Donauufer orientiert und gleich wie das Legionslager ausgerichtet. Die Lagerfläche wurde auf 178 × 205 Meter (3,65 Hektar) verkleinert.
Umwehrung: Die in Stein errichtete Mauer war 0,90 Meter breit, mit rechteckigen Zwischen- und Ecktürmen verstärkt und zusätzlich von einem Graben umgeben. Von den vier trapezförmigen Ecktürmen konnte nur der an der Südostecke untersucht werden. Eck- und Zwischentürme ragten nicht über die Mauerflucht hinaus. Lediglich die rechteckigen Flankentürme der Lagertore setzten sich deutlich von der Umwehrung ab. Die Mauerkrone konnte auf einem aus Erde aufgeschütteten Wehrgang begangen werden. Die Südostecke war mit Holzbohlen befestigt, die auf an der Kastellmauer angesetzten Pfeilern lagen.
Innenbebauung: An Innenbauten sind Kasernen, das Lazarett, die Wohnhäuser der Offiziere und das Kommandogebäude bekannt. Sie bestanden auch in dieser Periode noch gänzlich aus Holz. Es wurden aber auch teilweise luftgetrocknete Lehmziegel als Baumaterial verwendet. Manche der Gebäude verfügten über vorgelagerte Pfeilerbauten (portikus). Deren Holzstützen lagen auf aus Bruchsteinen gemauerten Fundamenten auf. Die Mannschaftskasernen hatten einen langrechteckigen Grundriss und bestanden aus zwei nebeneinander stehenden Raumreihen. Jeweils zwei Räume bildeten die Unterkunft für eine Stubengemeinschaft (contubernia). Bei einem Teil der Kasernen wurden die vorderen Räume als Pferdestall verwendet und boten Platz für maximal drei Reittiere. Vermutlich hatte ein Teil der Reitereinheit die Aufgabe einer schnellen Eingreiftstruppe zu erfüllen, für deren Einsatz sie den Soldaten so rasch wie möglich zur Verfügung stehen mussten.
Therme: Als einziges Gebäude war nur das an der Westfront des Kastells gelegene Bad ganz in Bruchsteinmauerwerk hochgezogen. Das Lagerbad war mit einem Kaltwasserbecken, beheizbaren Räumen und zwei Warmwasserwannen ausgestattet.
Wasserversorgung/Kanalisation: Das zur Reinigung der Baderäume verwendete Wasser wurde durch einen Abflussöffnung in einen der zahlreichen Kanäle geleitet, die für den Abtransport der Abwässer nach außen sorgten. Sie mündeten in den an der Westfront des Kastells entlanglaufenden Hauptkanal. Das für das Bad benötigte Wasser kam aus einer höher gelegenen Zisterne, von der allerdings nur der Unterbau erhalten war. Sie lag an der Südseite des Gebäudes neben der Heizungsanlage (praefurnium). Darin wurde Regenwasser gespeichert, sie dürfte aber auch aus einem bislang noch nicht gefundenen Brunnen versorgt worden sein. Für die Entsorgung der Abwässer wurden in der Mitte der Hauptstraßen sorgfältig gemauerte Kanäle angelegt. An der Oberseite waren sie offensichtlich mit Holzbrettern abgedeckt. Einer dieser Abzugskanäle hatte seinen Ausgang am südlichen Kastelltor und spülte eine Latrine, die beim südöstlichen Eckturm in einem langrechteckigen Gebäude untergebracht war. Bevor er die nordöstliche Lagerecke erreichte, nahm er einen weiteren, vom Nordtor des Kastells kommenden Kanal auf und verließ dann unter der Mauer das Lagerareal. Die Fäkalien der Latrine wurden in einer Sickergrube entsorgt, zu deren Entleerung ein Abzugskanal durch die Kastellmauer gebrochen war, der die Abwässer in den Lagergraben ableitete.

### Kastell III
Die dritte Bauperiode setzte in den sechziger Jahren des 2. Jahrhunderts ein und dauerte bis zu dessen Ende. In dieser Zeit wurde das Kastell als Nachschubdepot verwendet. Die zahlreichen baulichen Veränderungen lassen sich nach den bisherigen Analysen in mindestens fünf Unterphasen aufgliedern.
Die Mannschaftskasernen im nördlichen Teil des Kastells blieben erhalten und wurden als solche weitergenutzt. Teilweise wurden auch die Pferdeställe in Wohnräume umgewandelt. Alle Gebäude im Zentrum des Lagers wurden abgebrochen und durch Neubauten ersetzt. Einige der Kasernenkopfbauten in diesem Bereich entstanden nun als Steinbauten, darunter auch das Wohnhaus des Kommandanten. In den Werkstätten wurden hauptsächlich Töpfereiprodukte hergestellt. Einige Schmiedeöfen weisen auf die Verarbeitung von Eisen hin. Sie wurden durch Holzrohre (Deichelleitungen) mit Frischwasser versorgt. Auch in dem östlich der principia liegenden Areal wurden Anlagen zur Metallverarbeitung entdeckt. Südlich und nördlich davon befanden sich Spuren von Speichergebäuden (horrea) aus Holz, in denen wohl Lebensmittel und Tierfutter gelagert wurden. Auch zwei Brunnen lassen sich dieser Periode zuordnen. In einem waren noch die Reste der Brunnenschalung erhalten, die aus ineinander gesteckten Holzfässern zusammengesetzt war. Vermutlich bestanden sie aus Tannenholz, das vorwiegend zur Herstellung von Weinfässern benutzt wurde. Nach der Aufgabe des Brunnens wurde er als Latrine verwendet.

### Kastell IV
In der Zeit um 200 n. Chr. kam es zu den letzten großen Umbauten im Lager, da es nun wieder ausschließlich als Reiterlager genutzt wurde. Ob das Kastell auch ab der Mitte des 3. Jahrhunderts noch vom Militär besetzt war, lässt sich nicht mehr sagen. Als man im Hof des Praetoriums auf einen verschütteten Brunnen stieß, fand man in der Verfüllung unter anderem Münzen aus der Zeit der Kaiser Aurelian (270–275 n. Chr.) und Probus (276–282 n. Chr.). Bis zur ersten Hälfte des 18. Jahrhunderts dürften noch einige Teile der Umfassungsmauer, des Bades und des Kommandogebäudes zu sehen gewesen sein. Sie fielen danach dem Steinraub zum Opfer.
Innenbebauung: Die principia wurde in Stein neu errichtet. Die Räume umgaben einen rechteckigen Hof, der auf drei Seiten von einem gedeckten offenen Gang eingefasst war. An den Schmalseiten lagen Büros für die Verwaltung, an der dem Eingang gegenüberliegenden Seite schloss sich eine Querhalle (basilica) an. In diese öffneten sich Räume zur Südseite, in deren Mitte sich das Fahnenheiligtum befand. In der nördlichen Hälfte des Kastells entstanden neue Kasernen, die das ganze Areal zwischen der via sagularis und der via principalis ausfüllten. Von ihnen blieben nur die Fundamente erhalten. Uringruben belegen, dass sie teilweise auch wieder für Pferdeställe genutzt worden waren. Zwischen den Kasernen befanden sich noch gut erhaltene gepflasterte Höfe, für die auch Spolien verwendet wurden.
Therme: Das Kastellbad wurde ebenfalls noch einmal umgebaut. Die einzelnen Raume wurden neu eingeteilt. Auch das Äußere des Gebäudes wurde dabei verändert. Das Kaltwasserbad wurde in eine an der Südseite neben der Heizanlage angebaute Apsis verlegt. Von der Zisterne konnte dadurch auf kürzerem Wege Wasser in das Badebecken eingeleitet werden. Die Mauern des Kastellbades standen wohl noch bis in die Mitte des 4. Jahrhunderts aufrecht. In seinem Inneren fand man auf den Böden Flugerde, die wohl durch die Fensteröffnungen eingeweht worden war. Später brach das Dach ein. Auf den Dachziegelschutt stürzten dann bei dem um die Mitte des 4. Jahrhunderts anzunehmenden Erdbeben die Mauern. Dabei zerbarsten sogar die bis zu 40 cm starken Terrazzoböden und fielen in die darunterliegenden Hohlräume der Fußbodenheizungen.
Wasserversorgung/Kanalisation: Eine nördlich am Lager vorbeiführende angeschnittene gemauerte Trinkwasserleitung könnte weiter westlich noch durch ein Becken oder eine Zisterne ergänzt worden sein. Mittels Schöpfvorrichtung wurde das Wasser vermutlich in ein höheres Becken gehoben, wo es in Verteilerleitungen (aus Holz?) floss. Die Holzrohre waren mit eisernen Deichelverbindungen in Abständen von fünf römischen Fuß (150 cm) miteinander verbunden. Den äußeren Durchmesser konnte man nicht mehr feststellen, auch nicht, ob es sich um gänzlich unbearbeitete Baumstämme handelte. Die Leitungen führten das Wasser zu anderen Zisternen oder Abnehmern. Das Schmutzwasser wurde durch ein Bleirohr in der Nordmauer in einen in nördlicher Richtung verlaufenden Kanal geleitet, der das Bad unter der Nordmauer verließ und dann in den Sammelkanal an der westlichen via sagularis mündete. In der Mitte der Kasernenhöfe verlief eine schmale Rinne für die Ableitung des Abwassers, das zunächst in die via principalis floss und von dort durch das Lagertor nach außen entsorgt wurde.

## Garnison
In der Zeit ihres Bestehens waren die Carnuntiner Kastelle von mehreren Legionen und Auxiliareinheiten der pannonischen Provinzarmee (exercitus Pannoniae) besetzt. Nicht für alle liegen aber epigraphische oder archäologische Zeugnisse für eine längere Anwesenheit in Carnuntum vor. So ist es möglich, dass die Legio X Gemina um 69 n. Chr. für kurze Zeit von der Legio VII Gemina abgelöst wurde. Auch die Legio XXII Primigenia könnte sich im späten 1. Jahrhundert dort aufgehalten haben.
Grabinschriften von Angehörigen verschiedener Auxiliareinheiten lassen auf Einsätze oder kurze Aufenthalte in oder nahe Carnuntum schließen. Für die Kämpfe im Vierkaiserjahr wurden auch Einheiten der Orientarmee des Vespasian zum Schutz des Donaulimes nach Pannonien verlegt, dazu zählte auch die aus Syrien stammende cohors II Italica die wohl zwischen 69/70 in Carnuntum lag. Die Grabinschrift eines Tubabläsers (tubicen) der cohors I Montanorum aus Carnuntum deutet auf eine Anwesenheit dieser Truppe in der Mitte des 1. Jahrhunderts hin. Auch die cohors I Alpinorum könnte im Zuge des Pannonischen Aufstands als Unterstützung der Legio XV nach Carnuntum gelangt sein. Die spanische ala I Hispanorum Aravacorum stand schon seit vorflavischer Zeit zur Abwehr der germanischen Quaden in Pannonien, wo sie im Kastell Arrabona ihr Quartier aufgeschlagen hatte. In Carnuntum stand zu dieser Zeit wahrscheinlich eine Vexillation dieser Einheit. Angehörige der cohors XVIII Voluntariorum sollen sich in der ersten Hälfte des 2. Jahrhunderts außer in Cirpi auch in Carnuntum aufgehalten haben. Auch die teilberittene cohors I Ulpia Pannoniorum könnte sich unter Trajan um 123 im Kastell Solva und in Carnuntum befunden haben.
Folgende Einheiten sind als Besatzungen für das Legionslager und das Reiterkastell belegt:
| Zeitstellung                                        | Truppenname | Bemerkung | Abbildung |
| --------------------------------------------------- | --- | --- | --------- |
|                                                     | | Infanterie und Flotte |           |
| 1. bis 2. Jahrhundert n. Chr. (40-50-117/118 n.Chr) | Legio XV Apollinaris (die fünfzehnte Legion des Apollo)                                                                               | Die Legion wurde von Gaius Iulius Caesar während des Gallischen Krieges aufgestellt. Von 16 bis 8 v. Chr. wurde sie in den Pannonisch-Dalmatischen Kriegen eingesetzt und war danach auch an der Niederschlagung des Pannonischen Aufstandes beteiligt. Eine Grabinschrift gilt als Indiz für eine, zumindest kurzfristige Stationierung einer ihrer Vexillationen in Vindobona (Wien). Frühestens 50 n. Chr. wurde die Legion nach Carnuntum verlegt und errichtete dort das frühe Holz-Erde-Lager. Ihre Anwesenheit ist durch 120 Grabsteine belegt, die dort gefunden wurden. Demnach stammten ihre Angehörigen meist aus Oberitalien, Gallien und Griechenland. Zahlreiche ihrer Ziegelstempel konnten nicht nur in Carnuntum, sondern auch in den benachbarten Kastellen (zum Beispiel Vindobona, Brigetio) und sogar nördlich der Donau geborgen werden. Ein vom Soldaten Valerius gestifteter Victoriaaltar trug die älteste bekannte Inschrift des Tempelbezirkes am Pfaffenberg. Ein von einem ihrer Zenturionen gestifteter Mithrasaltar ist der früheste Nachweis für diesen Kult am Donaulimes. 62/63 wurde sie von der Legio X abgelöst und für einen Feldzug gegen die Parther zunächst nach Armenien und später nach Ägypten in Marsch gesetzt. Im Jüdischen Krieg beteiligte sie sich unter Titus unter anderem an der Belagerung von Jerusalem. Zwischen 70/71 kehrte sie wieder nach Carnuntum zurück. Ihre Verluste wurden vor allem mit Rekruten aus syrischen Städten ersetzt, wie die Inschriften auf einigen Grabsteinen aus Carnuntum annehmen lassen (Berytus, Antiochia am Orontes, Cyhrrus, Chalcis, Hierapolis). Das ursprüngliche Holz-Erde-Lager wurde von der Legion im Jahr 73 n. Chr. durch einen Steinbau ersetzt. Ihre Soldaten beteiligten sich auch am Bau des Reiterkastells. Die Legion wurde danach in den Donaufeldzügen Domitians (89–92) und den Dakerkriegen Trajans eingesetzt. 114 soll sie zuerst in den Partherfeldzug Trajans abkommandiert und dann als Besatzungstruppe in das Lager von Satala gelegt worden sein. Dort verlieren sich ihre Spuren im frühen 5. Jahrhundert. Neuere Forschungen an den Ziegelstempeln lassen jedoch annehmen, dass sie erst später unter Hadrian – in den Jahren 118/119 – endgültig aus Carnuntum abgezogen worden sein dürfte. |           |
| 1. Jahrhundert n. Chr. (63–68)                      | Legio X Gemina pia fidelis (die zehnte Zwillingslegion, die pflichtbewusste und treue)                                                | Sie wurde zum ersten Mal im Jahre 58 v. Chr. erwähnt und galt im Gallischen Krieg als die Elitelegion Cäsars. Um das Jahr 63 n. Chr. wurde sie nach Carnuntum abkommandiert, um dort vorübergehend die Legio XV zu ersetzen. Nach zahlreichen Einsätzen in den Rheinprovinzen gelangte die Legion 103 wieder nach Pannonien und bezog dort das Lager von Aquincum (Budapest). 114 wurde sie nach Vindobona verlegt. 193 erklärte sich die Legion für Septimius Severus. Einige Angehörige dieser Einheit wurden später in die Kaisergarde übernommen. Die Legion stand bis zu ihrer Auflösung im 5. Jahrhundert in Vindobona. |           |
| 2. bis 5. Jahrhundert n. Chr. (114 – 430?)          | Legio XIIII Gemina Martia victrix (die vierzehnte Zwillingslegion des Mars, die siegreiche), cohortis quintae (die fünfte Kohorte)    | Die Legion wurde möglicherweise schon 57 v. Chr. von Iulius Caesar in Norditalien aufgestellt. 114 n. Chr. wurde sie nach Carnuntum verlegt, um dort die Legio XV abzulösen. Sie stand dort mehr als dreihundert Jahre, wenngleich Abteilungen von ihr auch immer wieder anderenorts eingesetzt wurden. Eine Vexillation zog mit Septimius Severus Armee 193 nach Rom, um ihn bei der Durchsetzung seines Anspruchs auf den Kaiserthron zu unterstützen. Später nahm sie an Severus’ Partherfeldzug teil, der 198 mit der Einnahme der Hauptstadt Ktesiphon endete, und kehrte 202 wieder an die Donaugrenze zurück. Im Jahr 260 schloss sie sich der Revolte des Usurpators Regalianus an. Im 4. Jahrhundert zählte sie zu den Limitanei, hatte nun auch Liburnarier (Marinesoldaten) der Donauflotte in ihren Reihen und stand unter dem Befehl des Dux Pannoniae Primae et Norici Ripensis. Trotz fehlender literarischer Quellen ist es wahrscheinlich, dass sich die Legion im späten 4. Jahrhundert auch am Feldzug Valentinians I. gegen Quaden und Jazygen beteiligte. Als der weströmische magister militum Flavius Felix unter Valentinian III. 427 n. Chr. die Hunnen bekämpfte, kam sie wohl ebenfalls zum Einsatz. Sie scheint ihre Stellung bis zur Auflösung der Donaugrenze gehalten zu haben. Laut der Notitia dignitatum lag im spätantiken Carnunto aber nur noch ihre fünfte Kohorte, die den oberen Abschnitt (partis superior) des norisch-pannonischen Limes sichern sollte. Carnuntum war vermutlich noch bis um 430 Sitz des Legions- und Flottenpräfekten. Über ihr weiteres Schicksal ist nichts bekannt, möglicherweise wurde sie in das oströmische Heer übernommen. |           |
| 4. Jahrhundert n. Chr.                              | Foederati (Verbündete) | Keramikfunde von sogenannter Foederaten- oder hunnenzeitlicher Ware aus den Kasernen der Bauperiode V deuten darauf hin, dass im späten 4. Jahrhundert auch barbarische Söldner unter römischem Kommando die Besatzung des Legionslagers stellten. Vielleicht waren sie Angehörige jener gotisch-alanischen Gruppe unter Alatheus und Saphrax, denen Gratian 379 (nach der Niederlage in der Schlacht von Adrianopel) das Siedlungsrecht im Römischen Reich gewähren musste. |           |
| 5. Jahrhundert n. Chr.                              | Legionis quartae decimae geminae milites liburnari (Marinesoldaten der vierzehnten Legion), Classis Histricae (die Donauflotte)       | Auch die Anwesenheit von Flottensoldaten (liburnari) ist in Carnuntum aufgrund seiner strategisch wichtigen Lage an der Donau anzunehmen. Im Museum Carnuntinum wird der Grabstein einer gewissen Augustiana Cassia Marcia aufbewahrt. Ihr Gatte, Marcus Antonius Basilides, war frumentarius (Zahlmeister) der X. Legion und als solcher der classis Histricae zugeteilt. Für die Spätantike sind in der Notitia dignitatum neben einem Präfekten einer Donauflottille auch Marinesoldaten der Legio XIIII, unter dem Befehl des Dux Pannoniae Primae et Norici Ripensis verzeichnet. Die classis Histricae wurde im 4. Jahrhundert von Carnuntum nach Vindobona verlegt. Wo sich der Kriegshafen von Carnuntum befand (vielleicht nördlich des Pfaffenbergs oder an der Ostseite von Petronell) ist nicht mehr zu ermitteln, da sich der Verlauf der Donau seit der Antike mehrmals geändert hat. |           |
|                                                     | | Kavallerie |           |
| 1. Jahrhundert n. Chr. (80–90 n. Chr.)              | Ala I Tungrorum Frontoniana (die erste tungrische Reiterschwadron des Fronto)                                                         | Die Truppe stammte ursprünglich vom Niederrhein und wurde um 73 aus Dalmatien nach Aquincum verlegt, wo sie ihr erstes Lager in Pannonien bezog. Im Jahre 80 war sie in Carnuntum stationiert, wo sie das Reiterkastell I errichtete. Nach zehn Jahren rückte sie nach Unterpannonien ab und beteiligte sich am Bau des Kastells Campona. Vielleicht wurde sie hauptsächlich für Bauvorhaben eingesetzt, da sie sich nur kurz in ihren jeweiligen Garnisonsorten aufhielt. Ihr Aufenthalt in Carnuntum ist durch einen Grabstein und eine goldene Gewandspange mit der Aufschrift „felices Tun(gri)“ belegt. In dieser Zeit wurden auch indigene Boier als neue Rekruten angeworben, wie die Grabinschrift und zwei Militärdiplome aus dem Jahr 114 annehmen lassen. |           |
| 1. Jahrhundert n. Chr.                              | Ala I Hispanorum Aravacorum (das erste hispanische Reiterregiment der Arevaker)                                                       | Diese rund 500 Mann starke, ursprünglich aus Hispanien stammende Einheit (Moncloa-Aravaca ist heute ein Stadtteil von Madrid), lag seit vorflavischer Zeit ständig im oberpannonischen Grenzgebiet. Ihre ersten pannonischen Stützpunkte waren wahrscheinlich Carnuntum und im Anschluss daran Arrabona (Győr). An beiden Kastellorten kam je eine Grabinschrift eines ihrer Soldaten zu Tage. Nach dem Ende der Markomannenkriege könnte die Reitertruppe die erste Garnison in Kastell Iža-Leányvár gestellt haben. |           |
| 1. bis 2. Jahrhundert n. Chr. (85 bis 101/102)      | Ala I Pannoniorum Tampiana milliaria victrix (erste pannonische Reiterschwadron des Tampius, 1000 Mann stark, die siegreiche)         | Diese Einheit wurde vermutlich unter Augustus aus Angehörigen der pannonischen Stämme rekrutiert. Der Name Tampiana leitete sich wohl ursprünglich von einem ihrer Kommandanten ab. Um 85 wurde sie von Britannien nach Dakien und anlässlich des Bataveraufstandes 70/71 wieder nach Pannonien verlegt. 89 lag sie in Carnuntum, von wo sie gegen die Markomannen und Quaden eingesetzt wurde. Zu Beginn des 2. Jahrhunderts wurde sie nach Britannien zurückverlegt. Die Anwesenheit der Pannonier ist nur durch Grabinschriften bekannt. |           |
| 2. Jahrhundert n. Chr. (102 bis 118/119)            | Ala III Augusta Thracum (die dritten augusteischen berittenen Bogenschützen der Thraker)                                              | Diese Reitertruppe wurde 101 von Syrien nach Pannonien verlegt. Ihr erstes Lager in dieser Provinz dürfte sie in Carnuntum bezogen haben. Zwischen 118 und 119 rückte sie wieder ab und erbaute nahe Brigetio das Kastell Almásfüzitő, wo sie bis in die Spätantike stationiert war. Ihr Aufenthalt ist durch den Grabstein des Ulpius Prosostus belegt, der dort im Alter von 30 Jahren verstarb. |           |
| 2. Jahrhundert                                      | Cohors I Ulpia Pannoniorum milliaria equitata civium Romanorum (die erste teilberittene Doppelkohorte der Pannonier, römische Bürger) | Die rund 1000 Mann starke Einheit, nahm an den Dakerkriegen Kaiser Trajans teil und erhielt dort als Auszeichnung das römische Bürgerrecht. Im Anschluss daran wurde die Truppe zuerst möglicherweise nach Carnuntum und um 118 nach Kastell Esztergom verlegt. |           |
| 2. bis 3. Jahrhundert n. Chr.                       | Ala I Thracum Victrix (die erste Reiterschwadron der Thraker, die siegreiche)                                                         | Die Truppe wurde zwischen 118 und 119 nach Carnuntum verlegt und erbaute das Reiterkastell II. Die Thraker waren bis zur Aufgabe des Kastells in der zweiten Hälfte des 3. Jahrhunderts dort stationiert. Ihre Anwesenheit ist durch ein Militärdiplom von 126 und einige Ziegelstempel aus Petronell belegt. Einige Grabsteine aus Mattersdorf und Mannersdorf/Leithagebirge lassen vermuten, dass ihre Veteranen Ulpius Titius und Titus Claudius Vanamiu[…] keltische Boier waren und sich nach ihrer Entlassung aus dem Militärdienst in der Region um Carnuntum niedergelassen hatten. |           |

## Lagerstadt

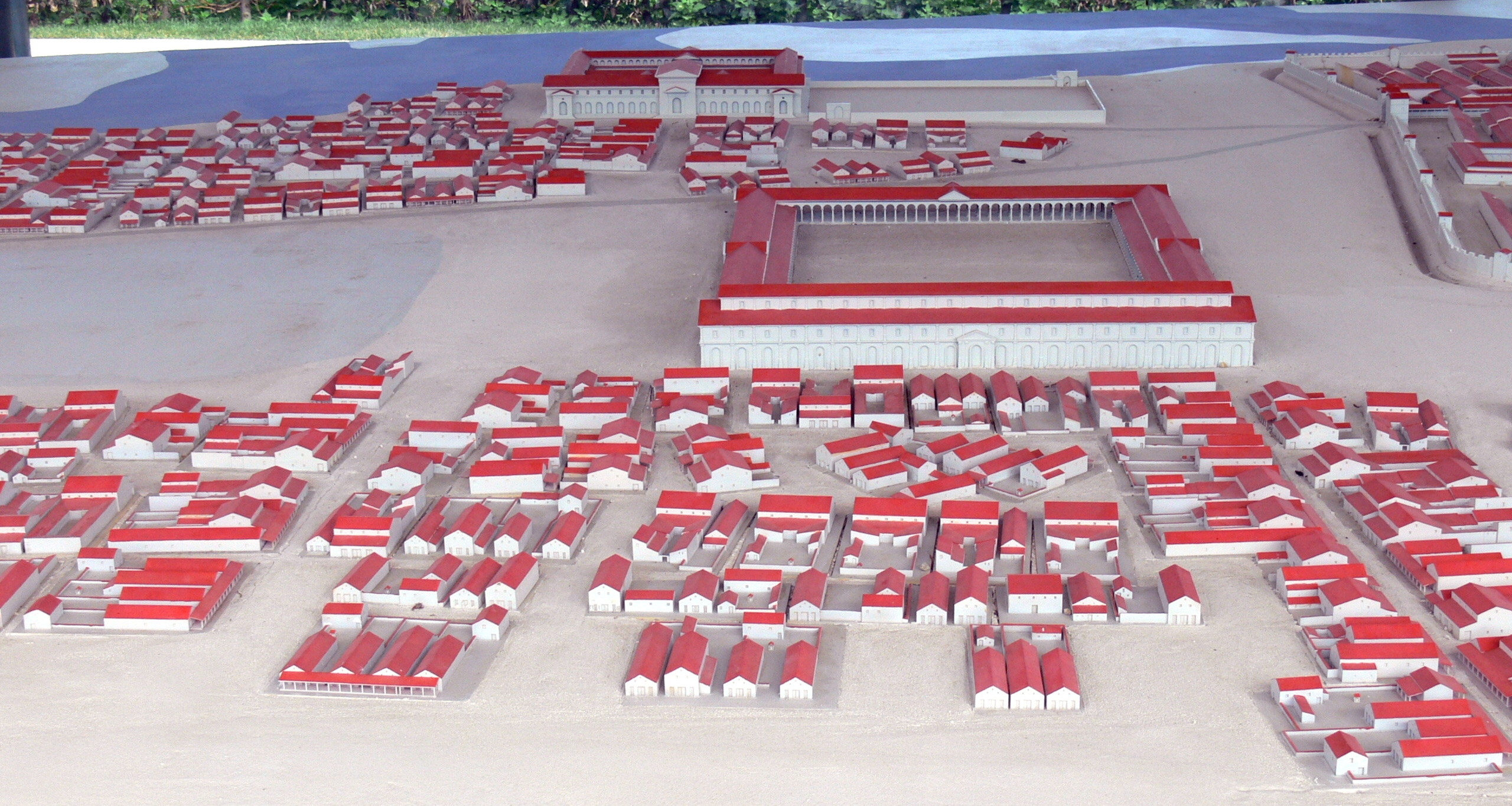
Modell der Lagerstadt um 210 n. Chr., im Zentrum der Campus Martius, im Hintergrund die Villa des Statthalters, direkt am Donauufer gelegen, Blick von Süden

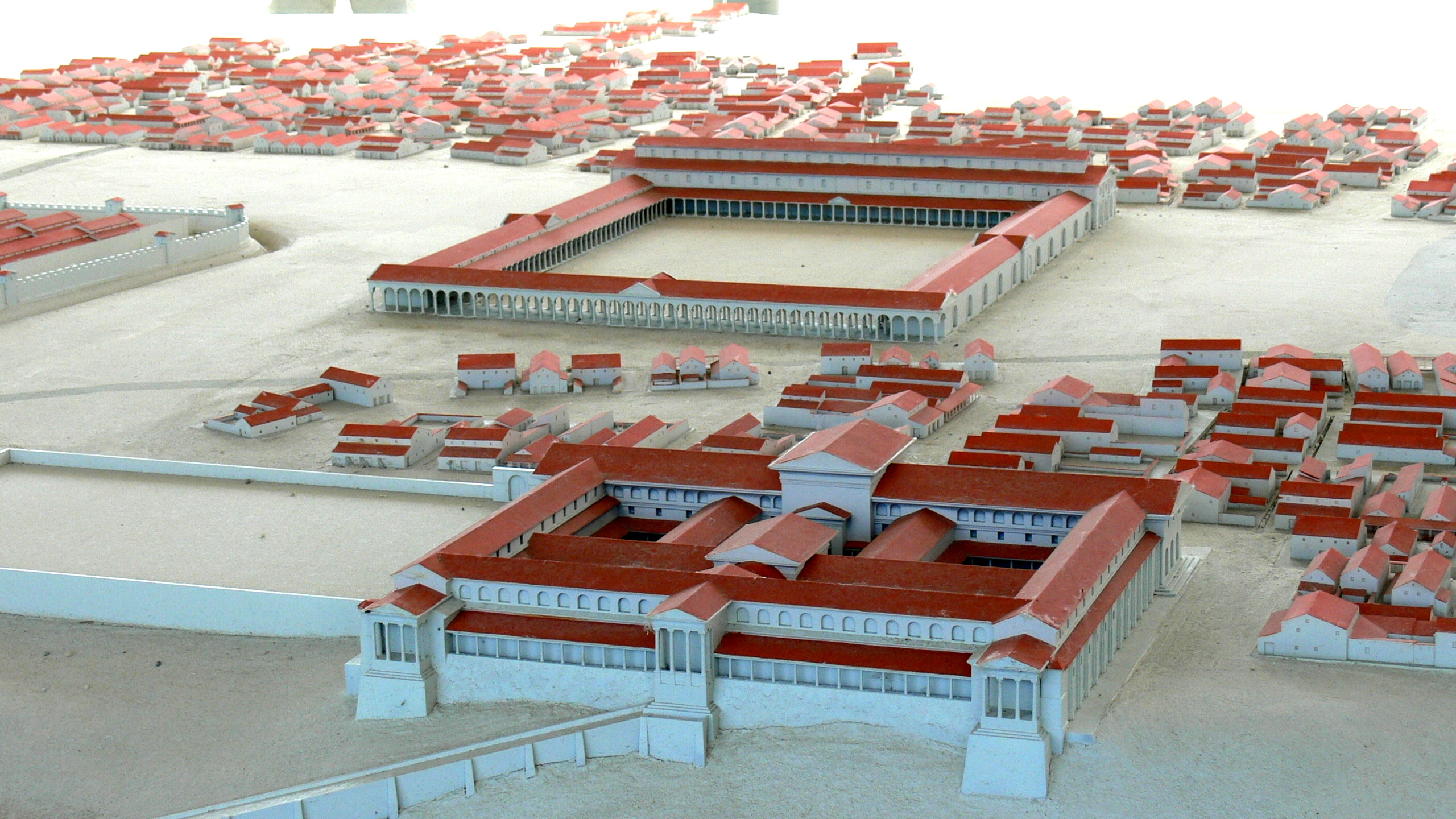
Detailansicht der Statthaltervilla und des Campus, Blick von Norden (ohne castra singularis)

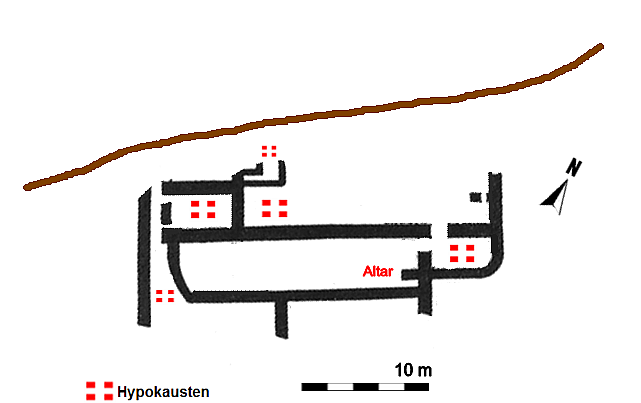
Befundskizze der Statthaltervilla

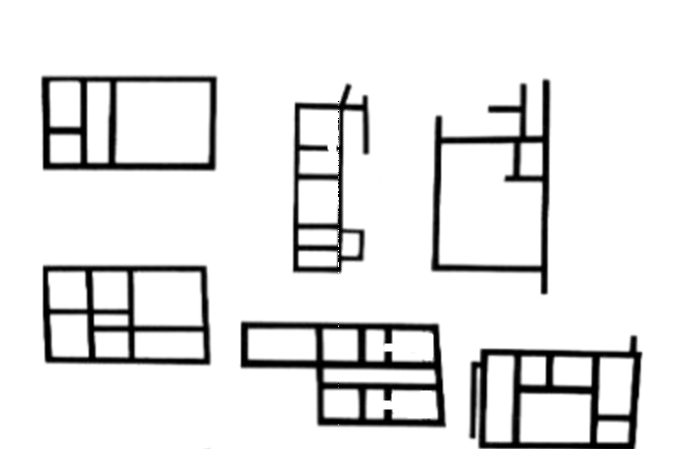
Grundrisse von Wohnhäusern der Lagerstadt

Befundplan der Mühläckertherme, Stand 1906

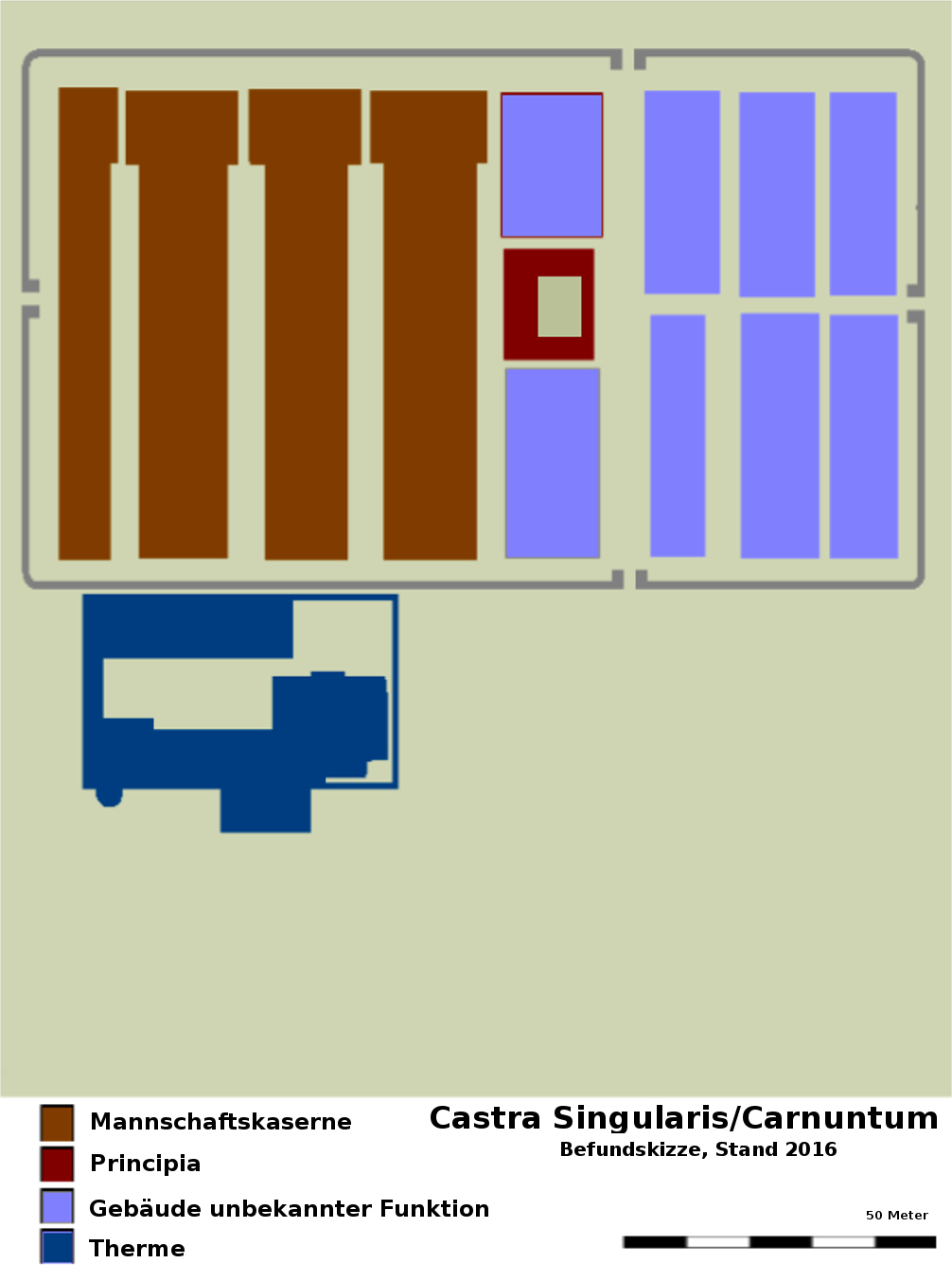
Befundskizze Castra Singularis

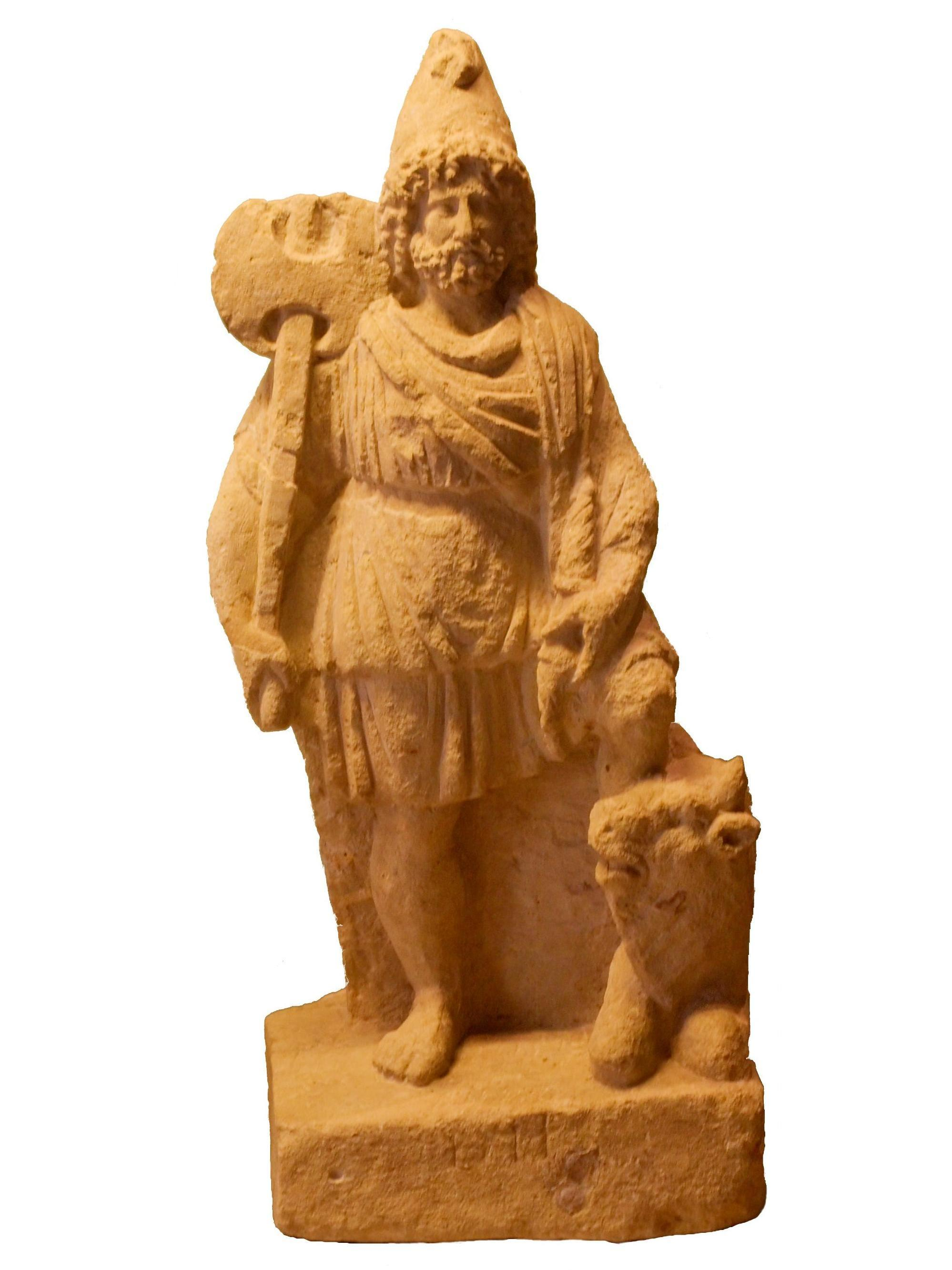
Statue des Iuppiter Dolichenus im Museum Carnuntum

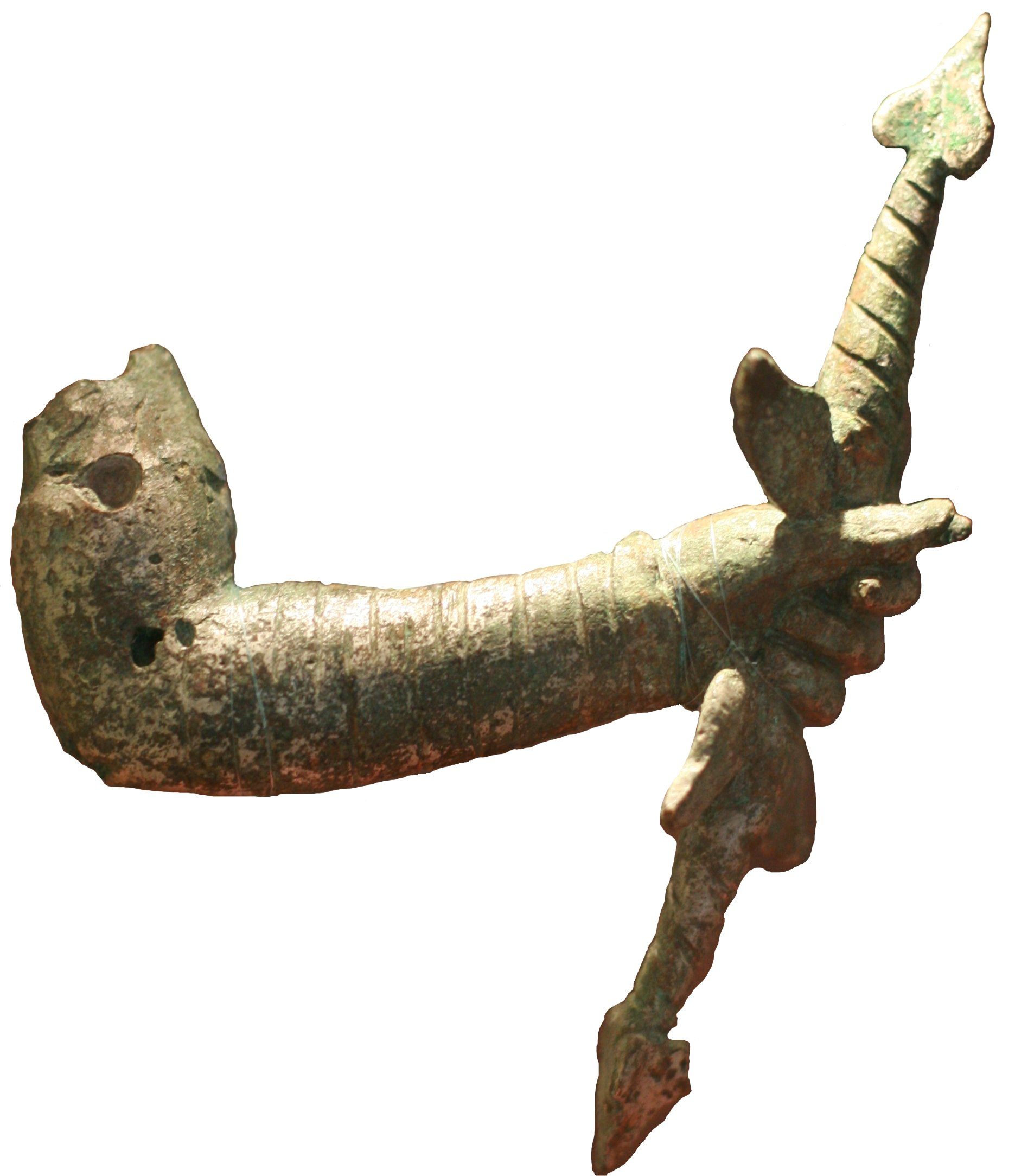
Linker Unterarm mit Blitzbündel von einer Bronzestatue des Iuppiter Dolichenus (2. Jahrhundert, Museum Carnuntum)

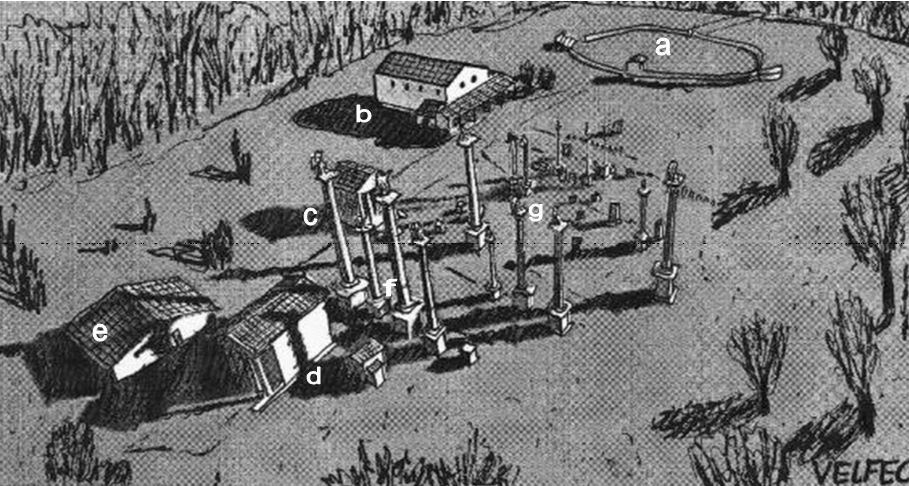
Rekonstruktionsskizze des Tempelbezirks am Pfaffenberg, Zustand im 3. Jahrhundert n. Chr., Blick aus NO

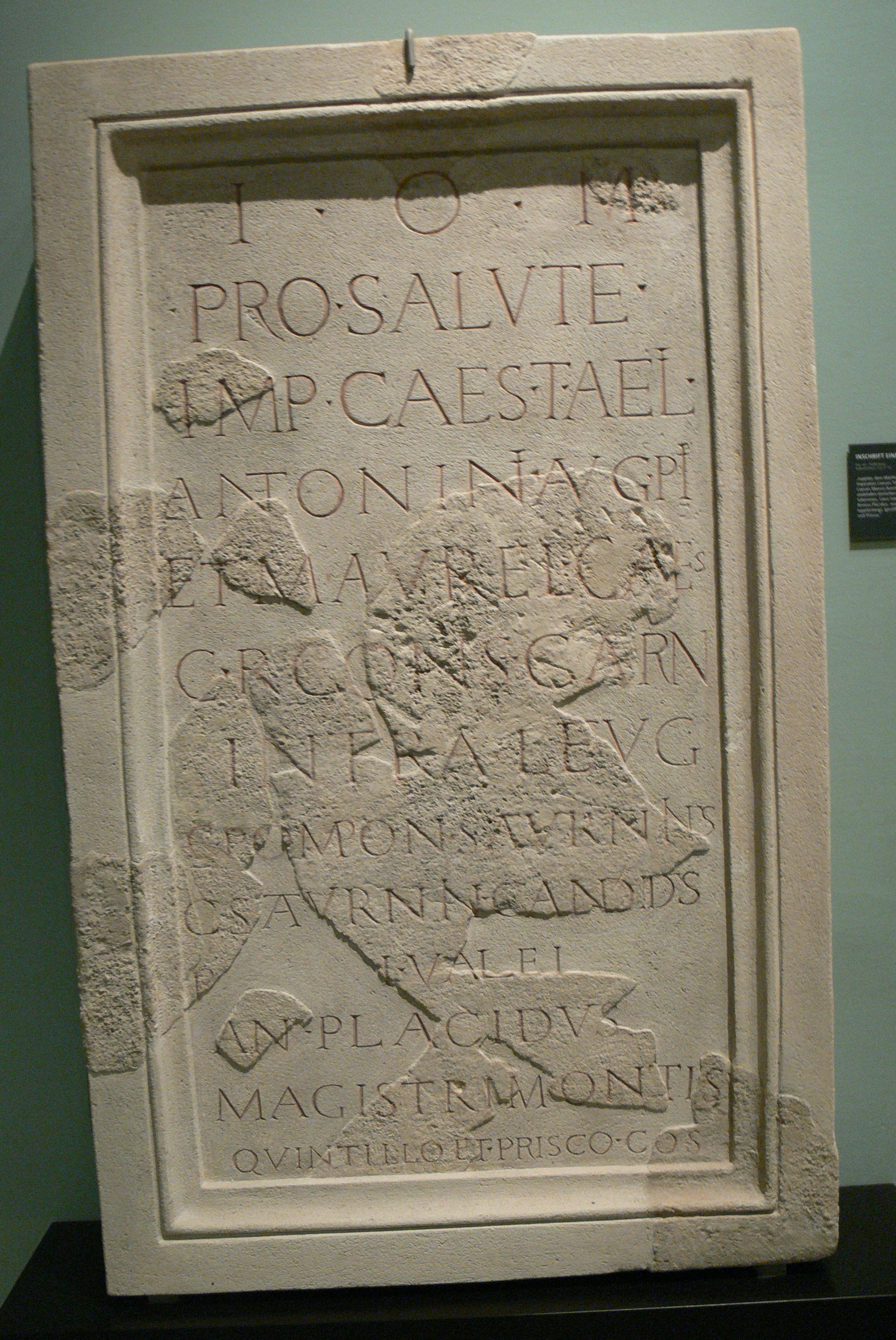
Weihinschrift für Jupiter aus einem Heiligtum auf dem Pfaffenberg

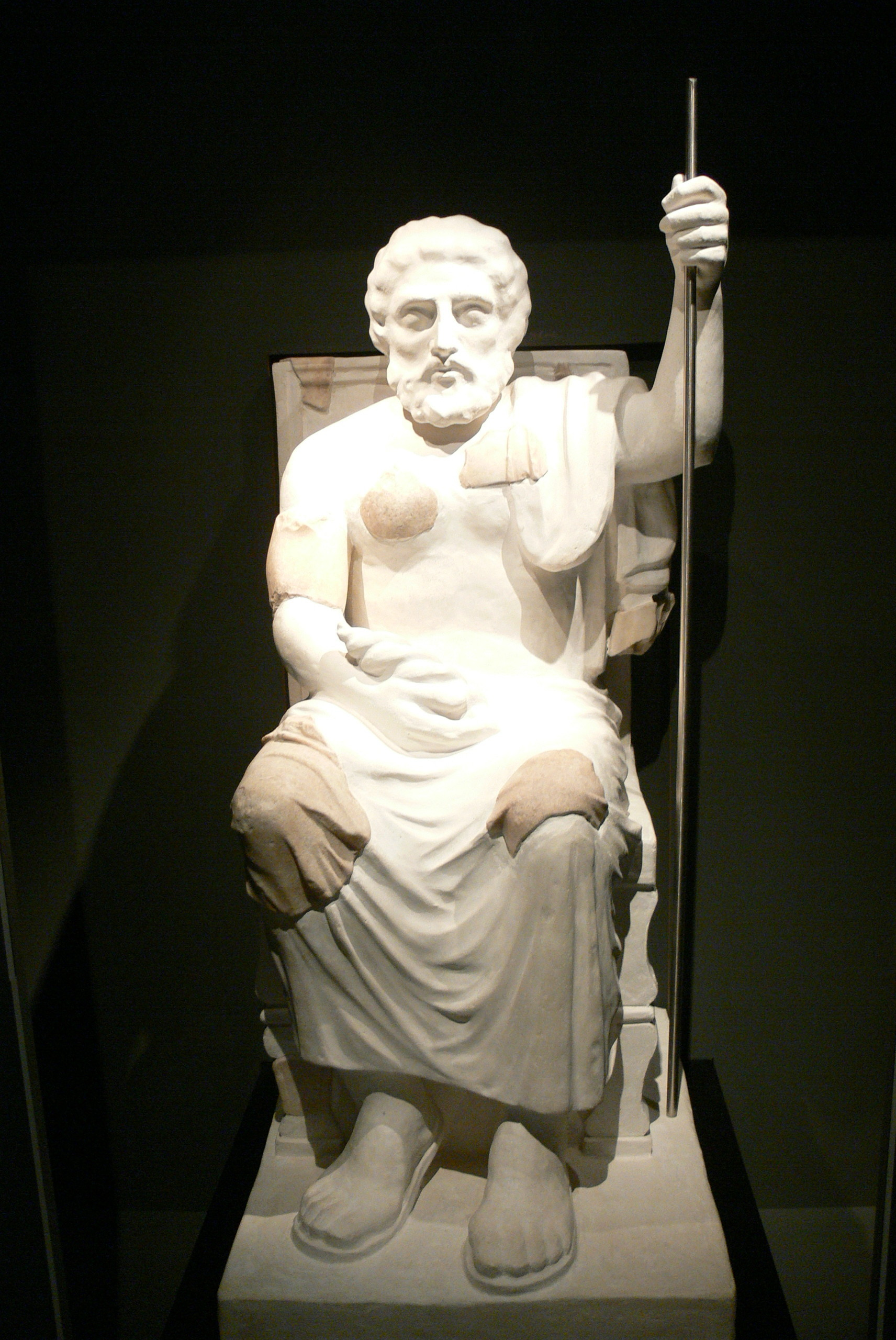
Aus Fragmenten rekonstruierte Sitzstatue des Iuppiter (3. Jahrhundert), gefunden am Pfaffenberg

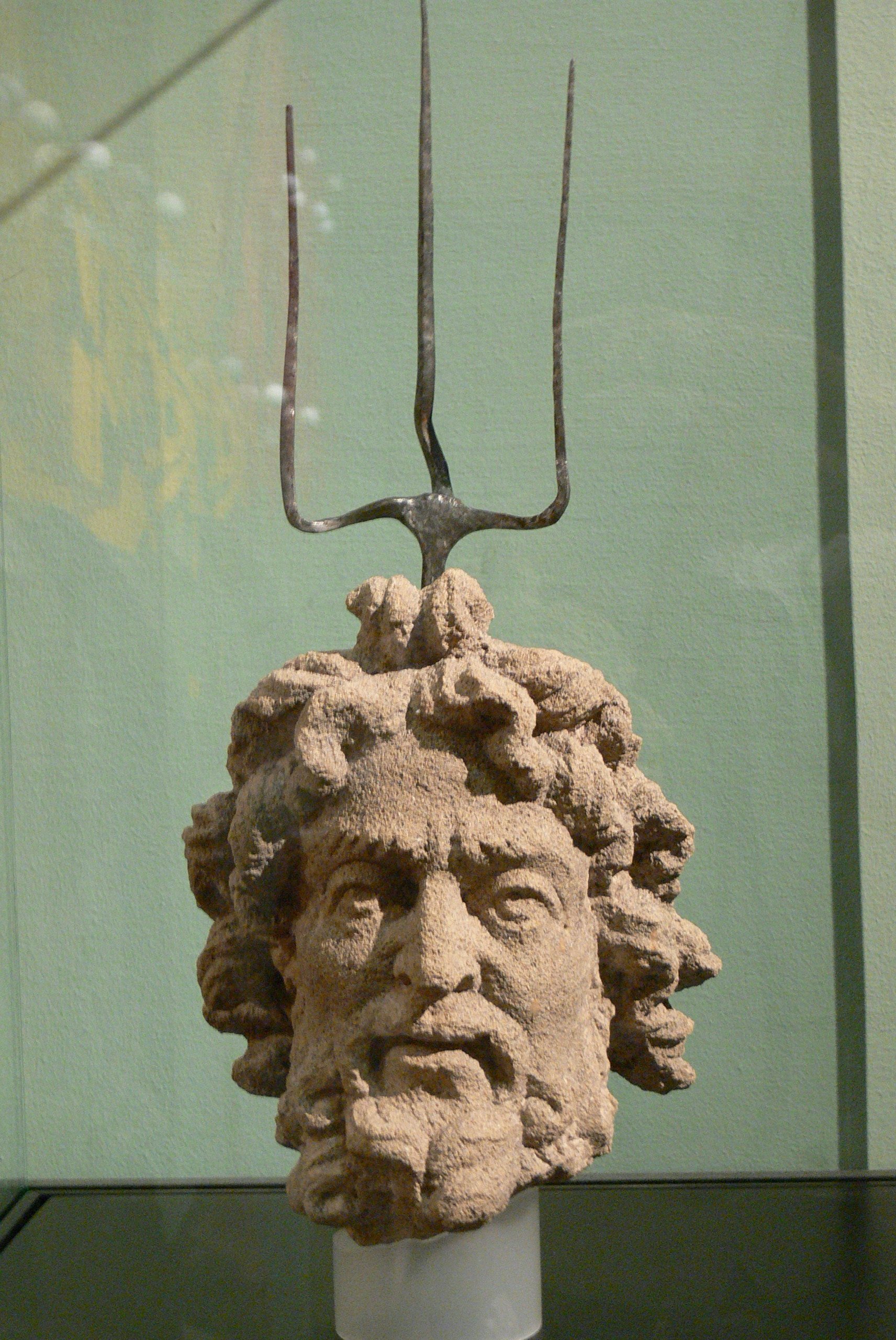
Kopf (3. Jahrhundert) des Iuppiter Casius mit gabelförmigem Kopfattribut, ein Blitzsymbol oder vielleicht zur Befestigung von Federn oder Pflanzen als Schmuck; gefunden 1975 am Pfaffenberg

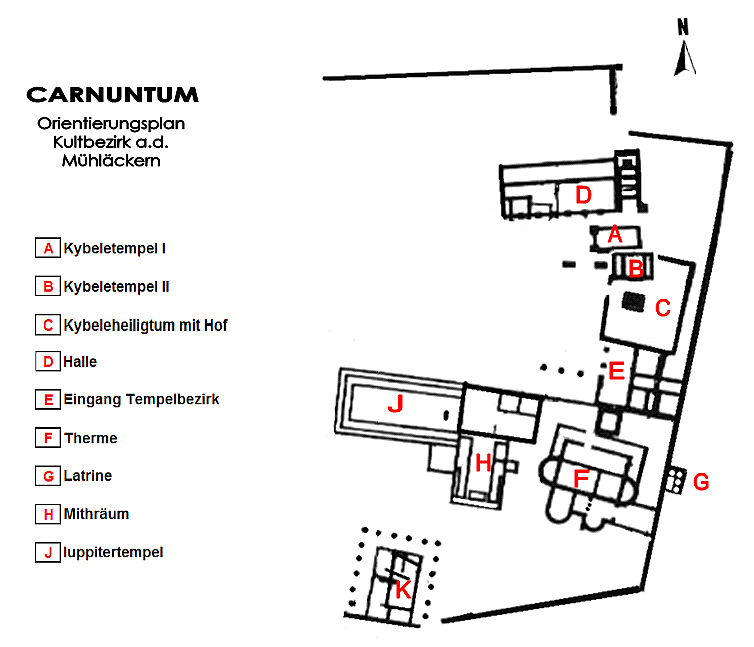
Befundplan Kultbezirk der orientalischen Götter

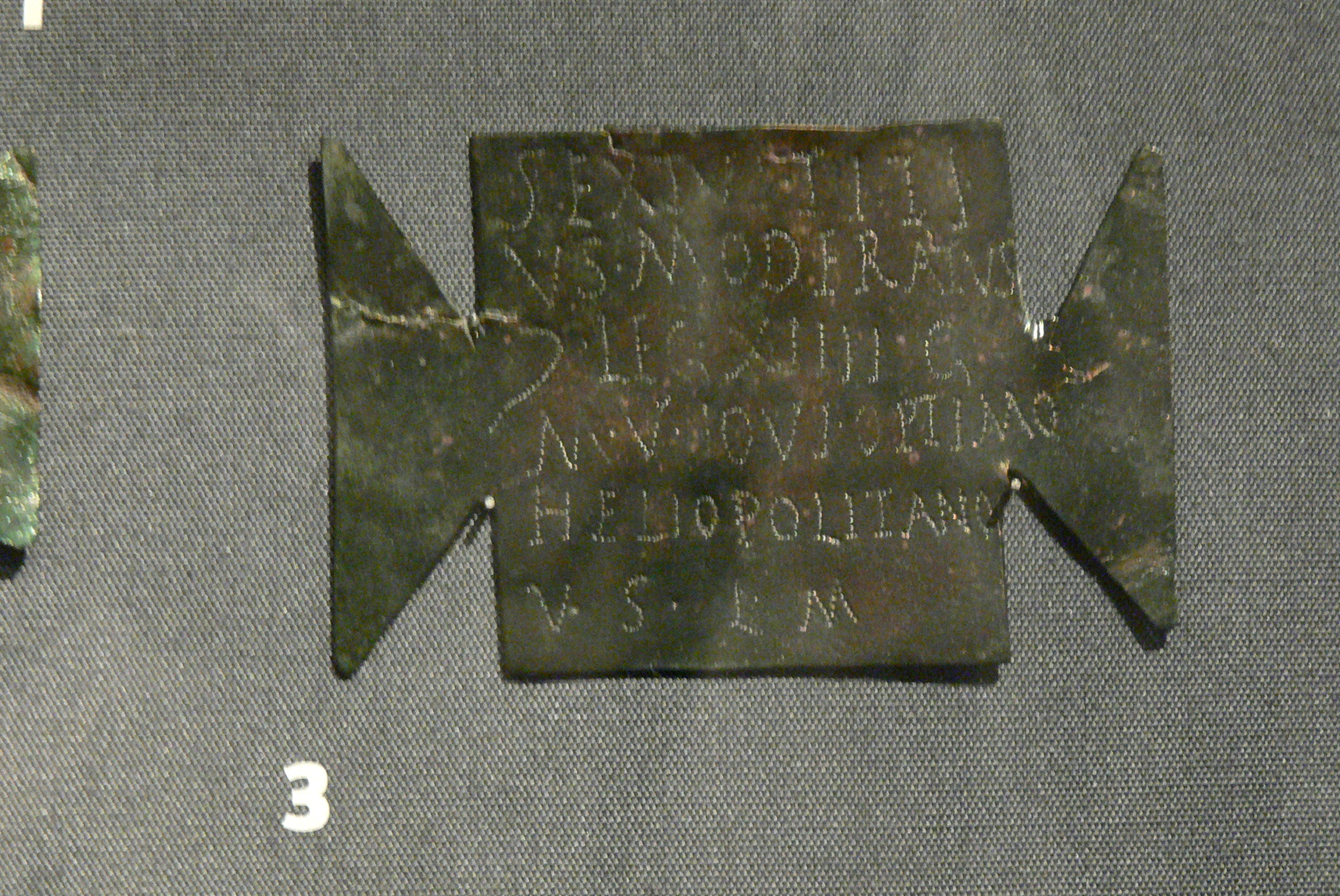
Tabula Ansata aus dem Tempelbezirk der orientalischen Götter

Grabungskizze Mithräum III von Josef Dell, 1894

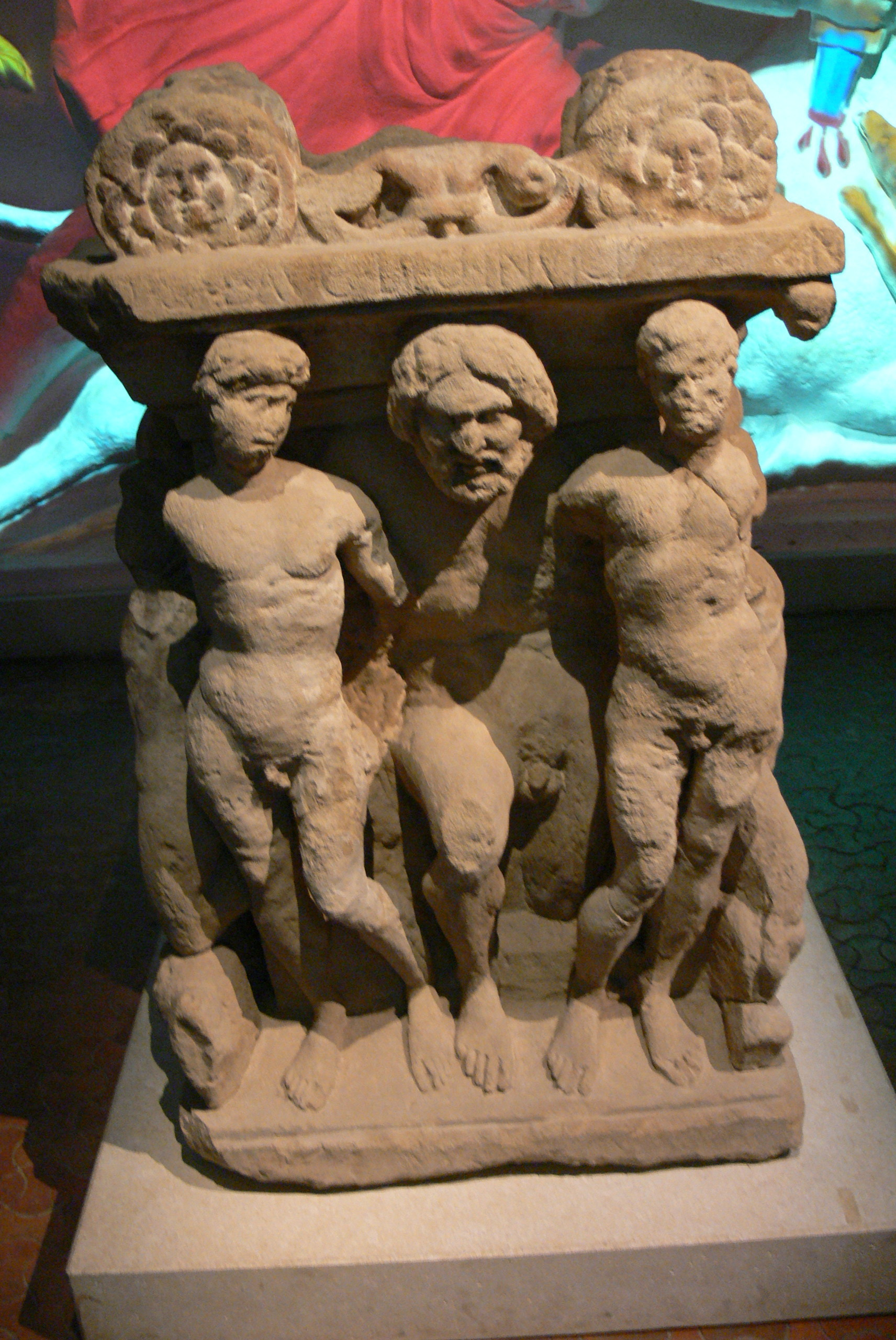
Altar (3. Jahrhundert) für Mithras mit Caelus (Himmel) flankiert von Allegorien der Jahreszeiten; gefunden im Mithräum III

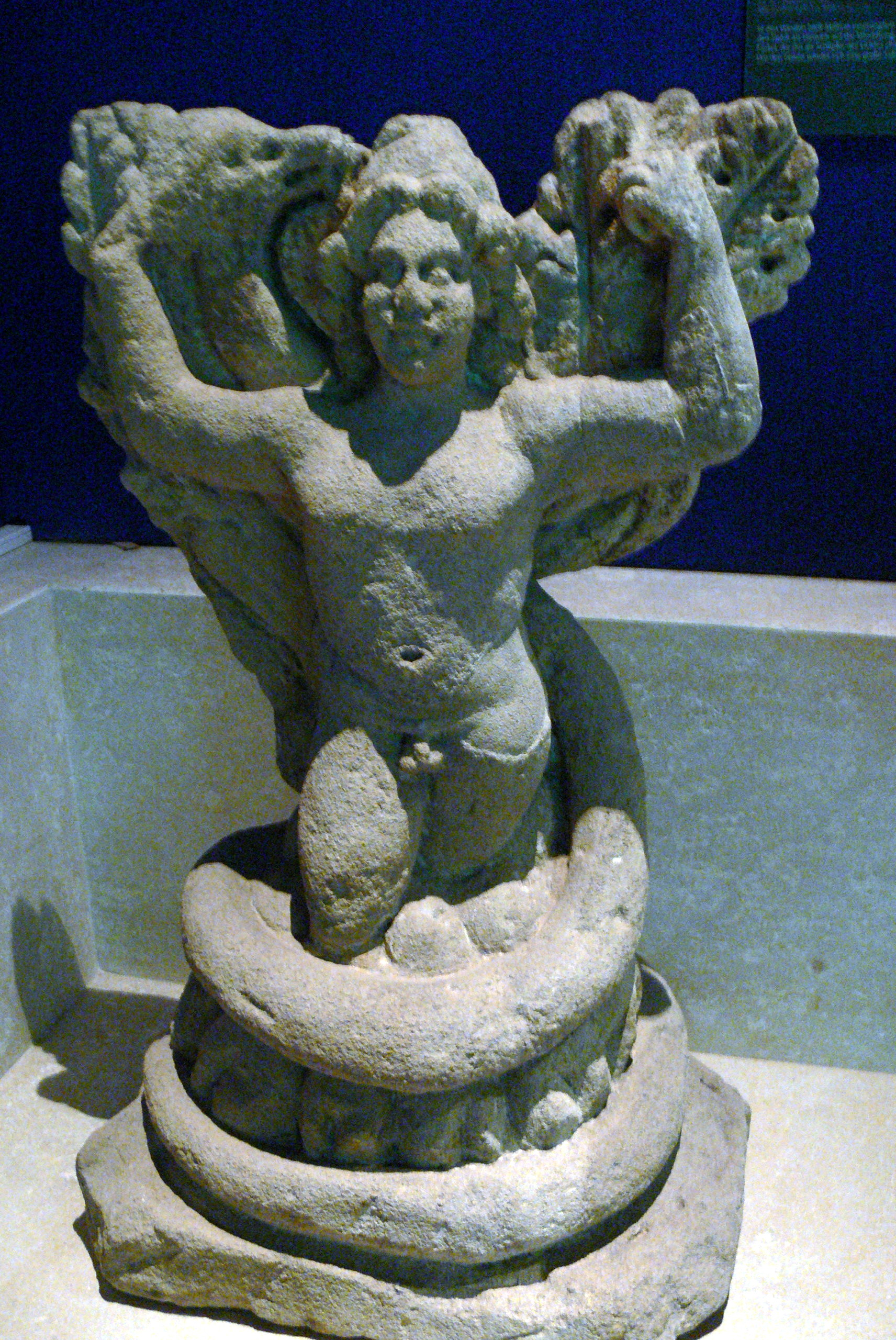
Die Felsgeburt des Mithras; gefunden im Mithräum III

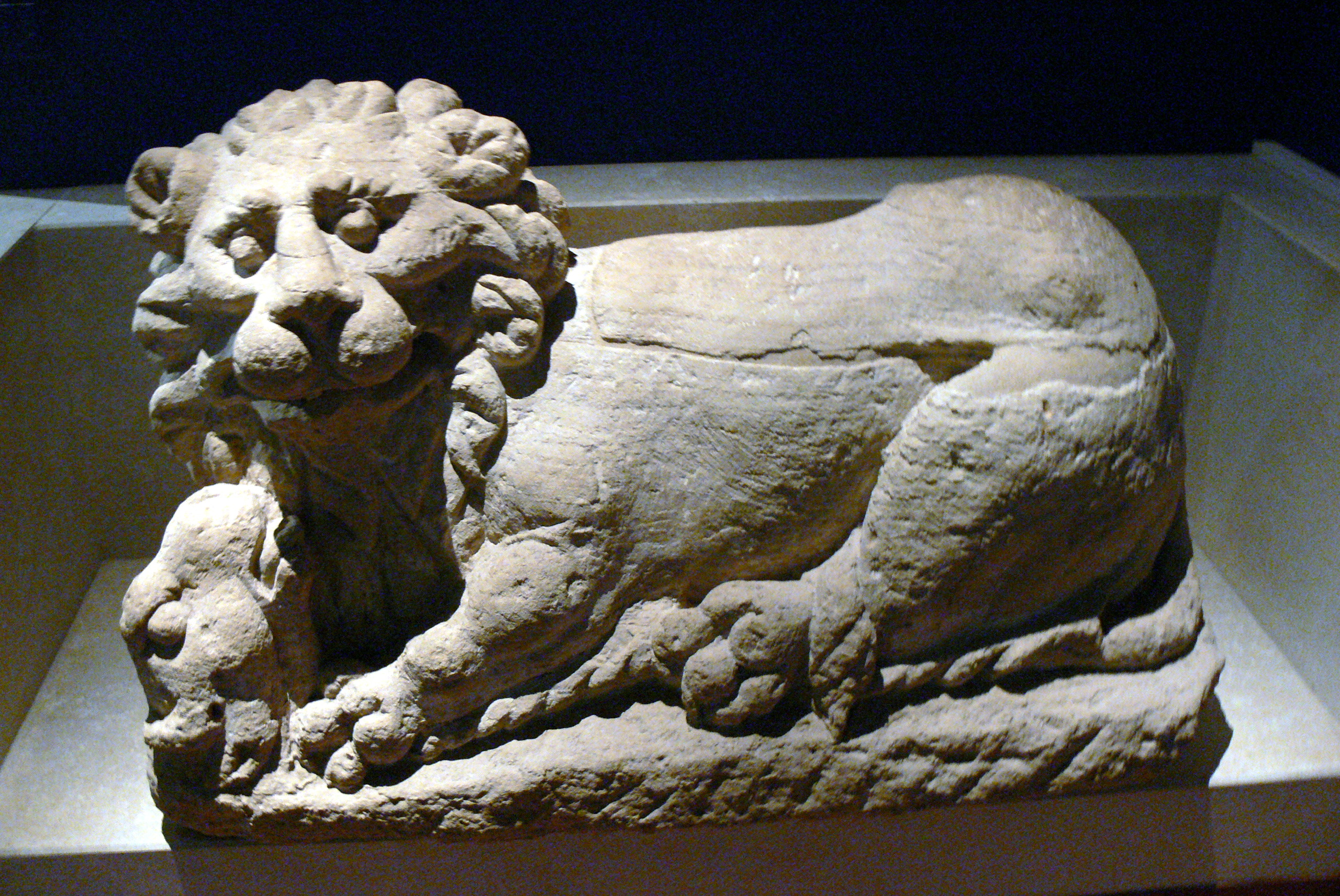
Statue eines Löwen mit Stierkopf in den Klauen, gefunden 1894 im Mithräum III (3. Jahrhundert)

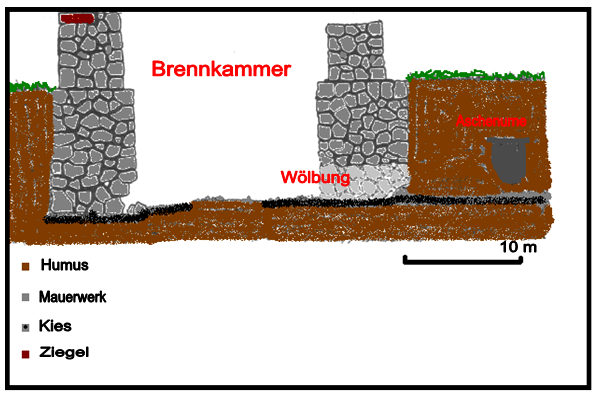
Befundzeichnung der Ustrina an der Gräberstraße

### Überblick
Das zivile Carnuntum erstreckte sich über die heutigen Gemeindegebiete von Petronell-Carnuntum und Bad Deutsch-Altenburg. Ein besonderer Glücksfall im Gegensatz zu den meisten anderen römischen Fundstellen in Österreich ist, dass es, abgesehen von einer kurzen Zeitspanne im frühen Mittelalter, in den nachfolgenden Jahrhunderten nicht mehr überbaut wurde. Der Siedlungsbereich setzte sich aus der Militär- und der Zivilstadt zusammen. Keimzelle der städtischen Entwicklung war das Areal um das Legionslager. Die Militärsiedlung erstreckte sich über Petronell-Carnuntum und Bad Deutsch-Altenburg. Sie war in etwa von der Zeitenwende bis zum Ende der römischen Herrschaft im 5. Jahrhundert bewohnt.
In der unmittelbaren Umgebung des Legionslagers (intra leugam; im Umkreis einer gallischen leuga, entspricht 2,2 km) entstand in der zweiten Hälfte des 1. Jahrhunderts eine mehrphasige Lagerstadt (Canabae legionis illius). Spätestens seit dem 2. Jahrhundert hatte sie städtischen Charakter. Intra leugnam bezeichnete eine strategische Schutzzone, das Glacis des Lagers, das eine staatsrechtliche und sakrale Sonderstellung einnahm. Dort lebten hauptsächlich Geschäftsleute, Händler und Handwerker und die Angehörigen der Soldaten (canabenses/canabarii). Aber auch aktive Soldaten, wie beispielsweise Spezialisten, hatten dort ihre Unterkünfte. Sie diente in erster Linie zur Versorgung der Garnison mit Gütern des täglichen Bedarfs und unterstand verwaltungsrechtlich dem Lagerkommandanten. Die Wohnquartiere waren einfach gehalten, die Gassen relativ schmal. Vorwiegend Menschen der unteren Schichten wohnten innerhalb der Leuga. Sie erstreckte sich vom Reiterlager am Ortsrand von Petronell bis an den westlichen Rand von Bad Deutsch-Altenburg. Südlich der Bundesstraße 9 reichte sie bis zur Bahnlinie Wien–Wolfsthal und noch bis 100 Meter westlich des Legionslagers. Ihr Areal hatte eine Länge von 2,3 Kilometern, die Breite variierte zwischen 500 und 1000 Metern. Von Anfang bis Mitte des 3. Jahrhunderts umfasste ihr Areal 120 Hektar, es war damit deutlich größer als das der Zivilstadt. Die unter Kaiser Traian (98–117 n. Chr.) erfolgte Einrichtung des Statthaltersitzes führte zu großen Eingriffen in das Siedlungsgefüge der Lagervorstadt. Dank der jüngsten Bodenradarmessungen konnte man dokumentieren, dass die Quartiere der Statthaltergarde die Gräberstraße, eine der Hauptausfallsachsen in den canabae, überlagerten. Mit Errichtung der castra singularis musste diese Hauptstraße verlegt werden. Vermutlich wurde der Verkehr seitdem an der Westfront der Gardekasernen vorbei Richtung Limesstraße umgeleitet.
Dank der Prospektionsergebnisse ist das Bebauungsbild der Vorstädte westlich und südlich des Legionskastells gut bekannt. Die canabae war von den Siedlungsrändern Richtung Legionslager zunehmend dichter bebaut, was auch durch einen Wechsel in den Gebäudeformen erkennbar ist. In den Außenbezirken standen hauptsächlich einfache Streifenhäuser, langrechteckige, mit der Schmalseite zur Straße hin orientierte Wohn- und Gewerbebauten, die eine durchgehende Dachkonstruktion aufwiesen. Rund um das Legionslager standen etwas komplexere, urban geprägte Hausformen, die denen in der Zivilstadt wohl sehr ähnlich gewesen sind. Die am dichtesten bebauten Gebiete lagen um das Legionslager und das Amphitheater. Die ersten Häuser standen entlang der Limesstraße, der Gräberstraße und der Straße zum Kastell Gerulata. An der Ostseite des Lagers lag das Amphitheater I, im Westen ein kaum erforschter zentraler Campus und nördlich davon die repräsentative Villa des Statthalters. Die Häuser der Oberschicht standen vermutlich vor der östlichen Ausbuchtung der Lagermauer bzw. an der Zufahrtsstraße zum Westtor des Amphitheaters. Ob die Canabae auch zur Gänze von einem Wall- und Grabensystem umgeben war, ist unsicher. Reste einer derartigen Befestigung, zwei parallel verlaufende Spitzgräben, konnten am Donauabbruch im Norden beobachtet werden. Septimius Severus gestand der Lagerstadt schließlich ebenfalls den Status eines Municipiums zu. Ihre Bewohner galten somit als römische Bürger (civitas Romana). Zahlreiche Spuren von Brandschichten, Neuplanierungen und Überbauungen bezeugen, dass die Canabae mehrmals zerstört oder zumindest stark beschädigt wurde.

### Wohn- und Wirtschaftsgebäude
Die ersten Wohngebäude der Canabae bestanden überwiegend aus Holz und wurden bald von Fachwerkbauten auf Steinfundamenten abgelöst. Am Beginn des 2. Jahrhunderts wurden sie allmählich von soliden Steingebäuden, die teilweise mit Stuckverzierungen, Wandmalereien und Mosaikböden ausgestattet waren und bis ins 4. Jahrhundert benutzt wurden, ersetzt. Im Allgemeinen herrschte dort der Gebäudetyp des Mittelkorridorhauses mit durchschnittlich vier Zimmern, Innenhöfen, ummauerten Gärten, Straßenhallen und Veranden vor. Genauer archäologisch untersucht wurden zwei sehr komfortable Häuser (Nr. 48 und 49, frühes 3. Jahrhundert) in der Umgebung des Amphitheaters, in denen vermutlich Unteroffiziere (optio) der Legion mit ihren Familien lebten und zehn etwas bescheidener ausgestattete Bauten einer Insula südlich der Bundesstraße 9, die wohl für den Großteil der Wohnhäuser in der Canabae charakteristisch waren (Nr. 56–65). Meist gelangte man bei diesen Häusern über einen langen Gang mit zwei Eingängen zu den Wohnräumen. Aber auch rechteckige Bauten ohne Korridor konnten dort beobachtet werden. In ihnen waren vermutlich Werkstätten untergebracht.
Östlich des Legionslagers wurden Einzelgehöfte mit Umfassungsmauern beobachtet, in denen wohl vor allem Handwerksbetriebe (Schmieden, Töpfereien, Glashütten etc.) untergebracht waren. Sicher waren aber auch Bauernhöfe in die Canabae integriert. Eine große Töpferei (Haus Nr. 1 oder castellum figlinarum) mit Umfassungsmauer befand sich am westlichen Rand von Bad Deutsch-Altenburg. Sie stand auf einer flachen Kuppe und setzte sich aus einem Hof mit Brunnen, drei kreisrunden Brennöfen mit Durchmessern von 3,50, 5 und 5,80 Metern sowie zwei Funktionsgebäuden zusammen. Die Umfassungsmauer bildete im Westen und Süden einen rechten Winkel, der im Norden und Osten von einem Halbbogen abgeschlossen war.

### Campus
Das Zentrum der Canabae bildete ein mehrphasiger Campus hundert Meter südwestlich des Legionslagers. Von ihm sind nur noch verstreute Ziegel und Bauschutt vorhanden. Bei den Ausgrabungen konnten zwei baugeschichtlich deutlich voneinander getrennte Bauphasen beobachtet werden. Der ältere, kleinere Campus besaß einen 139 × 115 Meter großen Hof, umgeben von 5,80 bzw. 7,30 Meter tiefen Säulenhallen (porticus). Später wurde über dem Vorgängerbau, im Grundriss etwas weiter nach Westen verschoben, eine neue, diesmal 225,60 × 182 Meter große Anlage errichtet. Sie bestand aus zwei Höfen, einem 128 × 137,50 Meter großen im Norden und einem 137,50 × 34,50 Meter messenden im Süden. Der Campus war an drei Seiten von langgestreckten Portiken und geschlossenen Hallen eingefasst. An den Längsseiten im Westen und Osten waren sie zweischiffig und trugen vermutlich ein Obergeschoss. In den Portiken wurden Statuenbasen und der Unterschenkel eines lebensgroßen Standbildes gefunden. Vielleicht stand dort einst auch die Bronzestatue des Kaisers Severus Alexander, dessen Kopf im Museum Carnuntinum ausgestellt ist. An der Nordseite befand sich eine 6,20 Meter tiefe Pfeilerhalle. Im Südosten wurde der Campus durch einen 27 Meter breiten Hallenbau abgeschlossen, an den nachträglich an der Ost- und Westseite Apsiden angebaut waren, die in einer Entfernung von rund 150 Meter die Schmalseiten des Gebäudes begrenzten. Da sie genau in der Mittelachse ausgerichtet waren, glaubte man, dass es sich bei diesem Gebäude vermutlich um eine Markthalle (Basilika) handelte. Aber viel wahrscheinlicher diente sie als Übungshalle (basilica exercitatoria), wo die Garnison auch bei Regenwetter bzw. im Winter ihr militärisches Übungsprogramm abwickeln konnten. Später wurde die Halle im Innenbereich durch eine Trennmauer mit Pilastern in zwei langrechteckige Räume getrennt. In nachrömischer Zeit wurde im östlichen Teil der Halle eine Schmiedewerkstatt eingerichtet. Die Campusachsen waren auf die Villa des Statthalters ausgerichtet. Der Campus diente der Zivilbevölkerung wohl als zentraler Markt und für die Garnison als Appell- und Übungsplatz. Er zählt zu den größten Bauwerken dieser Art, die bislang auf dem Territorium des ehemaligen Römischen Reichs bekannt geworden sind.

### Villa des Statthalters
Am Ende des 2. Jahrhunderts entstand die Villa des Statthalters und Legionslegaten (praetorium), die 400 m westlich des Lagers, nördlich der Limesstraße und unmittelbar am Donausteilufer stand. Von ihr haben sich aufgrund von erosionsbedingten Hangrutschungen nur geringe Reste (Grundmauern von zwei 20 Meter langen, saalartigen Räumen und einem Zimmer) erhalten. Die Räume waren mit Wandmalereien und Bodenheizungen ausgestattet. Ein dort gefundener, zwischen 246 und 248 der Göttin Aequitas/Eudikia gestifteter Altar befindet sich heute im Museum Carnuntinum. Er wurde vom Statthalter Titus Pomponius Protomachus in Auftrag gegeben und ermöglichte die Identifizierung des Gebäudes. Grabungen in diesem Bereich gestalten sich nach wie vor schwierig und gefährlich, da das Steilufer akut absturzgefährdet ist.

### Castra Singularis
Carnuntum ist einer der wenigen römischen Residenzstädte, an denen auch die Unterkünfte der Leibgarde des Statthalters (castra singularis) lokalisiert werden konnten. 2015 wurden zwischen dem Prätorium (südlich) und dem Campus mittels Bodenradar ein – mit einer Mauer umgebener – Gebäudekomplex entdeckt. Er war nach Osten, Richtung Legionslager hin ausgerichtet und nicht, wie beim Großteil der Limeskastelle üblich, nach Norden, zur Donau hin orientiert. Das Kastell grenzte im Süden und Westen mit einem Abstand von nur etwa 4–6 Meter an weitere Gebäude, während unmittelbar an der Nordfront die Limesstraße vorbeigeführt haben dürfte. Sein Areal bedeckte eine Fläche von ca. 183 × 99 Meter, rund 1,8 Hektar. Unmittelbar außerhalb der Südmauer stand eine – teils hypokaustierte – Gebäudegruppe, vielleicht eine Therme. Seiner Lage und Struktur nach zu urteilen, konnte dieser Komplex nur von der Gardetruppe belegt gewesen sein (equites und pedites singularis). Das Lager hatte einen langrechteckigen Grundriss mit abgerundeten Ecken und verfügte über zumindest drei Eingangstore (Norden, Osten und Süden). Zwei von ihnen (Nord- und Südtor) waren jedoch nicht zentral angelegt, sondern im östlichen Teil der Befestigung positioniert. Am Südtor konnte bei der Bildauswertung ein turmartiger Fortsatz erkannt werden. Vermutlich war zumindest dieses Tor von einem oder zwei Türmen flankiert, wie bei mittelkaiserzeitlichen Kastellen üblich. Allerdings fehlten die bei römischen Kastellen üblichen, innen angesetzten Zwischentürme und Wehrgräben. Im Gegensatz zu den anderen Militärlagern in Carnuntum war es nicht sonderlich stark befestigt, sondern nur durch die ca. 1,8–2,0 Meter breite Mauer von der Lagerstadt abgegrenzt.
In der Osthälfte des Areals befanden sich mindestens sechs weitere Gebäude, deren Funktion sich bislang noch nicht genauer präzisieren ließ. Vermutlich standen dort das ca. 21 × 28 Meter große Lagerhauptquartier (principia), das Kommandantenhaus (praetorium) und das Zeughaus (armamentarium) und eine Mannschaftsbaracke. Im Westteil standen weitere vier, eng aneinandergereihte, 8 Meter lange Mannschaftsbaracken, was auf eine Besatzungsstärke von 400 bis 500 Mann schließen lässt. Alle hatten an ihrem nördlichen Ende einen etwas breiteren Kopfbau – in der die Offiziere untergebracht waren – und waren paarweise, Rücken an Rücken angelegt worden. Die Scanauswertungen zeigten, dass eine Wohneinheit aus zwei Kammern (contubernia) bestand und wesentlich größer und besser ausgestattet gewesen sein dürfte als die in den Kasernen des Legionslagers.

### Therme auf den Mühläckern
Einer der größten Gebäudekomplexe der Canabae befand sich an ihrer südöstlichen Peripherie. Die Reste wurden im späten 19. bzw. frühen 20. Jahrhundert im Süden der Flur Mühläcker, nahe der Eisenbahnlinie, entdeckt. Von ihm wurden unter anderem zahlreiche Altäre, Reliefs und Statuen geborgen. Die dort aufgefundenen Weihedenkmäler und Statuen zum Beispiel von Iuppiter Dolichenus und Minerva favorisierten jedoch nicht eine bestimmte Gottheit und deren Kult. Da sich der Grundriss von den damals bekannten römischen Thermen deutlich unterschied, wurde er von den Ausgräbern als Heil- oder Legionsbad gedeutet und nach Abschluss der Untersuchungen wieder zugeschüttet.
Es gab keine interne Aufschließung oder Untergliederung durch Stichstraßen oder Gassen. Die Ausrichtung des Bauwerks orientierte sich auch nicht am Straßennetz der Canabae. Anscheinend wurde das Bad erst nachträglich an der südöstlichen Siedlungsperipherie errichtet. Auf später angefertigten Luftbildern war zu erkennen, dass es noch eine weitaus größere Ausdehnung hatte als die ersten Ausgrabungen zunächst vermuten ließen. Das insgesamt 200 × 220 Meter große Gebäude war auf Grund seiner Raumstruktur sowie der Orientierung der Gebäudefluchten offenbar in mehrere Funktionsbereiche gegliedert. Es bestand aus bis zu 60 ineinander verschachtelten Räumen. An der Nordseite lag eine von Westen nach Osten ausgerichtete Halle. An dieser Ausrichtung orientierte sich auch die Mehrzahl der Räume. Die eigentlichen Badeeinrichtungen befanden sich im Ostteil. Dort fanden die Ausgräber mehrere Apsiden, kreisrunde Räume, Wasserbecken, Heizkanäle in Wänden und Böden sowie ein weitverzweigtes Kanalsystem. Die Räume hatten Marmor- oder Ziegelböden und waren mit Statuen aus örtlicher Produktion, Importmarmorplatten und Wandmalereien dekoriert. Im Norden und Westen stieß man auf weitere Hallen und lange Korridore und Höfe, umgeben von Portiken. Nur wenige von den Räumen konnten beheizt werden.
Die Datierung des Gebäudekomplexes ist unsicher. In einer der Mauern hatte man bei den Grabungen einen Weihealtar des Licius Vitalis, Stallmeister (strator legati) eines Kommandanten der Legio XIIII aus der Zeit zwischen 222 und 235 entdeckt. An dem Gebäude dürfte in diesen Jahren im großen Stil gebaut worden sein. Ob es auch zu dieser Zeit entstanden ist, kann nicht gesagt werden. Seine Grundsteinlegung könnte auch im 1. oder 2. Jahrhundert erfolgt sein. Während Keramik und militärische Ausrüstungsgegenstände noch bis in die zweite Hälfte des 4. Jahrhunderts vertreten waren, lässt sich eine Nutzung im 5. Jahrhundert nicht mehr eindeutig erkennen. Trotz seiner Randlage dürfte das Areal in der Spätzeit nicht als Gräberfeld genutzt worden sein. Auch bei späteren Untersuchungen wurden keine stichhaltigen hydrogeologischen oder archäologischen Belege gefunden, die eine Interpretation als Thermenanlage unterstützt hätten. Vielleicht handelte es sich in Wirklichkeit nur um eine repräsentative Magnatenvilla oder ein palastartiges Gebäude, das über ein aufwändig ausgestattetes Bad verfügte.

### Straßensystem
Das Straßennetz der Canabae verlief unregelmäßig; bei den Untersuchungen waren aber in einigen Abschnitten auch rechtwinkelig angeordnete Straßen erkennbar. Die Lagerstadt wurde im Wesentlichen durch drei Straßenzüge erschlossen:
- die Limesstraße, die als Via principalis das Legionslager durchquerte und dann weiter in Richtung Westen, immer am Donauufer entlang, zur Zivilstadt führte,
- die Via praetoria/decumana die das Legionslager durch das Südtor verließ und deren Fortsetzung nach Südosten zum Kastell von Gerulata (Rusovce, Slowakei), führte, sowie
- die Bernsteinstraße, die ab dem Westtor des Legionslagers nach Südwesten lief und auf der man über Scarbantia, Savaria und Poetovio bis nach Italien gelangte.[94]

### Amphitheater

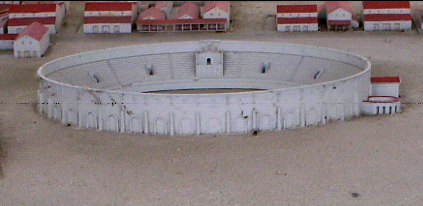
Modell des Amphitheaters I um 210 n. Chr.

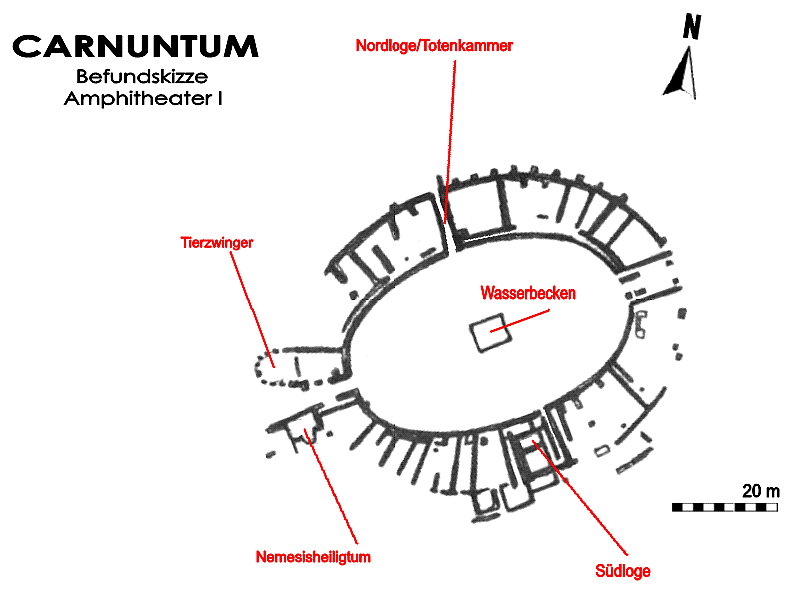
Befundskizze Amphitheater I

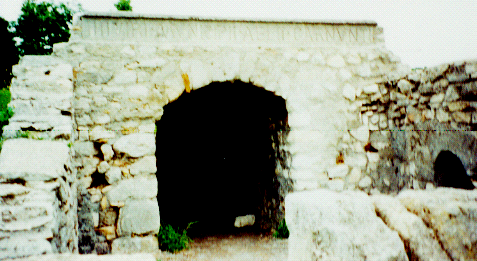
Nordtor und Leichenkammer, Zustand 1996

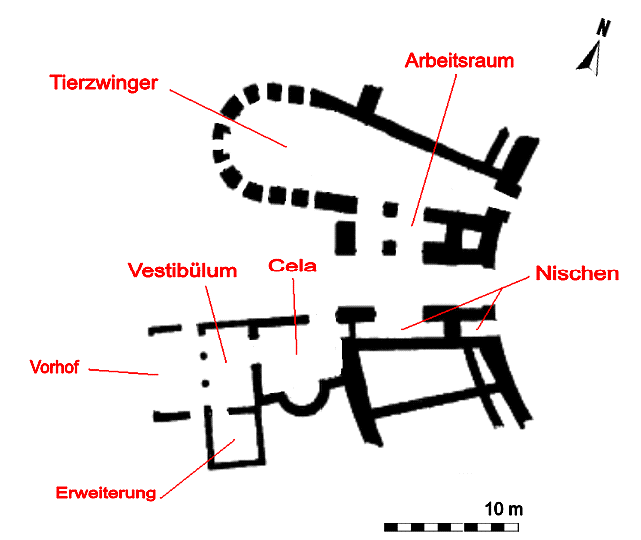
Befundskizze Westtor

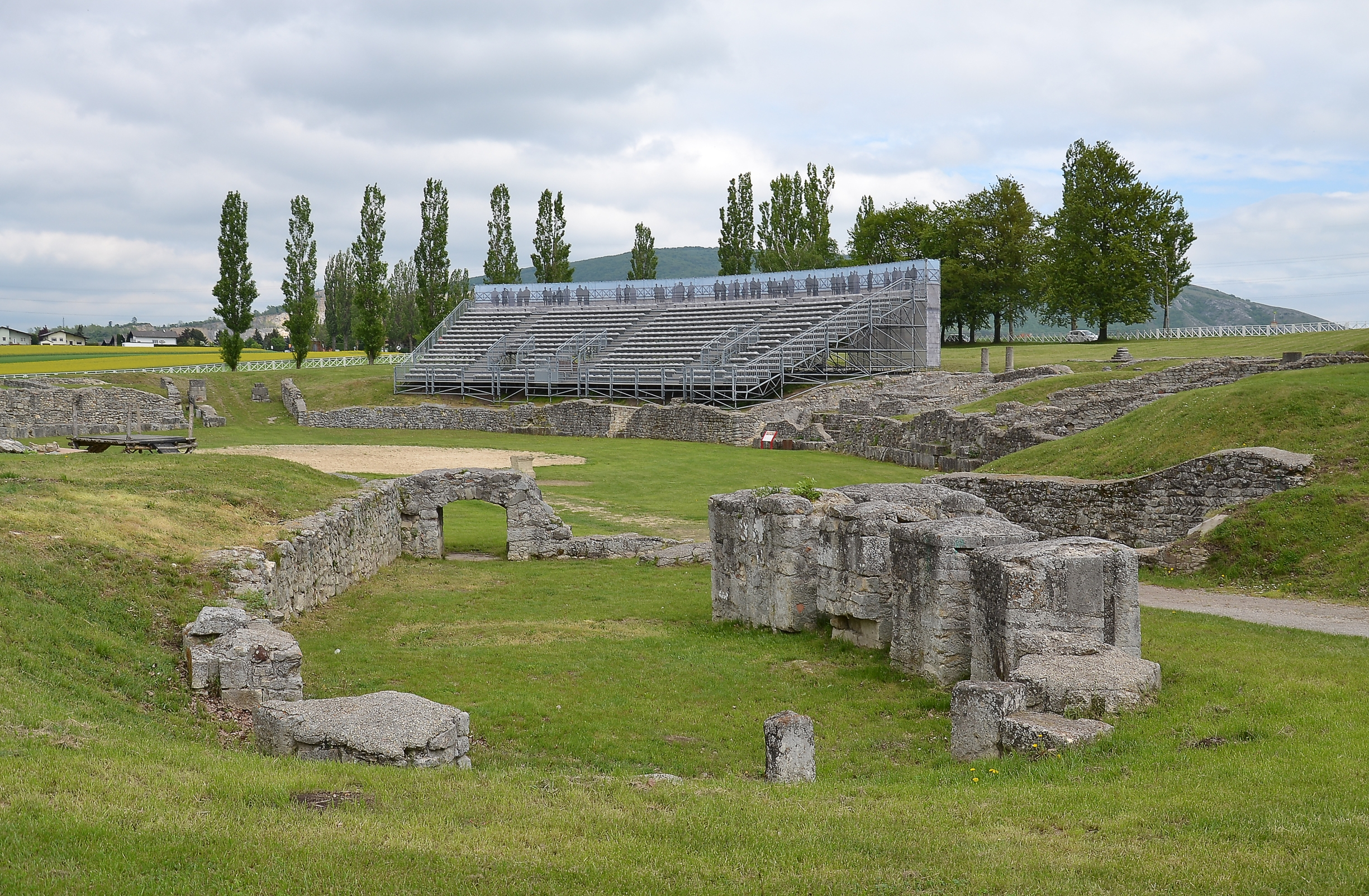
Überreste des Amphitheaters I, im Vordergrund das Westtor mit dem Tierzwinger

Das Amphitheater I ist die einzige Ausgrabungsstätte der Canabae, die vollständig zu besichtigen ist. Es diente vorrangig als Waffenübungsplatz für die Legionäre. Dort fanden aber auch Gladiatorenkämpfe (munera) und Schaujagden (venationes) statt, vermutlich auch speziell für die Truppen arrangierte Spiele. Das Amphitheater war anfangs ein weitgehend freistehender Bau, der weit weniger in das Terrain einschnitt als bislang vermutet wurde. Seit dem 3. Jahrhundert wurden rund um das Theater Wohn- und Gewerbehäuser errichtet, die sich in Richtung Caveamauer ausbreiteten. Einige waren mit Schlauchheizungen ausgestattet. In der Folge herrschte eine gemischte Bebauung vor, wobei sich Wohn- und Gewerbebauten überlagerten. Es konnten auch zwei Kuppelöfen sowie eine Grube, in der Kalk gebrannt wurde, nachgewiesen werden. In einem der Öfen wurde eine äußerst seltene Münze mit dem Porträt der Dryantilla, Gattin des Usurpators Regalianus, entdeckt.
Der frühe Theaterbau entstand in der zweiten Hälfte des 1. Jahrhunderts und war bis auf die Substrukturen vollkommen aus Holz. Nachdem diese Holzanlage (vielleicht planmäßig) abgebrannt war, erfolgte ein Neuaufbau in Stein. Dieser wurde in der Forschung lange Zeit mit einer fragmentierten Bauinschrift aus der zweiten Hälfte des 2. Jahrhunderts in Verbindung gebracht, der zufolge ein gewisser Gaius Domitius Zmaragdus aus Antiochia am Orontes ein Amphitheater gestiftet habe. Durch die Analyse zahlreicher neu gefundener Fragmente einer anderen Bauinschrift hat sich 2013 jedoch gezeigt, dass die Steinphase des Amphitheaters bereits in die Regierungszeit des Kaisers Vespasian (69–79) datiert. Die Bauinschrift des Zmaragdus dürfte sich dagegen auf das Amphitheater der Zivilstadt von Carnuntum beziehen, das bei Auffindung dieser Inschrift noch gar nicht bekannt war. Die steinerne Bauphase des Amphitheaters war noch bis um 300 in Betrieb und wurde bis dahin immer wieder ausgebessert (Mauerungen in Fischgrättechnik), aber schließlich zur Gewinnung von Baumaterial für die Renovierung des Legionslagers unter Valentinian abgebrochen. Die heute sichtbaren Mauerstrukturen sind durchwegs Wiederaufbauten, die erst Anfang des 20. Jahrhunderts entstanden sind.
Das 97,55 × 76,40 Meter große, mehrphasige Gebäude stand in rund 110 Meter Entfernung gegenüber der Nordostseite des Legionslagers, knapp an der Limesstraße in einer natürlichen Bodensenke. Es lag ca. 14 Meter tiefer als das Legionslager und schränkte daher die Sicht auf das Vorfeld nicht ein. Das Gebäude hatte einen von Osten nach Westen ausgerichteten elliptischen Grundriss, die Arena (cavea) maß 72 × 44 Meter, die umlaufenden Sitzreihen boten Platz für 8000 Zuschauer. Da sich der Platz in Richtung Norden hin zur Donau absenkte, musste dort die äußere Mauer etwas höher gebaut und mit Stützpfeilern verstärkt werden. Die im Kern aus Bruchsteinen bestehende, 1,5 Meter breite Arenamauer war mit handbearbeiteten Quadern verkleidet und ursprünglich rot bemalt. Sie war durch die speichenförmig angeordneten Stützmauern mit der Außenmauer und mit der inneren Caveamauer über radial oder speichenförmig aufgereihte Mauern verbunden, die die Sitzbänke der Zuschauertribünen aus Holz trugen. Die unterste Reihe der Sitzplätze lag direkt auf einer Erdaufschüttung. Die höheren Ränge auf einer Holzkonstruktion konnten über Treppen erreicht werden. Vor ihr stand eine aus Quadern errichtete Mauer, die sogenannte Podiumsmauer, die den Kampfplatz eingrenzte. Ihre mit metallenen Schwalbenschwanzklammern verbundenen Blöcke waren ursprünglich mit einer hellen Kalktünche überzogen und farbig eingefasst. Neben Inkrustationsmalerei (Schmucksteinimitationen), die an Verputzresten nachgewiesen werden konnte, waren auf ihr vermutlich auch Kampfszenen dargestellt.
Der Boden der Arena bestand aus Stampflehm; nur ein kleiner Abschnitt war, vermutlich erst nachträglich, mit Steinplatten gepflastert worden. In ihrer Mitte befand sich ein rechteckiges Wasserbecken, das, mit einem Überlauf versehen, bei Bedarf über einen Kanal durch das Nordtor entwässert werden konnte und wohl auch zur Reinigung des Kampfplatzes verwendet wurde. Das heute aus Sicherheitsgründen abgedeckte Becken wird von einem nach wie vor funktionsfähigen Ringsammler gespeist, der auch das Regenwasser ableitet. Der Abflusskanal bestand aus Tonröhren, die das Abwasser direkt in die Donau leiteten. Während der Vorstellungen wurde es mit Holz abgedeckt. Längs der Arenamauer befand sich ein weiterer Kanal, der ebenfalls den Kampfplatz entwässern sollte.
Im Zentrum der südlichen Zuschauertribüne befand sich die aufwändig gestaltete „Kaiser- oder Statthalterloge“ (pulpitum). Sie konnte über einen eigenen Zugang betreten werden. Die beiden Säulen wurden erst bei der Sanierung des Theaters im 19. Jahrhundert vom Legionslager dorthin gebracht. Die Loge war wohl nur für besonders hochgestellte Ehrengäste der Spiele bestimmt. Ihr gegenüber, direkt über dem Nordtor, lag die für den Stadtmagistrat der Zivilstadt mit steinernen Sitzbänken. Die Inschrift zu Ehren der vier Ratsmitglieder wurde rekonstruiert. Das Nordtor diente auch als Leichenkammer, zum Abtransport von Tierkadavern und zum Durchleiten des Entwässerungskanals.
Die Hauptzugänge lagen im Osten und Westen des Gebäudes. Es handelte sich um dreigliedrige, verschließbare Toranlagen, die sich trichterförmig von außen nach innen verjüngten. Sie waren in aufwändiger Werksteinarchitektur gestaltet, wobei ein Block bis zu 750 kg wog. Die Zuschauer gelangten von außen über sogenannte Vomitorien in das Amphitheater. Spuren dieser Aufgänge befanden sich unter anderem nördlich des Osttores.

#### Tierzwinger
Im Westtor war eine kleine Nische zur Aufnahme einer Götterstatue und an seiner Nordseite ein nachträglich hinzugefügter, aus zwölf Steinpfeilern bestehender, U-förmiger „Tierzwinger“ (vivarium) mit heute noch sichtbaren konischen Einlassnuten für Gitter eingebaut. Der Platz rund um den Zwinger war gepflastert. Innen befand sich ein gepflasterter Mittelweg. Am Durchlass in die Arena waren noch die Steinschwelle und ein Riegel- und ein Türpfannenloch vorhanden. Die Ausformung dieses angeblichen Zwingers, fehlende Stützen oder solche, die im Befund keinen Widerpart fanden, sowie die überaus massiven Pfeiler, deren Nuten hölzerne Scherengitter aufgenommen haben sollen, sind jedoch teilweise freie Interpretationen der Spuren im ursprünglichen Baubefund.

#### Nemesis-Heiligtum

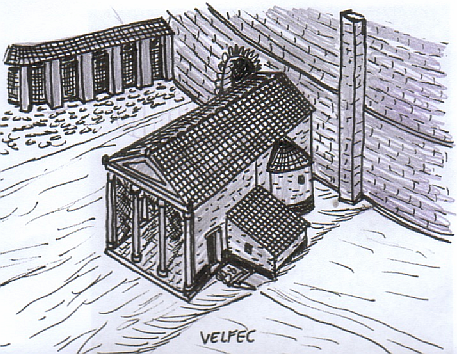
Rekonstruktionsversuch des Nemeseums, Ansicht von SW

Darstellung der Apsis des Nemeseums mit Weihedenkmälern in Fundlage von Carl Tragau. Die Linie markiert die bei der Ausgrabung noch erhaltenen Mauerreste

Neben dem Westtor des Amphitheaters befand sich ein vorgelagerter dreiräumiger kleiner Nemesis-Tempel (nemeseum). Ein hölzerner Vorgängerbau stand dort bereits vor der Mitte des 1. Jahrhunderts. Der Holztempel wurde vermutlich von zwei separat angelegten Gebäuden abgelöst, die im letzten Viertel des 1. Jahrhunderts in Stein erbaut wurden. Er bestand aus einer cella mit südlicher Apsis zur Aufstellung der Götterstatue. Die Apsis war an ihrer Oberseite mit Rosetten aus gebranntem Ton und in weißer Farbe bemalten Kassetten aus Stein dekoriert. Der Kultraum lag durch das abfallende Terrain etwas tiefer und konnte an der Südostseite über drei Stufen betreten werden. Dort befanden sich bei seiner Aufdeckung in situ noch die Fragmente der Nemesisstatue sowie neun Altäre und Statuenbasen. Neben der Apsis zog sich eine Steinbank mit Rückstufe der Mauer entlang, die zur Aufstellung von Votivgaben diente. Die cella wurde gegen Ende des 3. Jahrhunderts durch ein Vestibül und eine Vorhalle mit weiteren Steinbänken und im Süden durch ein kleines, einräumiges sacellum erweitert. In der Vorhalle stand ein Wasserbecken, das aus dem Blattkelch eines Säulenkapitells herausgemeißelt worden war. Die Vorräume waren rot, die Cella mehrfarbig ausgemalt. Im Tempel fand man die Überreste von Statuen der Diana-Nemesis, des Herkules mit seinem Sohn Telephos auf dem Arm und neun Weihealtären. Die meisten Inschriften waren der Göttin Nemesis gewidmet, andere dem Kaiser Commodus und dem Kriegsgott Mars. Das Standbild in der Apsis wurde 184 vom ranghöchsten Zenturio des Legionslagers (Primus Pilus) der Legio XIIII, Quintus Ref[…] Mansuetus gestiftet. Einer der Nemesis-Altäre war 187 vom Verwalter des Nemeseums (curam agens Nemesei) in Auftrag gegeben worden. Bei den Ausgrabungen im Zerstörungsschutt des Tempels wurden auch zahlreiche Schleuderkugeln eines römischen Torsionsgeschützes (balistae) entdeckt. Im Boden zwischen Amphitheater I und Legionslager befand sich eine größere Menge an eisernen Fußangeln. Vielleicht hatten die Angreifer während einer Belagerung des Lagers dort Deckung gesucht, worauf das Nemeseum von den Verteidigern massiv beschossen wurde.

### Wasserversorgung

#### Unklarheiten und Rückschlüsse
Wie die Wasserversorgung der Militärlager gehandhabt wurde, konnte bislang nicht vollständig geklärt werden. Bei den Grabungen wurden zahlreiche gemauerte Wasserleitungen, Abwasserkanäle, Laufbrunnen, Brunnen, Verteiler, Holz- und Bleirohre, aber auch Schöpf- und Ziehbrunnen sowie Zisternen nachgewiesen. Obwohl man mittlerweile sehr detailliert über die Siedlungsstruktur der Carnuntiner Canabae Bescheid weiß und dank der Altgrabungen auch der Plan des Legionslagers nahezu vollständig vorliegt, lässt sich die Wasserversorgung der östlichen Siedlungshälfte von Carnuntum nur unzureichend rekonstruieren. Ein wesentlicher Grund dafür waren fehlende großflächige Untersuchungen in diesem Bereich. Seit den bereits in den 1890er-Jahren erfolgten Forschungstätigkeiten von Josef Dell auf dem Solafeld wurden keine weiteren diesbezüglichen Projekte initiiert. Von Süden, Westen und offenbar auch von Osten führten unterschiedlich ausgebaute Leitungssysteme zu den Siedlungen. Neben der Solafeld-Leitung oder der römischen Wasserleitung in den westlichen Canabae sind zwei weitere Versorgungsstränge wahrscheinlich: eine vom Westhang des Pfaffenberges kommende Leitung, die über eine Aquäduktbrücke in Richtung Canabae geführt wurde sowie eine von Süden auf das Reiterkastell hinlaufende.

#### Pfaffenbründl
1928 entdeckten Ausschächter in der Langen Gasse eine ein Meter hohe und zwei Meter breite gewölbte Wasserleitung aus römischer Zeit. Andere Abschnitte waren schon vorher beim alten Schulhaus und im Pfarrgarten beobachtet worden. Sie endete in einer „überkuppelten Ausmündung“ am sogenannten Pfaffenbründl, ca. 200 Meter östlich der Pfarrkirche von Petronell und liefert noch heute frisches Trinkwasser.

#### Wasserleitung Solafeld
Josef Dell untersuchte am Ende des 19. Jahrhunderts auf einer Länge von 1070 m eine von Nord nach Süd verlaufende, gemauerte Trinkwasserleitung, ca. 1,5 bis 2,5 km südlich des Legionslagers. Anfang und Ende der Leitung waren schon zerstört. Die Quelle befand sich wahrscheinlich auf der Flur Schwarzerdeböden. Die ca. 60 cm breite Leitung, deren Wände aus Bruchsteinmauern bestanden, war mit horizontal und dachförmig verlegten Steinplatten abgedeckt. Sie erreichte eine Höhe zwischen 1,20 und 1,50 m und war durchwegs begehbar. Im nördlichen Drittel der Wasserleitung mündete ein von Südwesten kommender Seitenarm ein, der noch auf etwa 200 m Länge verfolgt werden konnte. Josef Dell zählte an beiden Leitungsabschnitten neun Einstiegsöffnungen. Vermutlich gab es noch zahlreiche weitere. Sie waren in Abständen von ungefähr 33 bis 55 m angelegt worden. An Einstiegsöffnung VII entdeckte Dell noch einen nach Norden abzweigenden Seitenarm, der aber nach etwa 1,20 m abgemauert war und nicht weiter verfolgt werden konnte. Auf Luftbildern erkennt man nördlich der ergrabenen Wasserleitung mindestens drei lineare Bewuchsmerkmale, deren Südende zur Solafeld-Leitung orientiert ist, während sie im Norden radial auseinanderdriften. Sie laufen auf unterschiedliche Bereiche der südwestlichen Canabae zu. Man kann diese Strukturen mit ziemlicher Sicherheit als Fortsetzung der Wasserleitung interpretieren, die die Senke zwischen dem Solafeld und dem Burgfeld, also den Siedlungsbereich der Canabae und des Legionslagers durchquerte.

#### Wasserleitung Canabae West
Im westlichen Areal der Canabae fand man Ende der 1970er-Jahre den Hauptabwasserkanal des Reiterkastells und eine eingewölbte Wasserleitung, die sich dort miteinander kreuzten. Während man unweit der Nordostecke des Forums den Strang des Abwasserkanals unter dem Trinkwasser hindurchführte, entschied man sich beim Reiterkastell, die Wasserleitung unter dem Kanal zu verlegen. Die Fließrichtung der durch einen Sandfang unterbrochenen Wasserleitung, deren Trinkwassergerinne sich vor dem Sinkschacht verengte, verlief von West nach Ost. Warum man den Abwasserkanal nicht stärker eintiefte, ist unbekannt. Vielleicht wollte man sich die umfangreichen Grabarbeiten im instabilen, schottrigen Untergrund ersparen. Ein 1902 von Groller-Mildensee entdeckter Wasserleitungsabschnitt nördlich des Canabae-Campus, der von Südwesten kommend in Richtung Legionslager verlief, stellt einen dritten, durch Grabungen gesicherten Anhaltspunkt für die Wasserversorgung von Legionslager und Canabae dar. 50 bis 60 m von der südwestlichen Lagermauer entfernt befand sich ein trogförmiger Einbau im Leitungsstrang, dessen Funktion nicht völlig geklärt ist. Wahrscheinlich war es ein kleines Verteilerbecken, von dem vier Leitungen abgingen. Vermutlich diente das Becken als Einlauf für eine Druckleitungsstrecke, die die Lagergräben überwand und zumindest die Gebäude im Nahbereich, wie das Lagerhospital, mit Trinkwasser versorgte. Der Hauptwasserversorgung des Lagers diente diese Leitung aber wohl nicht. Ihre Fortsetzung, die denselben Querschnitt wie die Strecke vor dem Trog aufwies, nahm offenbar den Überlauf auf und leitete ihn weiter nach Norden, eventuell in Richtung Westtor oder zur Villa des Statthalters. Die Auswertung von Luftbildern ergab eine Verbindung zwischen dem Kreuzungsbauwerk beim Reiterlager und der Groller’schen Wasserleitung. Zwischen zwei Stichstraßen, die zur Gräberstraße und der Limesstraße führten, zog sich eine markante lineare Feuchtigkeitsmarke hin, die direkt in die Groller’sche Leitung beim Forum einmündet. Dabei dürfte es sich um den noch unerforschten Abschnitt dieser Wasserleitung gehandelt haben.

#### Aquädukt am Pfaffenberg
Josef Dell entdeckte eine dritte Leitung am Nordabhang des Pfaffenberges, die jedoch in Richtung Hainburg führte. Erste konkrete Anhaltspunkte für eine weitere Wasserleitung am Westhang des Pfaffenbergs lieferten Luftaufnahmen. Auf ihnen war zu erkennen, dass quer über die Flur Weingartfeld zahlreiche linear angeordnete, rund 200 m lange Trockenmarken verliefen. Es handelte sich dabei aber nicht um durchlaufende, sondern nur um punktförmige Bewuchsmerkmale, möglicherweise standen dort die Stützpfeiler eines römischen Aquädukts. Die Quelle dieser Wasserleitung dürfte sich an den westlichen Abhängen bzw. am Hangfuß des Pfaffenbergs befunden haben, vielleicht in der Nähe des Hundsheimer Wasserwerks. Sie versorgte vermutlich die Thermen in der südöstlichen Canabae.

## Kult und Religion
Die wichtigste religiöse Pflicht der Soldaten war die Teilnahme an den Kulthandlungen der römischen Staatsreligion, weil damit auch die Loyalität zum regierenden Kaiserhaus zum Ausdruck gebracht werden sollte. Besonders heimkehrende Soldaten führten aber auch andere Kulte und Religionen in Carnuntum ein, was archäologisch nachgewiesen werden konnte. Meist verschmolzen sie dabei ihren obersten Reichsgott Iuppiter einfach mit jenen Göttern, mit deren Kulten sie bei ihren Kriegszügen in Berührung gekommen waren (Synkretismus). Darunter waren Iuppiter Dolichenus, Iuppiter Heliopolitanus, Iuppiter Tavianus und Iuppiter Casius. Für einen Militärstandort typisch, genoss besonders Mithras in Carnuntum große Verehrung, wie mehrere nachgewiesene Kultstätten dieses ursprünglich aus Persien stammenden Gottes belegen. Daneben gab es auch Funde von syrischen und ägyptischen Gottheiten (Isis, Serapis). Der Durchbruch für die sukzessive Ausbreitung des Christentums war die Mailänder Vereinbarung von 313. Durch sie avancierte das Christentum wie alle anderen Religionen des Imperiums zu einer religio licita. Das heißt, man musste seinen Glauben ab in Kraft treten dieses Ediktes nicht mehr vor der Obrigkeit verbergen. Zwar fehlen in Carnuntum eindeutige Hinweise auf Kirchenbauten oder Versammlungsstätten, die auf die Existenz einer christlichen Gemeinde schließen lassen, doch bezeugen zumindest einige Gebrauchsgegenstände des Alltags mit eindeutig christlichem Symbolschmuck auch dort eine schrittweise Durchdringung der antiken Kultur mit deren Ideen und Inhalten.

## Tempelbezirk auf dem Pfaffenberg

### Erste Anlagen
Der ursprünglich 500 m lange und 330 m hohe Kalksteinrücken des Pfaffenbergs liegt im Osten Carnuntums und zählt zum Massiv der Hundsheimer Berge. Vermutlich bezeichneten die Römer dieses Gebirge als mons Karnuntinus. Von dort aus hatte man eine gute Sicht bis weit in das Barbaricum im Nordwesten, nach Vindobona im Westen, zum Neusiedler See und in das Alpenvorland im Südwesten. Dort fand über mehrere Jahrhunderte eine rege römische Kult- und Bautätigkeit statt. Als weithin sichtbare Geländeerhebung war er wie geschaffen für einen Tempelbezirk, an dem die Bewohner der Canabae, vermutlich aber auch die der Zivilstadt, der kapitolinischen Trias, (Jupiter Optimus Maximus) und dem römischen Staat – personifiziert durch die vergöttlichten Kaiser – ihre Ehrerbietung erweisen konnten. Dennoch scheint es eher zur Lagerstadt als Ort staatlicher Repräsentation mit propagandistischen Charakter gehört zu haben.
Die Kulte entsprachen zwar denen, die auch im übrigen Römischen Reich praktiziert wurden, dennoch ließ sich in ihrer spezifischen Ausprägung ein unverwechselbares Lokalkolorit erkennen, das sich nicht nur in der Verehrung des Iuppiter Karnuntinus, sondern auch in der frühen und starken Einbeziehung östlicher Mysterienreligionen manifestierte. Die Inschriften für diesen Gott sind auf dem Pfaffenberg zusätzlich mit dem Epitheton „K“ versehen, das mittlerweile in der Forschung einstimmig als für K[arnuntinus] stehend angesehen wird. Auffällig ist auch die mehrfache Nennung von „III IDVS IVNIAS“. Es handelte sich vermutlich um einen speziellen Feiertag, der an die Weihung des ersten römischen Kapitols der Provinz Pannonien in Savaria (Szombathely) erinnern sollte. Möglicherweise spielte der Berg als sacer mons Karnuntinus auch bei der Standortwahl Carnuntums eine wichtige Rolle, da laut dem Architekten Vitruv der Kultplatz für die obersten Staatsgötter möglichst am höchstgelegenen Punkt der Stadt errichtet werden sollte.
Die frühesten Baufunde stammen aus der zweiten Hälfte des 1. Jahrhunderts. Die ersten Tempel wurden erst in der Regierungszeit des Hadrian (117–138) errichtet. Das Plateau wurde also offensichtlich nicht, wie vielfach angenommen, schon vorher von den Kelten für religiöse Zwecke oder Ähnliches genutzt. Die Verwaltung und Pflege der Tempel sowie die Organisation der Kulthandlungen waren den mehrfach in Inschriften genannten Priestern vom Berge (magistri montis), einem Kollegium von vier Personen, das stellvertretend für die Stadtbürger die Kult- und Opferhandlungen im Tempelbezirk ausführte, anvertraut. Die Kultgemeinschaft, die cives romani consistentes Carnuntni intra leugam, rekrutierte sich mehrheitlich aus den Bewohnern der Lagerstadt. Man vermutet aber, dass jeweils zwei der magistri monti aus der Zivilstadt stammten, da in einigen Inschriften decuriones als Weihende ergänzt werden können, deren Zugehörigkeit zur Tribus Sergia für eine Herkunft aus der Zivilstadt spräche. Dies lässt eine über den engeren Bereich der Canabae (extra leugam) hinausreichende Bedeutung des Heiligtums vermuten.
In der Zeit der Tetrarchie erfuhr der Tempelbezirk noch einmal einen kurzen Aufschwung, der sich in einer Reihe von Weihedenkmälern manifestierte. Die letzte nachweisbare Weihung für Iuppiter Optimus Maximus stammt aus dem Jahr 313, als es zur Mailänder Vereinbarung zwischen den Kaisern Konstantin I. und Licinius kam, die das Christentum den anderen im Reich anerkannten Religionen gleichstellte. In der Zeit danach dürften die offiziellen Kulthandlungen für die alten Götter endgültig abgesetzt worden sein. Die Statuen und Altäre wurden wohl am Ende des 4. Jahrhunderts zum großen Teil gewaltsam zerstört. Zu diesem Zeitpunkt brach die Nutzung des Tempelbezirkes abrupt ab. An vielen Artefakten waren deutlich Hiebspuren von Hacken oder ähnlichen Werkzeugen zu erkennen. Die Gebäude wurden danach entweder dem Verfall überlassen oder zur Gewinnung von Baumaterial abgerissen. Zahlreiche Weihealtäre wurden teilweise schon an Ort und Stelle zu Spolien verarbeitet. Der Auslöser war wohl die Erhebung des Christentums zur alleinigen Staatsreligion unter Theodosius I. Das damit verbundene kaiserliche Edikt von 391/392 untersagte die weitere Ausübung paganer Kulthandlungen im Reich. Die Bilderstürmer waren offensichtlich auch sehr darum bemüht, die Standbilder in möglichst kleine Teile zu zerhacken, um so ein Wiederaufleben der alten Kulte in den „Verehrungsstätten der verfluchten Dämonen“ (omnia daemonum templa) zu verhindern. Die letzten Überreste des antiken Tempelbezirks fielen schließlich bis 1985 den stetig voranschreitenden Steinbrucharbeiten zum Opfer. Die wichtigsten Artefakte konnten von den Archäologen im Laufe einer mehrjährigen Evakuierungsaktion aber noch geborgen oder vor ihrer Zerstörung dokumentiert werden.

### Bebauung
Die Bauten des ca. 7000 Quadratmeter großen Bergheiligtums setzten sich aus einer Reihe von kleineren Tempeln, einem Versammlungsgebäude, zahlreichen Säulendenkmälern, Weihealtären und einem kleinen Theater für kultische Spiele zusammen. Sie waren wohl auch noch vom angrenzenden Barbaricum aus sichtbar. Besonders die epigraphischen Hinterlassenschaften vom Pfaffenberg sind sehr umfangreich. Die ältesten Weiheinschriften reichen bis in die Mitte des 1. Jahrhunderts n. Chr. zurück. Die antiken Baustrukturen wurden bei den Grabungen vollständig aufgedeckt. Nach Lage, Funktion und Form der Befunde konnte folgende Typologie aufgestellt werden:
- Kulttheater
- Tempelbauten des Jupiter
- Kaiseraltar (ara Augustorum)
- Jupiter- und Kaisersäulen
- Weihealtäre und Kapellen
- Priester- oder Versammlungshaus der magistri montes[105]

### Heilige Straße
Der Tempelbezirk war höchstwahrscheinlich über einen Prozessionsweg (via sacra Carnuntina) zu erreichen, der von der Lagerstadt ausging und über den Kirchenberg und den sanft ansteigenden Nordhang auf das Plateau des Pfaffenberges führte. Die Straße führte wahrscheinlich auch am Mithräum I vorbei.

### Kulttheater
Das Kulttheater stand im Südwesten des dort leicht abschüssigen Bergplateaus. Es diente zur Abhaltung von ludi publici (darunter zum Beispiel der von Jugendlichen vorgeführte Trojaritt oder Geranostanz), sowie Umzügen, Prozessionen und Ähnliches, die im Rahmen des Götter- oder Kaiserkults eine wichtige Funktion einnahmen. Es zählt zu den größten Bauwerken am Pfaffenberg und wurde wahrscheinlich in severischer Zeit errichtet.
Eine ca. 2 Meter hohe „Arenamauer“ umschloss einen, im Durchmesser 40–42 Meter großen, rundovalen Platz. Diese Form entstand aber nicht aufgrund eines vorgegebenen Bauplans, sondern ihr Verlauf wurde so weit wie möglich an die natürlichen Gegebenheiten des Areals angepasst. Westlich des Eingangstores erhob sich eine Zuschauertribüne deren Sitzreihen über einen Treppenaufgang erreicht werden konnten. Die Substrukturen bestanden aus Stein, die Stützpfeiler und Sitzreihen nur aus Holz. An der Ostseite befand sich eine weitere, allerdings etwas kleinere Tribüne. Sie war unter anderem mit Reliefplatten dekoriert und wohl nur den Legionsoffizieren und anderen Ehrengästen vorbehalten. Die Datierung der Anlage beruht auf der Annahme, dass eine 1912 entdeckte Inschrift, in welcher von der Erbauung einer 100 Fuß langen und 7 Fuß hohen Mauer durch den Jugendbund des Iuppiter Dolichenus Kultes (iuventus colens Iovem Dolichenum) berichtet wird, als Bauinschrift des Kulttheaters anzusehen ist. Da im ersten Fundbericht aber von einer Verbauung dieser Inschriftenplatte im Fundament des Theaters die Rede ist, dürfte sie sekundär verwendet worden sein. Sie ist daher eher dem im Westen gelegenen Eingangstor des Heiligtums zuzuweisen, dessen korridorartige Mauern in der Länge exakt den in der Inschrift genannten Maßen entsprachen. Diese Toranlage des Kulttheaters (Propylon) befand sich im Nordwesten des Gipfelplateaus, etwa 30 Meter vom Zentrum des Tempelbezirkes entfernt. Es wurde 1898 von Groller-Mildensee freigelegt und sein Grundriss dokumentiert. Das aus der Zeit zwischen 128 und 138 stammende Tor bestand aus zwei parallelen, 45 Zentimeter breiten und 15 Meter langen Mauern. Die Mauern bildeten einen 3,80 Meter breiten Zugang, dessen Frontseite mit zwei Pilastern dekoriert war. 1970 wurde es durch die Steinbrucharbeiten restlos zerstört.

### Tempel I
Als erstes Gebäude auf dem Pfaffenberg ist ein Iuppitertempel belegt. Er wurde laut einer Inschrift eines ganz in der Nähe des Tempels aufgefundenen Architravs von Lucius Aelius Caesar, dem Adoptivsohn des Hadrian, eingeweiht, der sich 137 einige Zeit in der Pannonia superior aufhielt. Das 9,16 × 5,32 m große Bauwerk war von Norden nach Süden ausgerichtet und mit einer Cella und einer Säulenfront (Portikus) ausgestattet. Im Allerheiligsten stand eine bemalte Sitzstatue der Gottheit.

### Tempel II
Dieser Tempel ist nach dem Kulttheater das zweitgrößte bekannte Bauwerk auf dem Pfaffenberg. Das Gebäude wurde vermutlich gegen Ende des 2. Jahrhunderts erbaut, entweder unmittelbar nach den Markomannenkriegen oder anlässlich der Erhebung des Septimius Severus zum Kaiser (193). Es handelte sich um einen 13,45 × 10,40 Meter großen Saalbau, an den sich im Nordwesten noch ein kleiner, annähernd quadratischer (S 1) und im Südosten ein größerer rechteckiger Raum anschloss (S 2). Beide konnten vom Saal aus betreten werden. Einer hatte eine zusätzliche Türe im Südosten. Das Gebäude verfügte über einen vorgelagerten, aus sechs Pfeilern oder Säulen bestehenden Porticus. Der 5,30 Meter breite Mittelteil des Saales wies zwei etwas über 10 Meter lange, U-förmige Mauern im Abstand von rund 0,60 Metern zu den deutlich stärkeren Seitenwänden auf. Eugen Bormann und Werner Jobst hielten den Tempel II für den Kapitolstempel der Canabae, da der Lagerstadt ab der Regierungszeit des Severus vermutlich derselbe Status wie der Zivilstadt zuerkannt wurde. Des Weiteren wurden bei den Grabungen die fast unversehrten Köpfe der Statuen entdeckt, die dort aufgestellt gewesen waren und einer Figurengruppe der kapitolinischen Trias zugeordnet werden konnten. Diese Deutung ist in der Forschung umstritten. Es könnte sich auch um eine Art Versammlungsgebäude für Kultbankette gehandelt haben. Auf einen Speisesaal deuten vor allem die beiden Nebenräume hin, die für solche Bankette als Lagerraum oder Küche benötigt wurden. Im Raum S 2 wurde laut Groller-Mildensee in der Ostecke eine rechteckige Setzung von Ziegelplatten gefunden, die vermutlich als Herdstelle diente. Der Tempel II könnte aber auch als Kultstätte für eine orientalische Gottheit gedient haben.

### Tempel III
Dieser von Osten nach Westen orientierte, 5,91 × 4,73 m große Antentempel aus Leithakalkstein war ebenfalls dem Jupiter geweiht, wie Fragmente einer Marmorstatue beweisen, die darin aufgestellt war. Seine Fundamente wurden bei den Grabungen vollständig freigelegt. An der Gebäudefront standen zwei Säulen mit korinthischen Kapitellen, hinter der Vorhalle lag die Cella mit dem Allerheiligsten. Der Tempel dürfte in der Zeit des Antoninus Pius (138–161) oder Mark Aurel errichtet worden sein.

### Kaiseraltar bzw. Kaiser- und Jupitersäulen
Südlich des Gebäudes E stieß man auf drei etwa 5 Meter voneinander entfernte, annähernd rechteckige Fundamente. Wahrscheinlich standen auf ihnen Weihealtäre. Dort lagen auch zahlreiche Fragmente von teilweise überlebensgroßen Statuen, Säulen und eines Porträtkopfes von Mark Aurel. Eventuell handelte es sich dabei um einen Altar für den Kaiserkult (ara Augustorum). Die Anlage war von zwei Säulenmonumenten flankiert, von denen die eine die Statue des Mark Aurel, die andere entweder die seines Sohnes und Nachfolgers Commodus oder des thronenden Iuppiters trug. Östlich des Kaiseraltars hatten weitere Säulenmonumente gestanden, von denen aber nur noch die Gussmörtelfundamente vorhanden waren. Die Säulen auf quadratischen Basen waren überwiegend Statuen des Iuppiter aufgesetzt worden. An ihren Seiten waren Reliefs mit Darstellungen römischer Götter wie Iuppiter, Juno, Mars, Victoria und Herkules angebracht. Besonders bemerkenswert war ein Standbild des Iuppiter Casius, ein ursprünglich aus Nordsyrien stammender Wettergott, dessen Kultstätten im gesamten römischen Reich nachzuweisen waren. Das auf dem Pfaffenberg aufgestellte Exemplar trug auf seinen Haupt einen eisernen Dreizack, das wohl ein Blitzbündel darstellen sollte.

### Weihealtäre und Kapellen
Vermutlich waren auf dem Pfaffenberg bis zu 350 Weihealtäre aufgestellt. Sie und einige Kapellen befanden sich auf dem großen Tempelvorplatz, der sich südlich und westlich der oben erwähnten Kultbauten ausbreitete und den größten Teil des Bergplateaus einnahm. Dort konnten 20 kleinere Postamente beobachtet werden, auf denen solche Altäre aufgestellt waren. Hunderte Fragmente ihrer Inschriften konnten die Archäologen während der Evakuierungsarbeiten bergen. Die Weihealtäre lassen sich in fünf Verarbeitungstypen einteilen. Die Jupiter geweihten Exemplare waren wegen der langen Titulatur bis zu 1,80 Meter hoch. Ihre Stifter waren meist Soldaten oder die Bewohner der Lagerstadt.

### Amtsgebäude der magistri montis
Das als Gebäude A bezeichnete Amtsgebäude des Priesterkollegiums stand am nordöstlichen Rand des Tempelbezirkes. Groller-Mildensee identifizierte es fälschlicherweise als Wachturm. Im Zuge der Evakuierungsmaßnahmen wurde es vollständig freigelegt und dabei anhand der zahlreichen Inschriftenfunde seine wahre Funktion erkannt. Es hatte einen leicht verzogenen, 8,85 × 7,50 m großen quadratischen Grundriss. Das aufgehende, 50 Zentimeter starke Mauerwerk (teilweise noch über einem Meter hoch erhalten) stand auf einem 60 Zentimeter breiten und 50 Zentimeter hohen Bruchsteinfundament. Die Steine der Wände waren in Ähren- oder Fischgrättechnik aufeinandergeschichtet worden. Im Mauerwerk befanden sich auch zahlreiche Spolien. Die Räume waren innen verputzt, die Außenmauern offensichtlich nicht. Jedem der Priester war ein eigener Raum zur Erledigung seiner Aufgaben zugewiesen worden. In der Gliederung des Hauses und der Einteilung der Räume spiegelt sich auch die Organisationsstruktur des Priesterkollegiums wider. Das Gebäude wurde wahrscheinlich erst im 3. Jahrhundert erbaut, Spuren von Vorgängerbauten konnten nicht gefunden werden.

### Standbilder
Auch die Skulpturenausstattung mit Kaiser- und Götterstatuen war zahlreich und qualitativ hochwertig. Die Skulpturen vom Pfaffenberg wurden größtenteils bei den Grabungen in den Jahren 1970 bis 1985 geborgen. Sie wurden durch einige Fundstücke aus weiter zurückliegenden Untersuchungen ergänzt. Die Sammlung besteht aus rund 40 Bildwerken unterschiedlicher Größe und Qualität. Mit Ausnahme einer Marmorstatue waren sie aus lokalem Kalksandstein geschlagen worden, darunter befinden sich mindestens 11 Sitzstatuen des thronenden Jupiters. Einige dieser teils überlebensgroßen Iuppiterdarstellungen enthielten historisch besonders interessante Details. Aber auch Statuen anderer Gottheiten, wie beispielsweise die der Juno, Minerva oder Victoria waren im Tempelbezirk aufgestellt. Zu den Skulpturfunden gehörten auch ein heute verschollener Kopf des Kaisers Mark Aurel, eine Geniusstatuette und einige wenige Fragmente von Bildwerken orientalischer Götter.

## Kultbezirk der orientalischen Götter

### Gebäudekomplex
In der Südostecke der Canabae (Flur Mühläcker) lag ein ausgedehnter, mehrphasiger Gebäudekomplex aus dem 2. Jahrhundert von dem ungefähr 10.000 m² seines Areals ergraben werden konnten. Er bestand aus mehreren Kultbauten, einer Therme und den dazugehörigen Funktionsbauten. Das in traianisch-hadrianischer Zeit gegründete Heiligtum war nach den Inschriften auf zwei Weihealtären sowie einer
tabula ansata dem Iuppiter Heliopolitanus geweiht, der in einem Tempel an der Ostseite des Tempelbezirks verehrt wurde. Der dem ursprünglich aus Baalbek im heutigen Libanon stammenden Kult geweihte Tempelbezirk stellt das einzige bekannte Heiligtum dieser Art nördlich der Alpen dar. Die Gebäude gruppierten sich um einen 30 × 20 Meter großen, trapezförmigen Hof. Der Kultbezirk war möglicherweise an allen Seiten von einer Mauer umgeben. Der Eingang befand sich im Osten. Ein Wohntrakt, vielleicht für Priester oder Gläubige, konnte bislang nicht vollständig ergraben werden. Vor Errichtung der Tempelbauten standen dort Holzständerbauten aus der Frühphase der Canabae, die als Wohn- und Wirtschaftsgebäude fungierten (sog. Blockhaus K).

### Kybeletempel
Im Osten stand ein 9,50 × 4,80 Meter großer Podiumstempel (Gebäude A) der vermutlich der Göttin Kybele geweiht war. Er könnte, nach den Resten der Fassadenverkleidung zu schließen, als Rechteckbau mit Säulenfront um 150 errichtet worden sein. Nach Zerstörung von Tempel A entstand südlich von ihm, an der Wende vom 2. zum 3. Jahrhundert, ein 18,5 × 17 Meter großer Hof (Gebäude C), in dessen Zentrum sich ein quadratisches, 3,80 × 3,70 Meter messendes Altar- oder Kapellenfundament befand. Der Hofeingang lag im Westen. Nach Aufgabe der Kapelle entstand um 200 neben den Fundamenten von Tempel A wieder ein, diesmal 8,20 × 5,70 Meter großer Podiumstempel (Gebäude B). Er bestand aus einer Cella und einer Vorhalle (pronaeus). An der Ostseite der Cella war vermutlich eine Statue der Kybele aufgestellt.

### Mithräum
Das langrechteckige Mithräum (Gebäude H) stand im Süden und maß 31 × 15 Meter. Die Frontseite zum Hof bestand aus einem fünf Meter tiefen Portikus. Über einen gemeinsamen Vorraum mit der Therme konnten zwei Säle mit Liegepodien betreten werden. Der kleinere, dreischiffige Saal (10 × 15 Meter) war mit einer Hypokaustheizung ausgestattet. Die Podien verliefen nur entlang der Längswände. An der dem Eingang gegenüberliegenden Schmalseite befand sich ein Fundament für ein Kultbild. Beim größeren Saal (13 × 25 Meter) liefen die Podien auf drei Seiten an der Wand entlang, an der vierten befand sich ein Fundamentblock für einen Altar oder ein Kultbild. Zwei in die vorgelagerten Hallen eingebaute kleine Räume dienten wohl als Küche oder Depot für die bei den rituellen Mahlzeiten der Kultgemeinschaft benötigten Utensilien. Alle vier im Kultbezirk geborgenen Inschriften, zwei Altäre und zwei Votivplättchen, beziehen sich auf Iuppiter Heliopolitanus. Umso schwieriger ist es, festzustellen, von welcher Religionsgemeinschaft die beiden Kultsäle genutzt wurden und ihre Funktion näher einzugrenzen.

### Iuppitertempel
Westlich schloss sich ein ungewöhnlich großer Iuppitertempel (Gebäude J) mit einem Grundriss von 25 × 13,25 Metern an das Mithräum an. Er wurde nach einer bereits 1872 gefundenen Altarinschrift vom Legionstribunen Cornelius Vitalis im 3. Jahrhundert zu Ehren des Jupiter Optimus Maximus Heliopolitanus (nach Heliopolis, dem heutigen Baalbek) errichtet. Die Achsen des Tempels waren von Westen nach Osten ausgerichtet. Der Zugang erfolgte wahrscheinlich über die Portikus des Mithräums. Der Innenraum war durch die Anordnung der Stützpfeiler in drei Schiffe untergliedert. An den Langseiten befanden sich gemauerte Podien. Der Boden bestand aus schräg verlegten Ziegelplatten.

### Therme
Östlich des Mithräums stand eine kleine Therme (Gebäude F) mit Abmessungen von 19,5 × 20,5 Metern. Das Gebäude konnte an seiner Nordseite betreten werden. Dann gelangte man durch einen schmalen Korridor zunächst in den Umkleideraum. Dahinter schlossen sich im Süden die Baderäume (Kalt- und Warmwasserbad) mit Sitz- und Tauchwanne in zwei Apsiden an. Das Warmwasserbad wurde über eine Fußboden- und Wandheizung erwärmt. Das Präfurnium stand an der Ostseite der Therme. Dort befand sich auch eine 5,50 × 3,50 Meter große Latrine, die an den Abwasserkanal der Therme zum Altenburger Bach angeschlossen war. Die Fußböden und Auskleidungen der Wasserwannen bestanden aus Terrazzo und Marmorplatten. Nach den dort geborgenen Ziegelstempeln zu schließen, wurde das Bad von Angehörigen der Legio XIIII erbaut.

## Hafen der Lagerstadt
Große Teile der direkt am Fluss gelegenen Gebäude sind im Laufe der Jahrhunderte der Erosion zum Opfer gefallen. Darunter naturgemäß sicher auch Anlegestellen bzw. Hafenanlagen. Solche Anlagen befanden sich vermutlich bei der Zivilstadt (Schloss Petronell) und dem Statthalterpalast und zwar im Bereich der nordöstlichen canabae beziehungsweise des Legionslagers. Für diese Lokalität spricht ein großes Speichergebäude, das 1899 nahe dem Donauufer ausgegraben wurde.

## Mithräen

### Mithraeum I (Mithrasgrotte Am Stein)
Der Kultbau befand sich zwischen Bad Deutsch-Altenburg und Petronell, in der Nähe des Steinbruchs (Am Stein) am Nordhang des Pfaffenbergs. Die Bedeutung dieses Orts für die Bewohner des frühen Carnuntum kann durch den Übergang über die Donau sowie die Nähe der Marchmündung erklärt werden. 1853 veranstaltete das k.u.k. Münzkabinett unter der Leitung von Eduard von Sacken dort eine Ausgrabung. Laut seinem nicht sehr detailreichen Bericht soll die Mithräumsgrotte einen halbkreisförmigen Grundriss gehabt haben. Ihre Spalten und Unebenheiten waren mit Mauerwerk ausgeglichen. Wahrscheinlich war bei seiner Aufdeckung nur noch eine halbrunde Apsis des Bauwerks erhalten. Im Norden der Apsis wurde noch ein Rest der Stuckatur gefunden, die mit horizontalen gelb-roten Linien verziert war. Auch ein Teil der Eingangswand konnte untersucht werden. Laut einer Bauinschrift wurde das damals schon stark verfallene Mithräum im 4. Jahrhundert auf Veranlassung des Caius Atius Secundus, eines Angehörigen des Ritterstandes, wieder instand gesetzt.
Das Inventar bestand unter anderem aus sechs Weihealtären, die von Legionsoffizieren, Priestern und Sklaven gestiftet worden waren. In einer Inschrift wird Mithras als „Schöpfer des Lichts“ (genitor luminis) bezeichnet. Das zentrale Kultbild, das den Gott bei der Stiertötung darstellt, war ca. 1,80 × 1,50 Meter groß. Von ihm hat sich nur noch der Stier erhalten. Weiters fanden sich im Mithräum Darstellungen bzw. Skulpturen der Felsgeburt des Gottes (petra genetrix), des Fackelträgers Cautopates, des Merkur und ein Löwe mit aufgesperrten Rachen. Sie bestanden aus Leithasandstein und waren ursprünglich bemalt. Fast alle Funde aus dem Mithräum I werden im Kunsthistorischen Museum in Wien aufbewahrt.

### Mithraeum III
Das insgesamt 3914 Meter große Heiligtum befand sich im westlichen Teil von Petronell, auf einem Bauernhof in der Nähe der Flur Hintausried, Lange Gasse Nr. 80. Dieses, vermutlich im späten 2. Jahrhundert entstandene Heiligtum zählte zu den größten Sakralbauten in Carnuntum. Das von Osten nach Westen orientierte Bauwerk mit langrechteckigem Grundriss bestand im Wesentlichen aus einer Vorhalle mit einer Art Quergang, dem Kultraum und dem Allerheiligsten, die alle von einer mit Balken abgestützten Holzkonstruktion überwölbt waren. Der sich leicht neigende Fußboden bestand aus Stampflehm. Die Wände und das Gewölbe des Mithräums waren wahrscheinlich schwarz-rot bemalt, Gewölbe und Dach bestanden aus Holz. Der höhlenartig gestaltete Kultraum, dessen Stuckdecke vermutlich mit einem Sternenhimmel bemalt war, sollte das Universum versinnbildlichen. Das große Kultrelief der Mithrashöhle in der Eingangshalle des Museums Carnuntinum, das den Gott bei der Tötung des Stiers darstellt, stammt aus diesem Heiligtum.
Die 8,50 × 8,50 Meter große Vorhalle im Osten lag ca. 1,40 Meter höher als der Kultraum. Ihr schloss sich ein 8,50 × 3,50 Meter großer Quergang an, durch den man, wahrscheinlich über eine Treppe, durch einen weiteren, ungewöhnlich großen Vorraum den eigentlichen Kultraum betrat. Der Vorraum war wahrscheinlich der ursprüngliche Aufstellungsort des von den Teilnehmern der Kaiserkonferenz von Carnuntum gestifteten Mithrasaltars, der anlässlich der Wiederherstellung dieses Tempels in Auftrag gegeben worden war.
Der Quergang war vom 24,50 × 9 Meter messenden Kultraum durch zwei kleine Mauerwangen getrennt. Der Kultraum wurde durch einen 4,00 bis 4,50 Meter breiten Gang geteilt, an dessen Seiten sich jeweils 0,60 × 1,50 bis 1,85 × 15,00 Meter messende Speisebänke aus Mauerwerk (Bruchstein mit horizontalen Ziegelbändern) befanden. Am östlichen Ende des Mittelganges stand die Skulptur eines Löwen, der zwischen seinen Pranken einen Rinderkopf hielt. Daneben stand eine steinerne Muschel, die wohl Weihwasser enthielt. An den nach innen vorspringenden Bankmauern waren zwei Steinbasen platziert, auf denen vielleicht die Reliefs der Dadophoren (Fackelträger) Cautes und Cautopates gestanden hatten. Sie schmückten die Eingangspfeiler des Mittelganges. Ihre verstreuten Fragmente befanden sich überall im Mittelkorridor.
An der südlichen Bankwand wurden zwei Bauinschriften geborgen, die von der Wiederherstellung der Speisepodien berichten. Die gemauerte Basis für das Kultrelief war an der westlichen Rückwand des Kultraumes aufgestellt. Dort fanden die Ausgräber die Trümmer des großen, qualitätvoll hergestellten Kultreliefs der Stiertötung aus dem 2. Jahrhundert und einen Jahreszeitenaltar. Ein weiteres, 76 Zentimeter großes Kultbild zeigte die Felsgeburt des Mithras. Das ursprünglich 3,60 × 2,40 Meter große Relief war bemalt und bestand aus vier 40 bis 50 Zentimeter dicken Sandsteinplatten, die in St. Margarethen im Burgenland gebrochen worden waren. Im oberen Teil war die Stiftungsinschrift eingemeißelt, die besagte, dass ein gewisser Titus Flavius Viator das Kultbild in Auftrag gegeben hatte. Davor stand auf einem Sockel der kunstvoll gearbeitete, ca. 30 cm hohe Hauptaltar mit aufwändigem Figurenschmuck. Sein Figurenensemble stellte die Windgötter und die vier Jahreszeiten dar. Der Altar wurde laut Inschrift von Magnius Heracla gestiftet. Der Fundlage nach zu schließen wurden die Kultfiguren des Mithräums gewaltsam zerstört.
Die Funde aus dem Mithräum werden im Museum Carnuntinum aufbewahrt.

## Bevölkerung
Die Grabfunde zeigten, dass sich in der Canabae Menschen aus allen Teilen des Reiches niedergelassen hatten. Die Italiker bildeten wohl zuerst die Mehrheit, daneben lebten dort aber auch Daker, Dalmatiner, Spanier und Nordafrikaner. Sicher wurden auch Menschen der Germania magna als Sklaven dorthingebracht oder kamen als Soldaten nach Carnuntum. Durch den Einsatz der Legion bzw. die Truppenverschiebungen auf zahlreiche Kriegsschauplätze beförderte vor allem das römische Heer diese ethnische Vielfalt. In der Spätantike ließen sich dort vor allem Germanen wie Sarmaten, Goten, Ostgermanen und Burgunder nieder.

## Wirtschaft
Mittelpunkt von Wirtschafts- und Handelstätigkeiten war der Campus (oder das Forum) neben dem Legionslager. In seinen Wandelhallen und Nebenräumen hatten viele der Händler und Handwerker ihre Verkaufsstände aufgebaut. Metallwerkstätten waren wegen der Feuergefahr meist an den Rändern der Lagerstadt angesiedelt. Gebrauchskeramik wurde hauptsächlich für den Eigenbedarf und die regionalen Märkte produziert. Hochwertiges Tafelgeschirr (Terra sigillata) importierte man aus Gallien, Italien oder den germanischen Provinzen. Ein weiterer wichtiger Geschäftszweig war der Bernsteinhandel. Das Rohmaterial wurde in Carnuntum nach Süden weiterverhandelt und kehrte von dort in Form veredelter Produkte wie Schmuck in den Norden zurück. Die Einrichtung eines großen Armeestützpunktes brachte auch einen großen Bedarf an landwirtschaftlichen Produkten mit sich. Im Laufe der Zeit entstand im Hinterland von Carnuntum eine große Anzahl von Bauernhöfen bzw. Villen (villa rustica) und Dörfern (vici), die aber archäologisch nicht immer exakt voneinander unterschieden werden konnten. Die Villenbesitzer dürften in erster Linie Landwirtschaft betrieben haben, während die Dorfbewohner hauptsächlich gewerblichen Tätigkeiten (beispielsweise Spinnerei, Weberei, Holzbearbeitung) nachgingen. Auf den großen Gutshöfen dürften um die 50 Menschen gelebt haben, die die Nahrungsmittel für die Legion produzierten, aber auch Kleidung und Gebrauchsgüter für den Eigenbedarf herstellten. Einfache Geräte fertigte man aus den Knochen von Schlachtvieh an. Reparaturen von Werkzeug oder Ähnlichem wurden in den örtlichen Schmiedewerkstätten erledigt. Der Großteil der Güterproduktion aus den Dörfern und Villen war jedoch sicherlich auf die Bedürfnisse des römischen Heeres abgestimmt.

## Gräberfelder
Die Bevölkerung der Lagerstadt und die Soldaten des Legionslagers wurden in der Frühzeit der römischen Herrschaft überwiegend entlang der Bernsteinstraße bestattet. Der Abschnitt zwischen dem Legionslager und dem Heidentor wird in der Forschung als Gräberstraße bezeichnet. Die Gräberstraße erstreckte sich an der Verbindungsstraße Petronell-Rohrau etwas über den Schafflerhof hinaus bis zum Heidentor. Ab da konnte sie noch bis nach Höflein, Bruck an der Leitha und am Westufer des Neusiedler Sees verfolgt werden. Sie war nicht gepflastert, ihr Belag bestand aus einer festgestampften, leicht gewölbten Schotterschicht von durchschnittlich 10 m Breite.
Die antiken Gräber werden schon seit 1885 systematisch erforscht. Das Gräberfeld begann ca. 500 Meter südwestlich des Legionslagers. Besonders dicht sind die Bestattungen etwa einen Kilometer vom Lager entfernt. Hier fanden hauptsächlich Soldaten und die Bewohner der Lagerstadt ihre letzte Ruhestätte. Im 1. und 2. Jahrhundert wurden die Toten verbrannt. Die Asche wurde in Gruben oder Urnen bestattet, darüber wurde ein Grabstein (Stele) oder ein Mahnmal errichtet. In diesem Zeitraum waren vor allem Urnengräber mit Stelen beliebt. Aber es gab auch aufwändigere, mit Ziegeln und Steinplatten ausgelegte Gruben, quadratische Grabhäuser, Kapellen, Pfeilermonumente und mit Löwenskulpturen oder anderen Bildwerken verzierte Grabtempel, mit denen die monumentalen Grabbauten im Süden des Reiches nachgeahmt wurden. Einige Grabstätten waren von rechteckigen oder runden Einfriedungen umgeben. An der Gräberstraße konnte auch ein Krematorium (ustrina) nachgewiesen werden. Es hatte einen Durchmesser von zweieinhalb Metern und war einen Meter in den Boden eingetieft. Vor der Heizöffnung lag noch eine mit Asche gefüllte Urne. Während in der Frühzeit Körperbestattungen besonders in der Unterschicht der einheimischen Bevölkerung noch die Ausnahme waren, ist ab 200 ein deutlicher Anstieg der Zahl der Skelettgräber in Carnuntum zu beobachten. Das Gräberfeld an der Bernsteinstraße wurde bis zum Ende des 2. Jahrhunderts belegt. Seine Plünderung begann wohl schon in der römischen Antike. Bei der Aufdeckung der Grabstätte des Soldaten Lucius Centyllius Priscus fanden die Archäologen sie vollkommen zerwühlt vor. Der Grabinhalt war um die Grube verstreut worden und lag noch auf römerzeitlichem Bodenniveau.
Durch Einwanderer aus dem Orient wurde die Sitte der Bestattung in Sarkophagen in Carnuntum populär. Die Verstorbenen wurden nun vermehrt in teils prachtvoll dekorierten Sarkophagen, einfachen Steinkisten, Ziegelplattengräbern und ausgemauerten Grabgruben beigesetzt. Eines dieser Gräberfelder befand sich südwestlich des Lagers und bestand aus 96 Bestattungen, von denen die meisten aber schon ausgeplündert waren. Die Steinkisten bestanden aus Grabsteinen, die man vermutlich im 3. und 4. Jahrhundert von der Gräberstraße dorthin verschleppt hatte. Grabinschriften aus dieser Zeit sowie ein Nereidenrelief und eine Porträtstele kamen dort ebenfalls zum Vorschein.
Am südöstlichen Rand der Lagerstadt stieß man auf ein Gräberfeld aus der Spätantike. Es bestand hauptsächlich aus Ziegelplattengräbern, deren Ziegel Stempel der Legio XIII trugen. Sarkophage und Steinkistenbestattungen waren dort nur vereinzelt vorhanden. Das Grab eines Mädchens war nicht geplündert worden und enthielt noch wertvollen Goldschmuck. Das Gräberfeld reichte bis an das bebaute Areal der Canabae heran.
Christliche Gräber wurden in Carnuntum bislang nicht entdeckt oder nicht erkannt.

## Marschlager
In den 1990er-Jahren konnten mittels geomagnetischer Messungen im Umfeld des Heidentors drei weitere, bisher unbekannte Militärlager nachgewiesen werden. Bei den archäologischen Prospektionen der Jahre 2012-
2015 sind mittlerweile 20 (!) weitere derartige Anlagen im Vorfeld von Carnuntum bekannt geworden. In den Messdaten sichtbar sind jedoch nur ihre Verteidigungsgräben. Kennzeichnend für sie ist ein Grundriss im Spielkartenformat, das heißt, die Umwehrungen beschreiben ein Rechteck oder Parallelogramm mit abgerundeten Ecken. Charakteristisch für temporäre Marschlager, die im Gegensatz zu den Standlagern nur für eine kurzfristige Unterbringung von Truppen in Zelten vorgesehen waren.

## Zivilstadt
In der zweiten Hälfte des 1. Jahrhunderts entstand parallel zum Legionslager die Zivilsiedlung nach dem Vorbild römischer Städte in Italien. Die bebaute Fläche der Zivilstadt umfasste etwa drei Quadratkilometer. Sie erstreckte sich in westöstlicher Richtung über zwei, von Norden nach Süden ungefähr über eineinhalb Kilometer. Ihr westliches Ende liegt einen Kilometer vor Petronell (Flur Gstettenbreite) noch außerhalb der Umfassungsmauer des Tiergartens. Das östliche Ende wird durch die Linie Lange Gasse-Pfarrkirche von Petronell markiert. Im Norden standen die Häuser bis nahe an das Steilufer der Donau, im Süden bis zur heutigen Bundesstraße 9 bzw. zum Heidentor. Seit Beginn des 2. Jahrhunderts kann von einer flächendeckenden Bebauung im Sinne eines organisierten Gemeinwesens ausgegangen werden. In dieser Zeit lebten dort wohl bereits rund 50.000 Menschen. Kaiser Hadrian gewährte der Stadt in weiterer Folge das Recht zur Selbstverwaltung. Unter Trajan stieg sie zur Provinzhauptstadt von Oberpannonien auf. Während der Markomannenkriege führte Mark Aurel von dort aus seine Feldzüge in die Stammesgebiete nördlich der Donau. Ende des 2. Jahrhunderts wurde dort Septimius Severus von den Donaulegionen zum Kaiser ausgerufen und die Zivilstadt danach in den Rang einer Kolonie erhoben. 308 n. Chr. hielten die Tetrarchen dort die Kaiserkonferenz von Carnuntum ab. In der Mitte des 4. Jahrhunderts verwüstete ein schweres Erdbeben die Region. Diese Naturkatastrophe im Verbund mit der stetigen Reduzierung der Grenztruppen und den Auswirkungen der Völkerwanderung verursachten schließlich den wirtschaftlichen und demografischen Niedergang der Stadt. Im späten 4. Jahrhundert diente der schon stark heruntergekommene Ort Kaiser Valentinian I. als Heerlager für einen Feldzug gegen transdanubische Stammesverbände. Im 5. Jahrhundert wurde die Stadt von ihren romanischen Bewohnern aufgegeben und verlassen.

## Limesverlauf von Carnuntum bis Kleinkastell Stopfenreuth
| ON/Name                                             | Beschreibung/Zustand |
| --------------------------------------------------- | --- |
| Wachtürme in der Canabae                            | 350 bis 400 Meter vom Osttor des Legionslagers lagen unter Wohnhäusern der Canabae unter anderem auch die Reste von zwei rechteckigen steinernen Turmbauten. Ihr Gussmauerwerk hatte eine Breite von einem Meter. Da die Talsenke des Altenburger Baches die Sicht vom Legionslager aus behinderte, sollten diese Türme vermutlich von dieser Seite aus den Zugang zum Lager sichern. Im Zuge der Ausbreitung der Canabae wurden sie wohl beseitigt. |
| „Mattleturm“                                        | 600 Meter südwestlich des Westtores, auf der Flur Mattleacker, befand sich ein weiterer, 9 × 9,10 Meter großer quadratischer Wachturm, der die Bernsteinstraße sicherte. Sein Gussmauerwerk war 2,50 bis 2,80 Meter stark. Der Innenraum maß 4,0 × 3,30 Meter. Vermutlich diente er als Signalturm. Die Turmruine war noch bis ins 20. Jahrhundert sichtbar. |
| Wachturm am Pfaffenberg und Kleinkastell „Am Stein“ | Ob sich auch auf dem Plateau des Pfaffenberges ein Wachturm befand, konnte archäologisch nicht bestätigt werden, ist aber auf Grund der günstigen Lage sehr wahrscheinlich. Am Abhang des Pfaffenberges (Am Stein), bei der heutigen Pfarrkirche von Bad Deutsch-Altenburg, wurde um 1874 angeblich eine Befestigung und eine dreibogige Toranlage mit Inschriften der Legio XIV Antoniniana sowie der Legio X und XIII und eine Bauinschrift aus der Zeit des Caracalla entdeckt. Die Ruine wurde durch die nachfolgenden Steinbrucharbeiten vollständig zerstört. Ob es sich dabei tatsächlich um ein Kleinkastell zur Sicherung einer Donaubrücke gehandelt hat, konnte nicht mehr geklärt werden. |
| Brückenkopf Stopfenreuth                            | Hauptartikel: Kleinkastell Stopfenreuth Dieser befestigte Brückenkopf (Kleinkastell?) lag in der Stopfenreuther Au am linken Donauufer, in der Nähe der Mündung des Roßkopfarmes, drei Kilometer von der Nordostecke des Legionslagers entfernt. An dieser Stelle querte die Bernsteinstraße, vermutlich über eine Schiffsbrücke, die Donau. Ob sich die Befestigung in der Antike am nördlichen oder südlichen Ufer des Hauptstromes der Donau befand, ist ungeklärt. |

## Denkmalschutz
Die Anlagen sind Bodendenkmäler im Sinne des Österreichischen Denkmalschutzgesetzes. Nachforschungen und gezieltes Sammeln von Funden ohne Genehmigung des Bundesdenkmalamtes stellen eine strafbare Handlung dar. Zufällige Funde archäologischer Objekte (Keramik, Metall, Knochen etc.), sowie alle in den Boden eingreifenden Maßnahmen sind dem Bundesdenkmalamt (Abteilung für Bodendenkmale) zu melden.

## Museen
Das Museum Carnuntinum befindet sich in Bad Deutsch-Altenburg. Im von 1901 bis 1904 von Friedrich Ohmann im Stil einer antiken Landhausvilla erbauten Museumsgebäude, dem größten Römermuseum in Österreich, werden die wertvollsten Funde (zum Beispiel Bernsteinbestände) aus den zahlreichen Grabungen der Öffentlichkeit präsentiert. Es wurde im Jahr 1904 von Kaiser Franz Josef I. persönlich eröffnet. Vom Bestand der archäologischen Funde aus Carnuntum kann derzeit lediglich ein Bruchteil im Museum gezeigt werden (etwa 4000 Exemplare). Der Rest wurde in mehreren Depots zwischengelagert.
Neben dem Museum Carnuntinum sind der Spaziergarten in Petronell (Wohnviertel der Zivilstadt) mit einem Stadtmodell im Maßstab 1:300 im Anschluss an das neue errichtete Besucherzentrum, das spätantike Heidentor und die beiden Amphitheater I und II zu besichtigen. Die Grundmauern der großen Therme der Zivilstadt wurden konserviert und sind für Besucher zugänglich. Das im 20. Jahrhundert großteils ausgegrabene Legionslager wurde wieder zugeschüttet, seine Mauern sind nur noch als Geländeerhebung erkennbar. In Petronell befindet sich außerdem das privat geführte Museum des Vereins Auxiliarkastell Carnuntum, in dessen Keller eine Kreuzung der Fernwasserleitung mit dem Abwasserkanal des Kastells konserviert wurde; auch Wechselausstellungen finden dort statt.

## Interaktive Medien
- CARNUNTUM. Wiedergeborene Stadt der Kaiser, DVD, Archäologische Kulturpark NÖ Betriebsgesellschaft mbH und 7reasons, 2011, ISBN 978-3-9501914-4-8.